# Киев
Ки́ев (укр. Київ, МФА: [ˈkɪjiu̯]о файле) — столица и крупнейший по населению город Украины, город со специальным статусом. Расположен на севере Украины, на реке Днепр, является центром Киевской агломерации. Отдельная административно-территориальная единица Украины; культурный, политический, социально-экономический, транспортный, научный и религиозный центр страны. Киев также является административным центром Киевской области, хотя и не входит в её состав, имея особый правовой статус. В 2010—2021 годах был седьмым по населению городом Европы после Стамбула, Москвы, Лондона, Санкт-Петербурга, Берлина и Мадрида.

Логотип Киева, в переводе — «город, где всё начинается»

За свою историю Киев был столицей полян, гипотетической Южной Руси, Киевской Руси, Киевского княжества, Украинской Народной Республики, Украинской Народной Республики Советов, Украинской державы, Украинской Советской Социалистической Республики, а с 1991 года — независимой Украины. Город являлся центром древней Киевской митрополии и продолжает им быть для претендующих на преемственность от неё Православной церкви Украины, Украинской грекокатолической церкви и Украинской православной церкви (Московского патриархата). В столице расположены руководящие структуры Крымской платформы, ГУАМ, УНТЦ, ПАНИА и МААН (в 1993—2017 годах). В силу его значения как исторического центра Руси город именуют «матерью городов русских»; в эпоху Киевской Руси в силу религиозного значения именовали «Новым Иерусалимом»; в силу массового героизма населения в Великой Отечественной войне — носит высшую степень отличия СССР «Город-герой».
В Киеве расположены Киево-Печерская лавра, Церковь Спаса на Берестове, Софийский собор и связанные с ними монастырские строения, являющиеся объектами всемирного наследия ЮНЕСКО, а также Астрономическая обсерватория Киевского университета, Андреевская и Кирилловская церкви, внесённые в его предварительный список. В Киевском метрополитене располагается одна из самых глубоких станций метро в мире — Арсенальная, её глубина — 105,5 м.
В ходе российского вторжения, продолжающегося с 24 февраля 2022 года, столице Украины нанесён значительный ущерб. Пострадали объекты энергетической инфраструктуры, промышленные предприятия и жилищная застройка, станции метро стали бомбоубежищами, сократилась численность населения. Несмотря на регулярные ракетные обстрелы, Киев продолжает принимать лидеров государств и международных организаций, оказывающих Украине военную и гуманитарную помощь.

## Название

### Древнерусское название
На древнерусском языке название Киева писалось как Кыѥвъ, а название жителей города — как кыꙗне. В берестяных грамотах Новгорода можно встретить упоминание о городе Киеве, самая ранняя такая грамота — № 915 (1050—1075 годов). В них название топонима имеет форму Кыѥвъ; лишь с середины XIII века (берестяная грамота № 1016) происходит изменение с кы на ки (Киевъ). В грамоте № 745 (1100—1120 гг.), а также в грамоте Старой Руссы № 37 (1180—1200 гг.) встречается название жителя Киева — кыянин.

### Этимология
По преданию, записанному в XI веке «Новгородской первой летописью», а в XII веке — «Повестью временных лет», название города происходит от имени Кия — самого старшего из трёх братьев — основателей города. 

бꙑша · г҃ · братьꙗ · єдиному имѧ Кии · а другому Щекъ · а третьєму Хоривъ и сестра ихъ Лꙑбедь · сѣдѧще Кии на горѣ гдѣже нꙑне ѹвозъ Боричевъ · а Щекъ сѣдѧше на горѣ · гдѣже нꙑне зоветсѧ Щековица · а Хоривъ на третьєи горѣ · ѿ негоже прозвасѧ Хоревица · и створиша градъ во имѧ брата своєго старѣишаго · и нарекоша имѧ єму Києвъ · и бѧше ѡколо града сѣсъ и боръ великъ · и бѧху ловѧща звѣрь бѧху мужи мудри и смꙑслени и нарицахусѧ Полѧне · ѿ нихже єсть Полѧне в Києвѣ и до сего д͠не

В «Повести временных лет» сказано:

Ини же не свѣдуще рекоша · ꙗко Кии єсть перевозникъ бꙑлъ · ѹ Кїєва бо бѧше перевозъ тогда с оноꙗ сторонꙑ Днѣпра · тѣмь гл͠ху на перевозъ на Києвъ

Летописец на это отвечал так:

…аще бо бꙑ перевозникъ Кии · то не бꙑ ходилъ Ц͠рюгороду но се Кии кнѧжаше в родѣ своємь · и приходившю єму ко ц͠рю . ꙗкоже сказають · ꙗко велику честь приꙗлъ есть ѿ ц͠рѧ · при которомь приходивъ ц͠ри · идущю же єму ѡпѧть · приде къ Дунаєви . и възлюби мѣсто и сруби градокъ малъ и хотѧше сѣсти с родомъ своимъ и не даша єму ту блїзь живущии · єже и донꙑнѣ наречють Дуици городище Киевець · Киеви же пришедшю въ свои градъ Києвъ · ту животъ свои сконча · а братъ єго Щекъ и Хоривъ и сестра ихъ Лꙑбедь ту скончашасѧ…

Название города Киева происходит либо от личного имени Кий («палка, дубина») с суффиксом «-ев» в значении «Киев город», либо от топографического термина, как в украинском языке: куява — «крутой холм», куеви — «вершина горы».

### Другие названия Киева
Византийский император Константин Багрянородный, писавший в середине X века, отмечал, что у Киева существовало второе название — Самватас. Вероятно, оно было либо древним названием города, либо его обозначением в неславянской среде.
В некоторых древнескандинавских сагах (например, в «саге об Эймунде») Киев упоминается как Кэнугард (др.-сканд. Kænugarðr, вероятно, от др.-рус. *Кыян(ов)ъ-городъ — былинное название Киева). В современном исландском языке это название продолжает присутствовать в форме Kænugarður.
В «Повести временных лет» Киев в устах князя Олега Вещего под 882 годом называется «матерью городов русских» («мати градомъ руским»). Это понимается как калька с греческого «метрополия» (метер «мать» + полис «город»). Под этим выражением подразумевается, что Киев был столицей и от него пошли все древнерусские города. Эта же идиома встречается в древнерусской литературе и в дальнейшем — например, в «Похвальном слове» Константина Муромского XVI века «вкупе со християнскою церковию матере градомъ богоспасенаго Киева к Богу возопи».
Митрополит Иларион в «Слове о законе и благодати» сравнил Софию Киевскую с храмом Соломона в Иерусалиме. В «Повести временных лет» также Ярослав Мудрый, при описании построения св. Софии, сравнивался с царём Соломоном. Это истолковывалось многими исследователями как уподобление Киева Новому Иерусалиму, как это было с Константинополем. По мнению Б. А. Успенского, это видно из соотношения храмов св. Софии городов Киева и Константинополя с храмом Премудрости в Иерусалиме, а также Золотых ворот в трёх городах. Как пишет И. Н. Данилевский, уже в XI—XII веках существовало представление на Руси, что Киев — это Новый Иерусалим. С этой концепцией не согласен историк М. Б. Свердлов: он считает, что строительство храмов святой Софии, святой Ирины и святого Георгия, а также их византийская архитектура, Золотые ворота — это всё восходит к традиции Константинополя, но не к Иерусалиму.

### Особенности транслитерации на другие языки

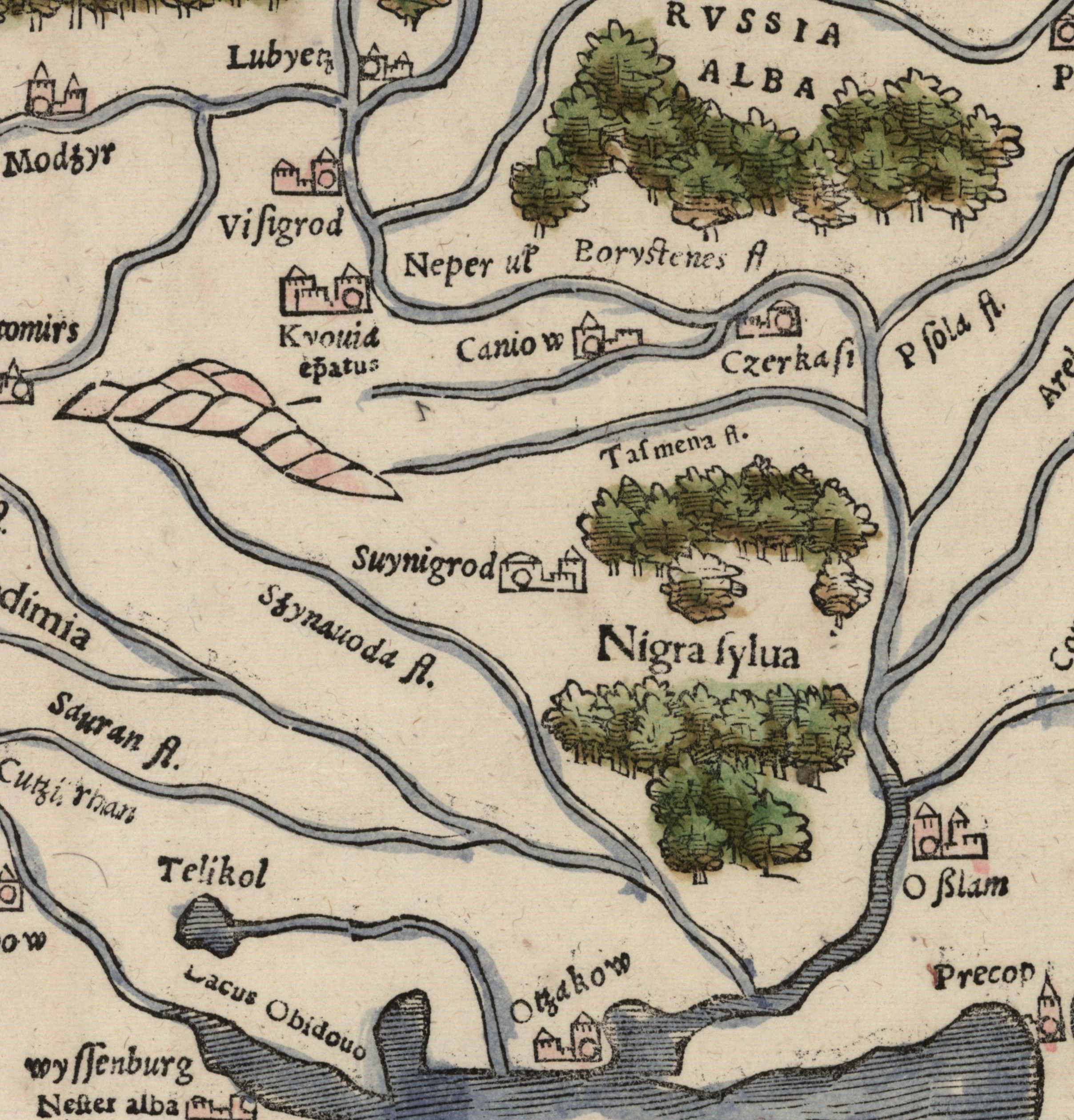
Фрагмент карты Себастьяна Мюнстера 1552 года, на которой изображён Киев с подписью «Kyouia epatus» (лат. Kyovia episcopatus, букв. «Киевский епископат»)

В славянских языках значительно варьируется второй гласный звук в названии этого города, что в некоторых случаях обусловлено особенностями образования прилагательного от имени Кий. Например, в русском языке город называется Киев, в польском — Kijów ([ˈkijuf], Ки́юф, но пол. w Kijowie, в Киёве), в сербском — Кијев, хорватском — Kijev, болгарском — Киев и т. д. Поскольку Киев длительное время находился в составе Российской империи и СССР, название города усваивалось в неславянских языках через русский: английское Kiev (также Kieff в середине XIX века), немецкое Kiew и т. д.
После обретения Украиной независимости власти распорядились брать за основу украинские названия всех имён собственных при их передаче «средствами английского языка». Это коснулось, в частности, и английского названия Киева — в результате следования нормам транслитерации украинского алфавита латиницей появилось слово Kyiv. В августе 2012 года Конференция ООН по стандартизации географических названий приняла решение изменить официальное правило написания названия украинской столицы с Kiev на Kyiv. В июне 2019 года Совет США по географическим названиям, основой которого пользуются множество международных организаций (в частности, IATA), принял такое же решение. В июле 2019 года вариант названия Киева на латинице был изменён также в документах ЮНЕСКО.
После начала российско-украинской войны и онлайн-кампании МИД Украины KyivNotKiev написание Kiev потеряло популярность в англоязычных медиа из-за своего русского происхождения.

## История
Археологические раскопки показывают, что поселения на территории Киевской области существовали уже 15 000—25 000 лет назад (Кирилловская стоянка). Период неолита и энеолита (медный век) представлен трипольской культурой, памятники и периоды которой исследователи разделяют на три этапа: ранний (4500—3500 до н. э.), средний (3500—2750 до н. э.) и поздний (2750—2000 до н. э.). Для периода бронзового века территориям юго-западной части характерна белогрудовская культура. Зарубинецкая культура характерна для северо-запада Киевщины второй половины I тысячелетия до н. э. — первой половины I тысячелетия н. э.
Железный век на территории современного Киева и Киевской области представлен черняховской и киевской археологическими культурами, которые существовали на рубеже II—III веков — рубеже IV—V веков в лесостепи и степи от Нижнего Подунавья на западе до левобережья Днепра и Черниговщины на востоке.

### Основание и Киевская Русь
По церковному преданию, в середине I века апостол Андрей Первозванный установил крест на месте современной Андреевской церкви, что знаменовало сошествие благодати Божией на эту землю. Однако учёные считают данное предание апокрифом.
Польский историк и дипломат Матей Стрыйковский во второй половине XVI века сообщал, что он читал «Киевскую летопись» начала XI века, которую вывез из Киева в 1018 года польский король Болеслав I Храбрый. В той летописи якобы говорилось, что укреплённый город на месте Киева существовал с 430 года. Такую же дату сообщает Краткий летописец, источник второй половины XVII века, считающийся недостоверным, но имеющий интересные легенды.

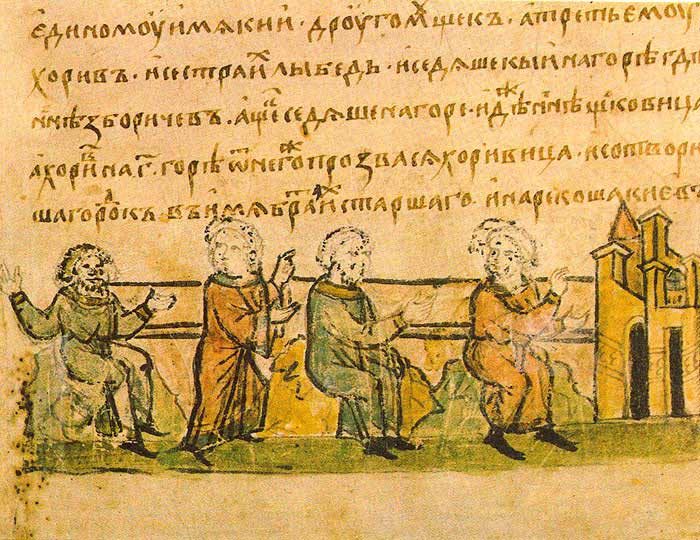
Легендарные Кий, Щек, Хорив и Лыбедь в хронике Радзивиллов

Согласно легенде, содержащейся в Повести временных лет, Киев основан тремя братьями Кием, Щеком и Хоривом и сестрой Лыбедью как центр племени полян и назван в честь старшего брата.

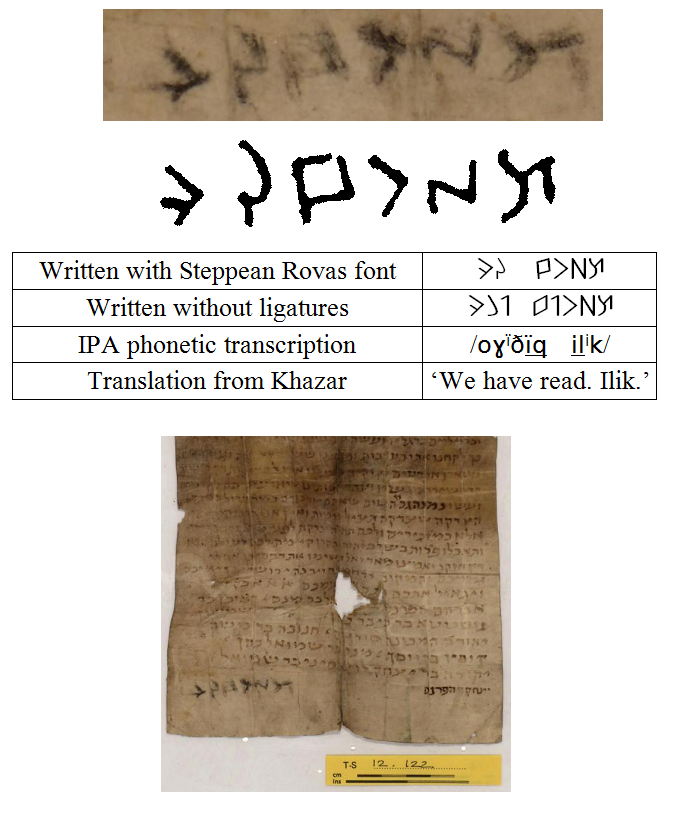
Киевское письмо — древнейший аутентичный документ, вышедший с территории Киевской Руси. Предположительно X век

В советское время П. П. Толочко интерпретировал результаты археологических раскопок в Киеве таким образом, что поселения VI—VII веков на правом берегу Днепра уже можно было считать городскими.
Другая часть исследователей указывает, что обнаруженные археологические источники не дают достаточных оснований для выдвинутого толкования и считает, как и прежде, что образование Киева как предгородского поселения проходило в VIII—X веках. А на рубеже VII—VIII веков Киев по уровню социально-экономического развития по сравнению с синхронным Пастырским городищем в Черкасской области был рядовым поселением и не мог быть «племенным центром», как и в последующий волынцевский период. Только X веке отдельные поселения на Замковой горе, Подоле и Старокиевской горе слились в единое поселение городского характера.
Согласно Повести временных лет, в конце IX века в Киеве начали княжить Аскольд и Дир, бывшие дружинниками князя Рюрика. В 882 году Киев был завоёван родственником Рюрика, новгородским князем Олегом, который перенёс туда свою резиденцию, сказав: «сє буди м͠т(и) городомъ Русьскꙑмъ». С этого момента Киев стал столицей Руси. Согласно гипотезе Шахматова, летописная хронология создана позднее, чем основной текст Новгородской первой летописи и Повести временных лет, а также не подтверждается независимыми источниками.

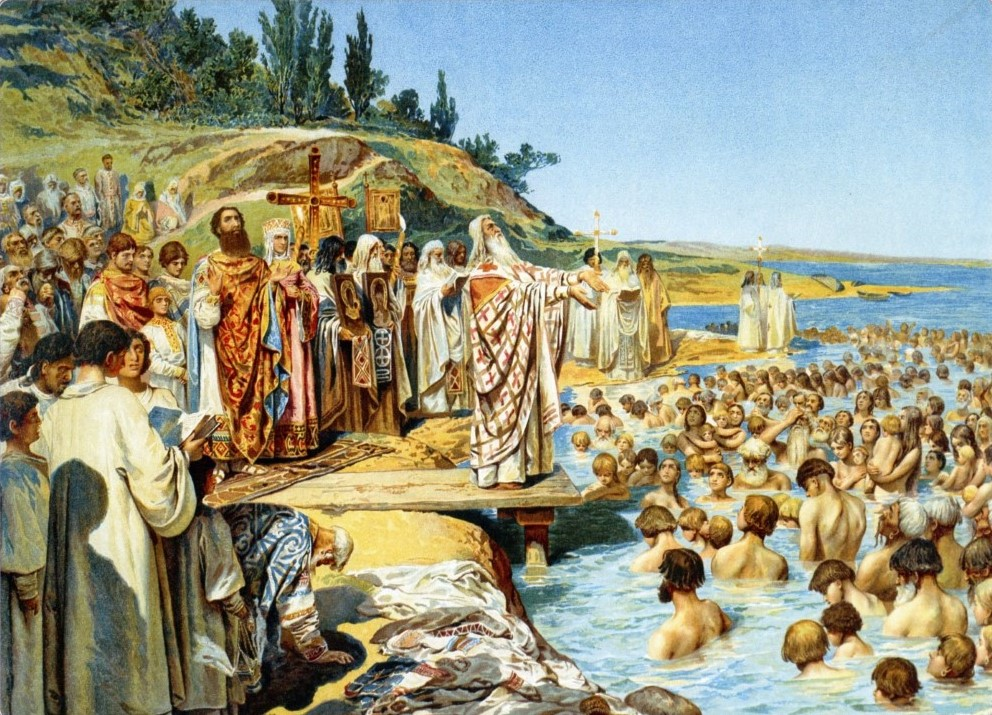
«Крещение киевлян». Картина Клавдия Лебедева

На Руси владение киевским великокняжеским столом принадлежало (по крайней мере теоретически) старшему в роде и обеспечивало верховную власть над удельными князьями. Киев оставался реальным политическим центром Киевской Руси, по крайней мере до смерти Владимира Мономаха и его сына Мстислава Великого (в 1132 г.). В период раздробленности Киев формально продолжал считаться старшим столом и служил постоянным объектом борьбы между сильными князьями. Серьёзный удар городу нанесли захват и разграбление войсками владимирского князя Андрея Боголюбского в 1169 году, ставшее первым в истории случаем разорения великокняжеского престола, и погром войсками смоленского князя Рюрика Ростиславовича в 1203 году. В 1240 году Киев был разграблен и разрушен монголо-татарским войском Батыя. В дальнейшем Киевское княжество продолжило своё существование под монголо-татарским игом, им продолжали править Рюриковичи, однако княжение они получали по ярлыку.

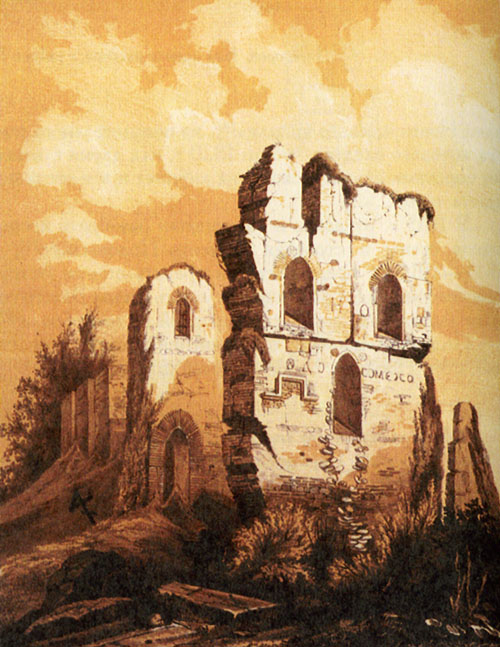
Руины Десятинной церкви. Рисунок 1826 года, время постройки — X век

Новый период в истории Киева начался с победой литовцев в битве на реке Ирпень, произошедшей примерно в 1324 году. В ней великий князь литовский Гедимин наголову разбил войско великого князя киевского Станислава Ивановича, в итоге чего Киевское княжество стало вассалом Литвы, а его новым правителем стал Миндовг Гольшанский — основатель новой династии киевских правителей — князей Гольшанских (правили Киевом с 1321/24 по 1331 и с 1397 по 1435 год). В 1331 году Рюриковичи осуществили последнюю попытку овладеть киевским престолом — новым князем при помощи ордынцев стал Фёдор, однако после победы войск литовского князя Ольгерда в битве на Синих Водах в 1362 году Рюриковичи окончательно утратили киевский стол и на него взошёл сын Ольгерда Владимир — представитель Гедиминовичей и предок Олельковичей (правили Киевом с 1362 по 1397 и с 1443 по 1471 год), конкурировавших с Гольшанскими за владение княжеством в течение всего литовского периода.
В эпоху Киевской Руси родилась идея о Киеве как «новом Иерусалиме».

### Литовское и Московское время
С 1362 по 1569 год Киев входил в состав Великого княжества Литовского. Поскольку в результате Люблинской унии этнические украинские земли оказываются под властью Польши, с 1569 по 1654 город находился в составе Речи Посполитой (как часть земель Короны Польской) и был центром Киевского воеводства. В 1649 в ходе восстания Хмельницкого городом завладели запорожские казаки и Киев после Переяславской рады в 1654 переходит под протекторат московского царя. По условиям Андрусовского перемирия в 1667 году он признавался за Россией на время, однако впоследствии Россия сумела удержать его в результате «Вечного мира» 1686 года.
В период нахождения в составе Русского царства (с 1667 года) Киев продолжал оставаться одним из важнейших культурных и религиозных центров государства.

#### Гетманщина
После 27 октября 1625 года и до 1708 года город Киев был полковым центром Киевского полка — административно-территориальной и военной единицы Гетманщины.

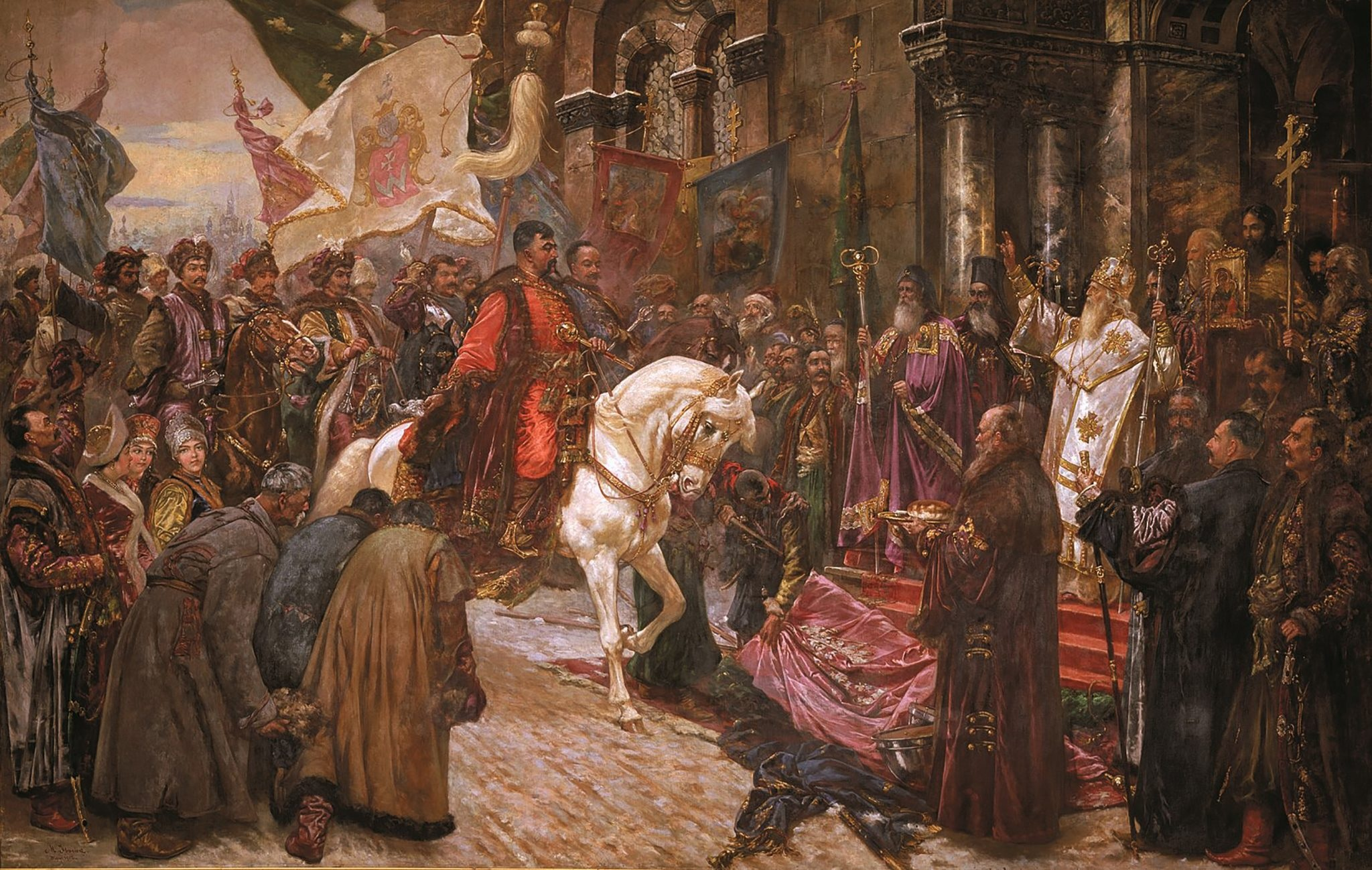
«Въезд Богдана Хмельницкого в Киев». Картина Николая Ивасюка, конец XIX века

### Российская империя
Указом Петра I от 18 (29) декабря 1708 года территория России была разделена на 8 губерний, в том числе образована Киевская губерния (центр губернии — Киев). В сентябре 1781 года Киевская губерния преобразована в Киевское наместничество. В 1796 году учреждена новая Киевская губерния, причём часть территории, находившаяся на левобережье Днепра, отошла к Малороссийской губернии. В 1840 было упразднено действие Литовского статута. В 1862 году в городе расположилось управление Киевского военного округа русской императорской армии. Культурная жизнь украинцев усложнилась после Эмсского указа и Валуевского циркуляра.
После Февральской революции в России 3 (16) марта 1917 года город перешёл в подчинение Временному правительству России. После Октябрьской революции в России 25 октября (7 ноября) 1917 года город, губерния, управление военного округа перешли в подчинение Временного рабоче-крестьянского правительства.

### Украинская революция (1917—1921)
Начиная с ноября 1917 года Киев многократно переходил из рук в руки, власть постоянно менялась. 7 (20) ноября 1917 года власть в городе взяла Украинская Центральная рада — её III Универсалом была провозглашена Украинская Народная Республика (УНР) в федеративной связи с Российской республикой. Её столицей стал Киев, на её территории сохраняли свою силу все законы, постановления и распоряжения Временного правительства, если они не были отменены Центральной радой или Генеральным секретариатом. 16 (29) января 1918 года началось восстание большевиков. Это восстание подавили 22 января (4 февраля) 1918 года, затем была провозглашена независимость УНР. 26 января (8 февраля) 1918 года городом овладели войска Советской России. В ходе штурма войсками Муравьёва Киев страдал от красного террора. 1 марта 1918 года город был возвращен под контроль Украинской Народной Республики под командованием С. В. Петлюры. Возвращение в город правительства Центральной рады.
29 апреля 1918 года — свержение Центральной рады германскими властями и провозглашение гетманом Украины П. П. Скоропадского. Город, в котором были дислоцированы части германской армии, стал столицей нового Украинского государства (Украинской державы). С 29 апреля по 14 декабря 1918 года в городе находилось управление корпуса — военного округа 4-го Киевского корпуса Украинской державы. 14 декабря 1918 года — взятие Киева войсками УНР под командованием С. В. Петлюры.

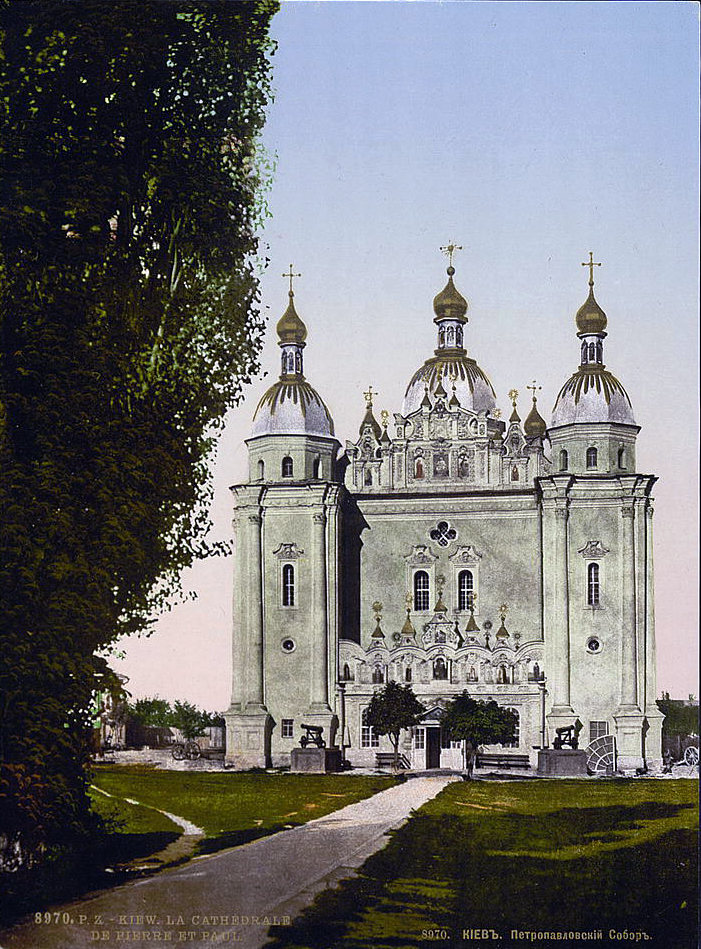
Никольский военный собор, разрушенный большевиками в 1934 году

5 февраля 1919 года — вступление в Киев частей Красной армии. 10 апреля 1919 года красные войска были выбиты на один день из части Киева (Подол, Святошино, Куренёвка) соединением атамана Струка, действовавшего в Чернобыльском уезде.
Утром 31 августа 1919 года в Киев вступили части Добровольческой армии Вооружённых сил Юга России, Галицкой армии, армии УНР (красные войска оставили город 30 августа). Во второй половине дня украинские войска оставили город.

### Советское время
14 октября 1919 года — взятие города Красной армией. 16 октября 1919 года — Добровольческая армия отбила город обратно. 16 декабря 1919 года — взятие Киева Красной армией. 7 мая 1920 года — в Киев вступили части Войска Польского. 12 июня 1920 года — взятие Киева Красной армией. С 12 июня 1920 года окончательно вошёл в состав Украинской ССР.

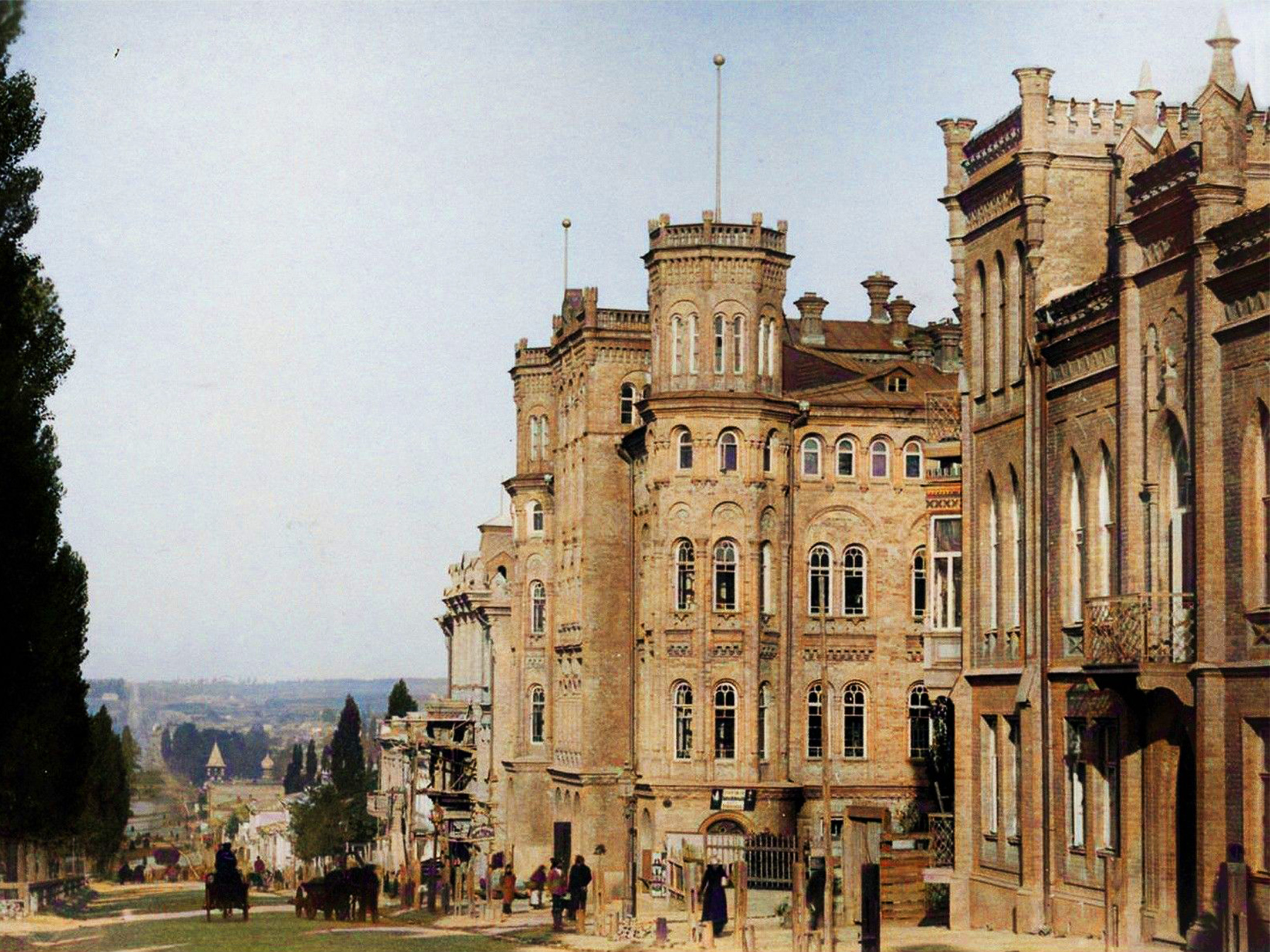
На рубеже XIX—XX вв. в городском архитектурном пространстве доминировали киевские доходные дома

Начиная с 1930-х в Киеве начались сталинские репрессии. Массовые казни осуществлялись ОГПУ и НКВД на территории Быковни. 24 июня 1934 года по решению Совнаркома Украины столица Украинской ССР перенесена из Харькова в Киев. Для защиты города со стороны советско-польской границы в 1928 году началось строительство Киевского укреплённого района.
С 1936 по 1941 год в Киеве строилась система железнодорожных тоннелей под Днепром, однако её строительство было прервано войной. В дальнейшем её недостроенные составляющие были частично затоплены, а оставшиеся материалы стали основой для первых станций Киевского метрополитена.

#### Великая Отечественная война
22 июня 1941 года из управления Киевского особого военного округа (КОВО) было выделило полевое управление Юго-Западного фронта. Управление КОВО продолжало работать под руководством генерал-лейтенанта В. Ф. Яковлева. 11 июля начались бои на ближних подступах к городу (см. Киевская операция и Оборона Киевского укреплённого района).
19 сентября 1941 года 37-я армия Юго-Западного фронта, оборонявшая город, оставила его и начала пробиваться из окружения. В этот же день в Киев вступили войска 6-й немецкой армии. Более 70 дней продолжалась оборона города. Немецкая армия потеряла здесь более 100 тысяч человек.
В 1941—1943 годах в районе Бабьего Яра находился Сырецкий лагерь смерти. За время оккупации здесь было расстреляно более 100 тысяч жителей города Киева и военнопленных.

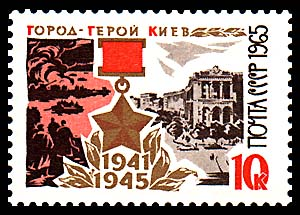
Почтовая марка СССР, 1965 год. Киев — город-герой

3 ноября 1943 года войска 1-го Украинского фронта начали Киевскую наступательную операцию. С утра 5 ноября 1943 года начался отвод немецких войск из города. К утру 6 ноября столица Советской Украины Киев была освобождена Красной армией.

#### Послевоенный период
В 1951 году в Киеве создан первый в СССР и один из первых в континентальной Европе компьютер МЭСМ.
22 мая 1954 года «в связи с 300-летием воссоединения Украины с Россией и отмечая большое значение города Киева в истории русского, украинского и белорусского народов» город награждён орденом Ленина.
6 ноября 1960 года начал свою работу Киевский метрополитен.
21 июня 1961 года в ознаменование 20-летия героической обороны Киев награждён орденом Ленина. В тот же день учреждена медаль «За оборону Киева». В указе Президиума Верховного Совета СССР «Об учреждении медали „За оборону Киева“» город Киев назван городом-героем. 8 мая 1965 года в ознаменование 20-летия победы советского народа в Великой Отечественной войне городу Киеву присвоено почётное звание «Город-герой» и вручена медаль «Золотая Звезда». В 1977 году украинская студия хроникально-документальных фильмов выпустила фильм об истории Киева.

### Независимость
С 24 августа 1991 года Киев — столица независимой Украины. В 2005 и 2017 годах Киев становился местом проведения соответственно 50-го и 62-го музыкальных конкурсов «Евровидение». В 2012 году был одним из четырёх украинских городов, принимавших чемпионат Европы по футболу 2012, а в 2018 году стал местом проведения финала Лиги чемпионов УЕФА. В конце 2013 — начале 2014 в городе проходили основные события Евромайдана.

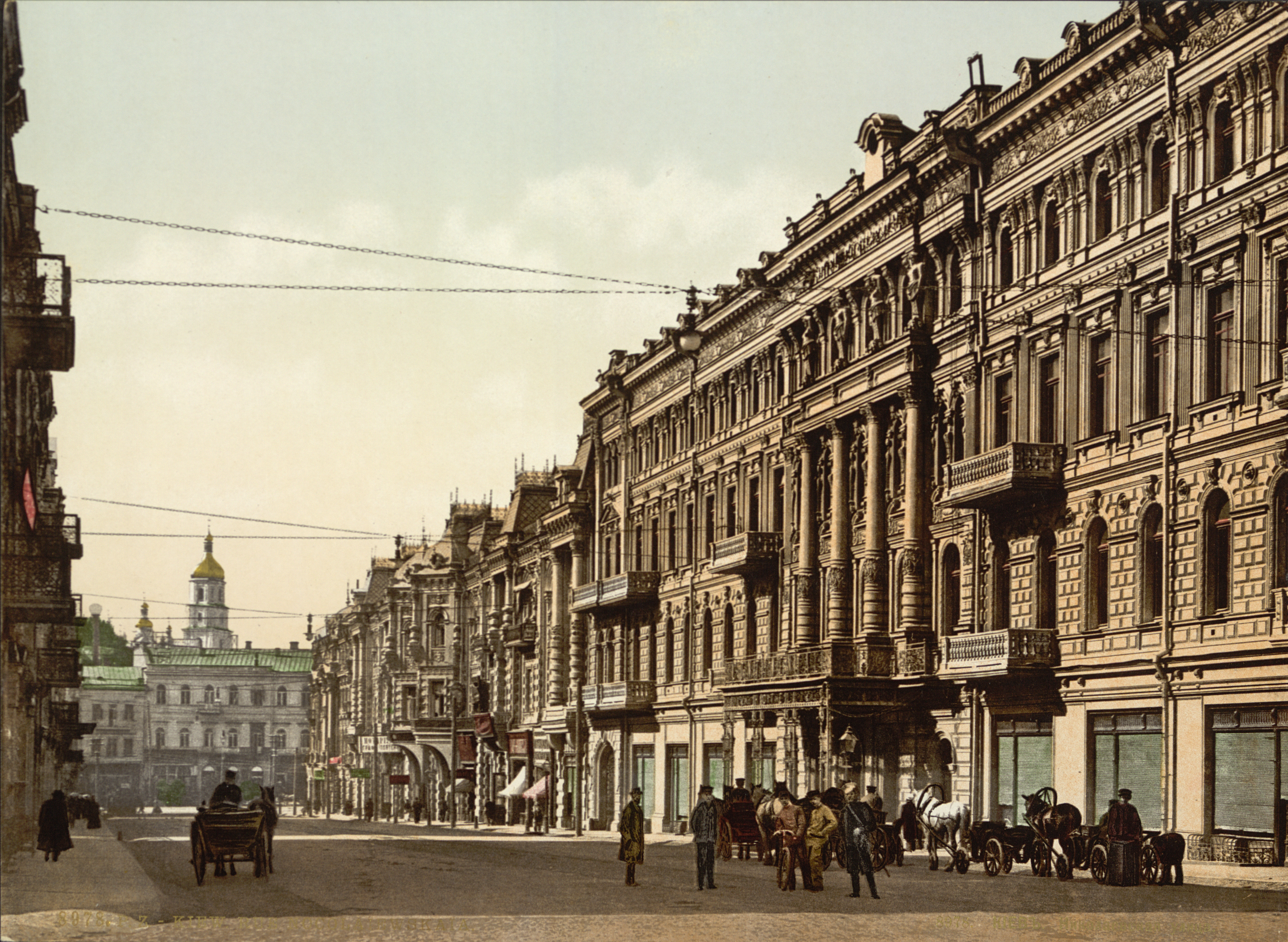
Улица Николаевская, конец XIX века
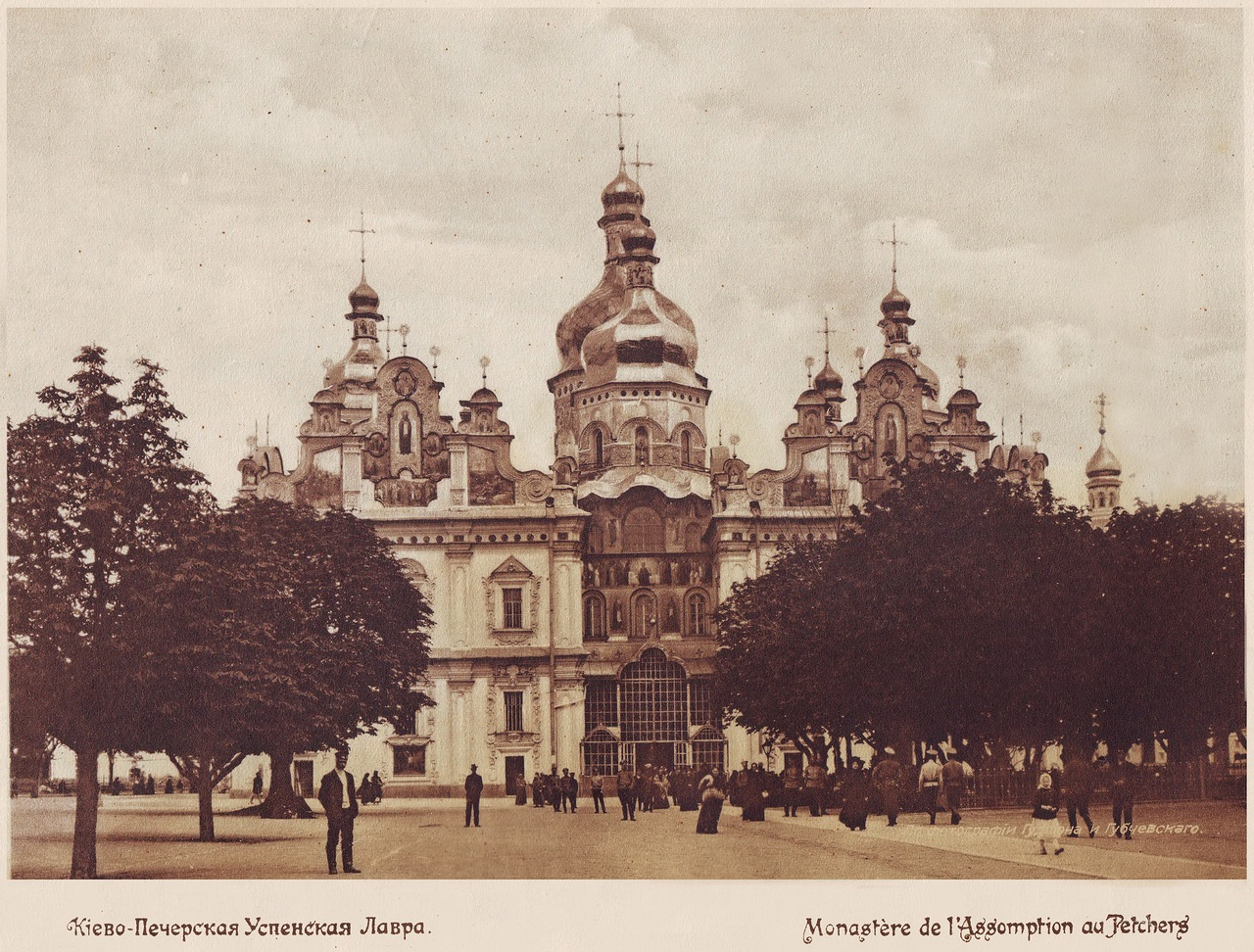
Успенский собор, 1911
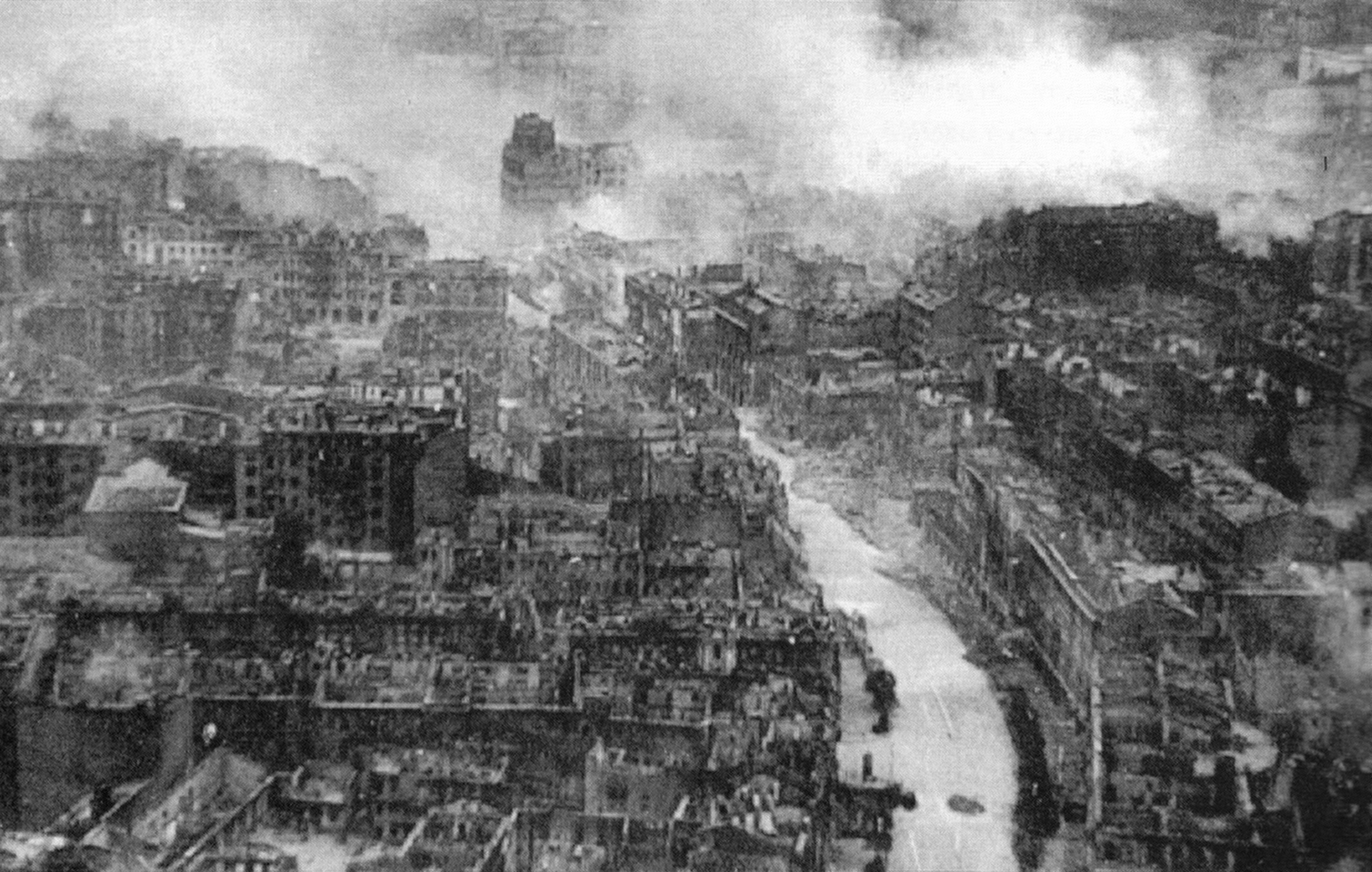
Руины города после Второй мировой войны
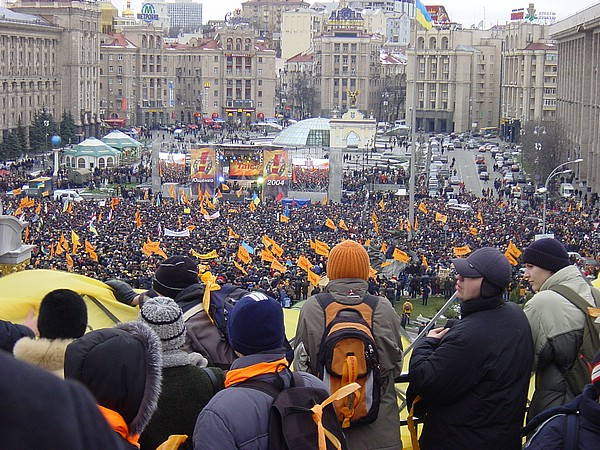
Оранжевая революция, 2004
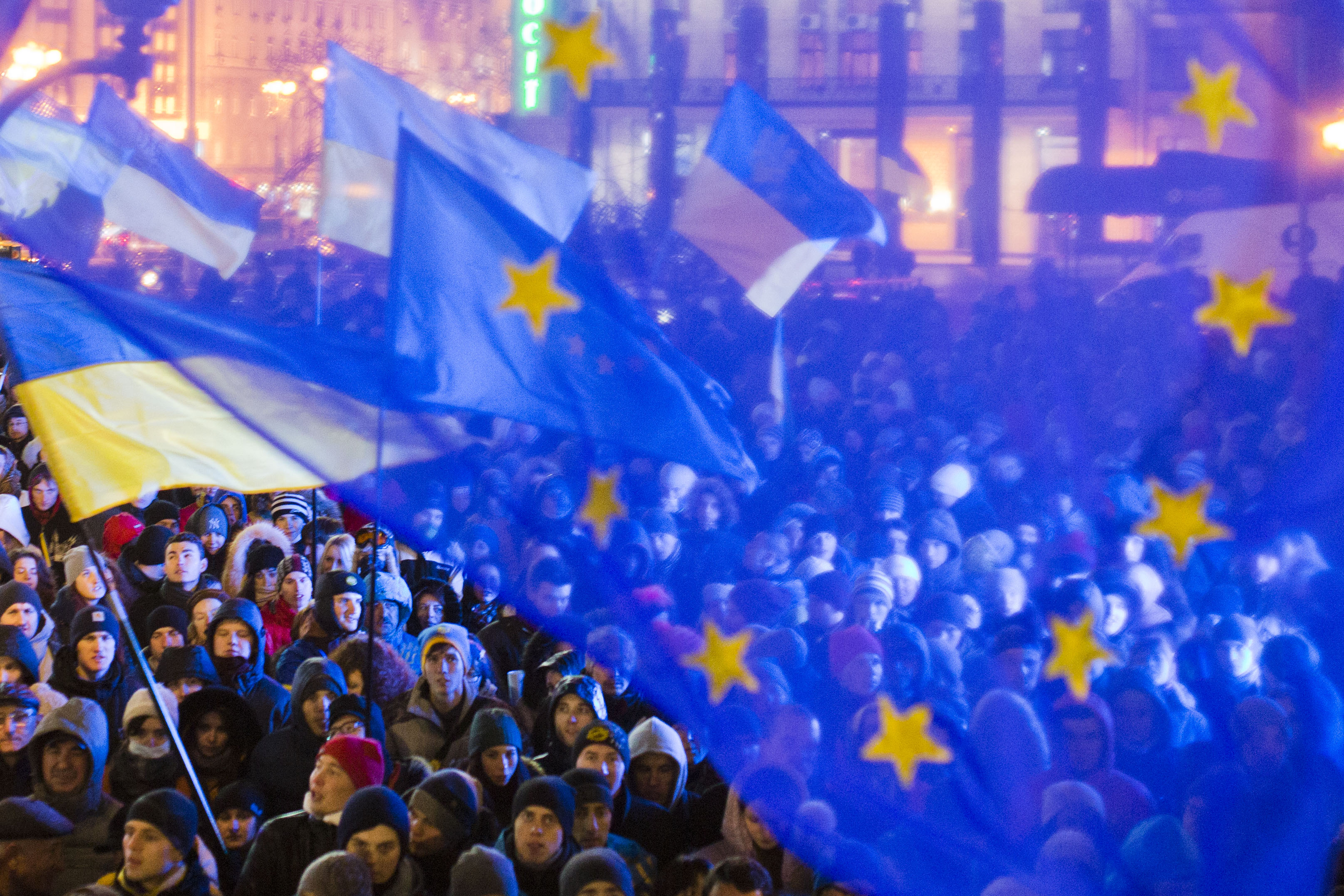
Евромайдан, 2013—2014

#### Вторжение России на Украину
24 февраля 2022 года Россия начала полномасштабное вторжение в Украину, в результате были нанесены ракетные удары по Киеву с территории Беларуси. Впоследствии за город начали вестись боевые действия Вооружённых сил России против Вооружённых сил Украины и иррегулярных украинских войск. Инфраструктура Киева подверглась ракетным ударам, в связи с чем была частично разрушена. Первым домом, в который попал снаряд, стал жилой многоэтажный дом по ул. Лобановского, 6. Киевский метрополитен используется жителями города в качестве бомбоубежища.

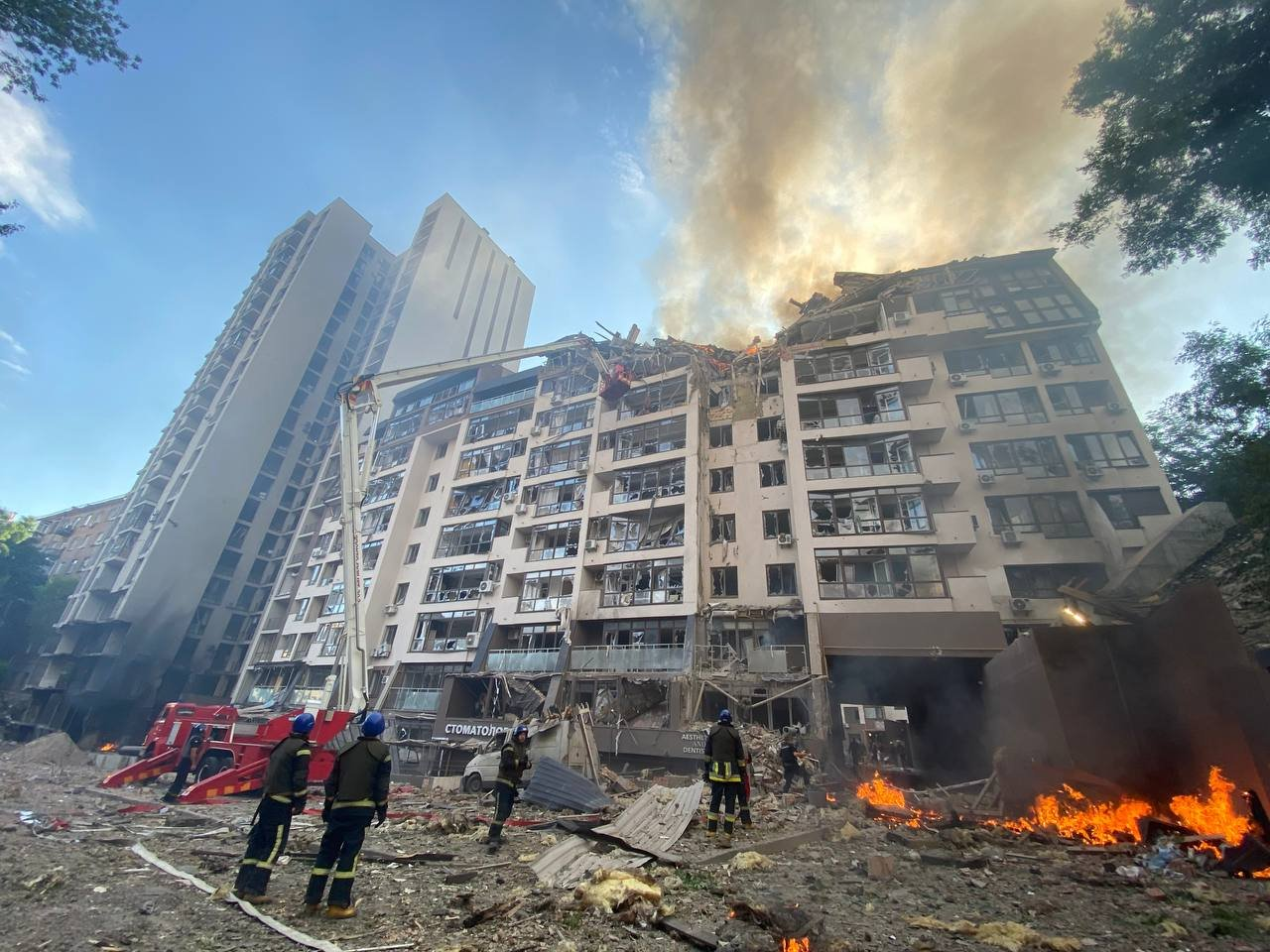
Результат обстрела РФ жилого дома в Киеве, 26 июня 2022 года

18 апреля 2022 года ВС РФ обстреляли Шевченковский район, из-за чего пострадали десять человек. Генеральный секретарь ООН Антониу Гутерриш был шокирован, что российские войска обстреляли Киев в то время, когда он там находился сразу после своего отъезда из Москвы. В ходе ракетной атаки российские военные убили журналистку радио «Свобода» Веру Гирич. 26 июня при очередном обстреле Шевченковского района российской армией был разрушен детский сад, на месте детской площадки появилась воронка семи метров диаметром и был убит отец шестилетней девочки, закрывший её своим телом от российских ракет.

## Физико-географическая характеристика

### Климат

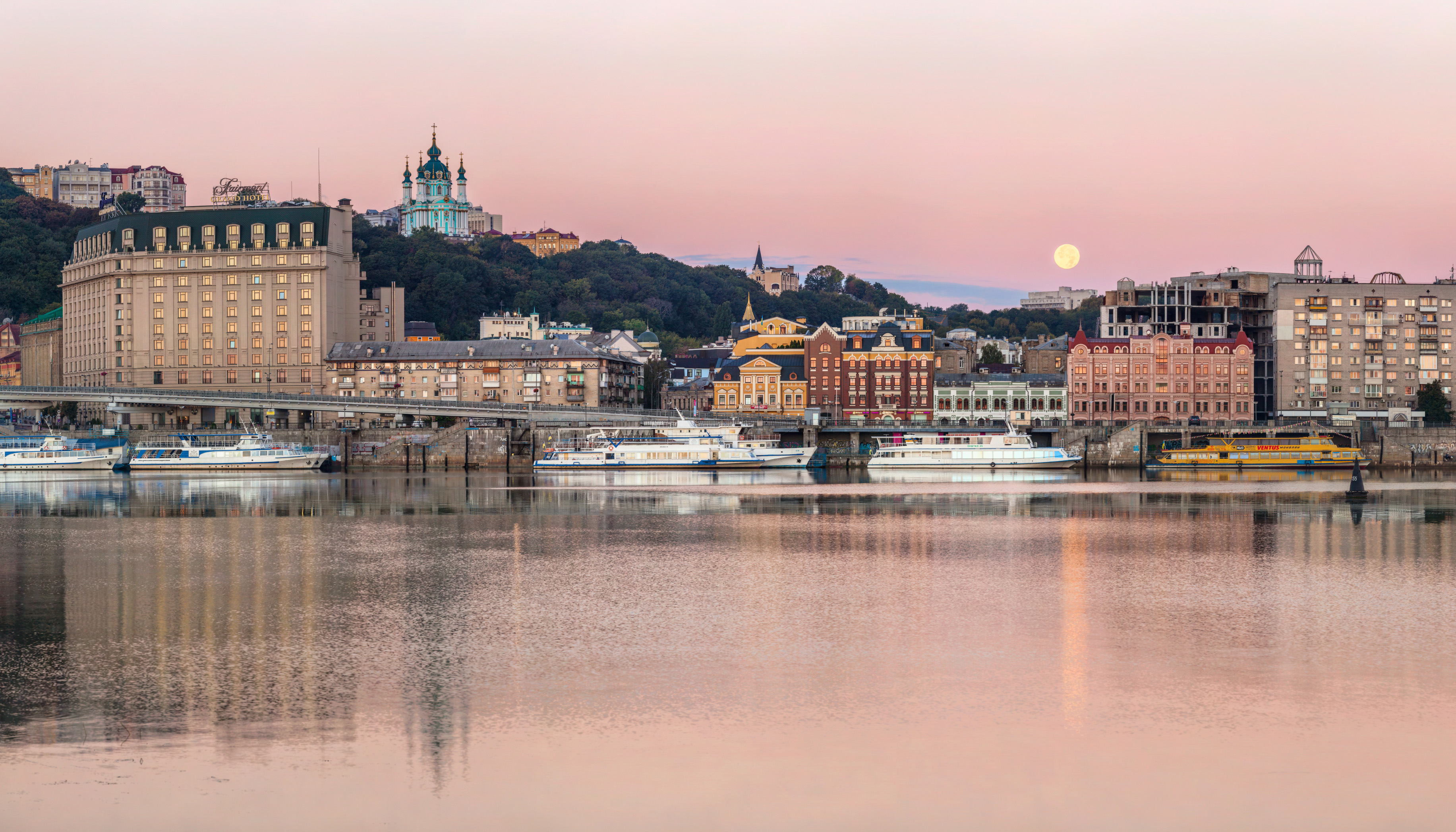
Летнее утро над Почтовой площадью

Самый влажный месяц — июнь. Самый сухой и холодный — январь. Самый жаркий — июль.
- Среднегодовая температура — +9 °C.
- Среднегодовая скорость ветра — 2,5 м/с.
- Среднегодовая влажность воздуха — 74 %.
- Средняя норма осадков — 617 мм.
- Суммарная продолжительность солнечного сияния за год составляет 1927 часов, или 43 % возможной[91].

| Показатель                    | Янв.  | Фев.  | Март  | Апр.  | Май  | Июнь | Июль | Авг. | Сен. | Окт.  | Нояб. | Дек. | Год   |
| ----------------------------- | ----- | ----- | ----- | ----- | ---- | ---- | ---- | ---- | ---- | ----- | ----- | ---- | ----- |
| Абсолютный максимум, °C       | 13,2  | 17,3  | 25,3  | 30,2  | 33,6 | 35,5 | 39,4 | 39,3 | 35,7 | 27,9  | 23,2  | 15,2 | 39,4  |
| Средний суточный максимум, °C | −0,8  | 0,7   | 6,5   | 15    | 21,1 | 24,6 | 26,5 | 25,9 | 20   | 12,9  | 5,3   | 0,5  | 13,2  |
| Средняя температура, °C       | −3,2  | −2,3  | 2,5   | 10    | 15,8 | 19,5 | 21,3 | 20,5 | 14,9 | 8,6   | 2,6   | −1,8 | 9     |
| Средний суточный минимум, °C  | −5,5  | −5    | −0,8  | 5,7   | 10,9 | 14,8 | 16,7 | 15,7 | 10,6 | 5,1   | 0,4   | −3,9 | 5,4   |
| Абсолютный минимум, °C        | −31,1 | −32,2 | −24,9 | −10,4 | −2,4 | 2,5  | 5,8  | 2,6  | −2,9 | −17,8 | −21,9 | −30  | −32,2 |
| Норма осадков, мм             | 37,6  | 39,5  | 40,1  | 41,8  | 64,6 | 72,7 | 68,1 | 56   | 57,4 | 46,4  | 45,8  | 46,9 | 616,9 |
| Источник: Погода и климат     |       |       |       |       |      |      |      |      |      |       |       |      |       |

### Природа
Характерной чертой Киева является большое количество зелёных насаждений. По воспоминанию советского политического деятеля В. Згурского, во время визита в Киев в 1966 году Шарль де Голль, блестящий оратор, произнёс афоризм:
<Я> видел много прекрасных парков в городах, но город в парке вижу впервые.
Символ города — каштановый лист. Это дерево появилось в городе на рубеже XIX и XX веков. Именно каштанами в качестве эксперимента было засажено Бульварное шоссе (сейчас — бульвар имени Т. Шевченко), позже деревья стали сажать по всему городу.

## Административное деление

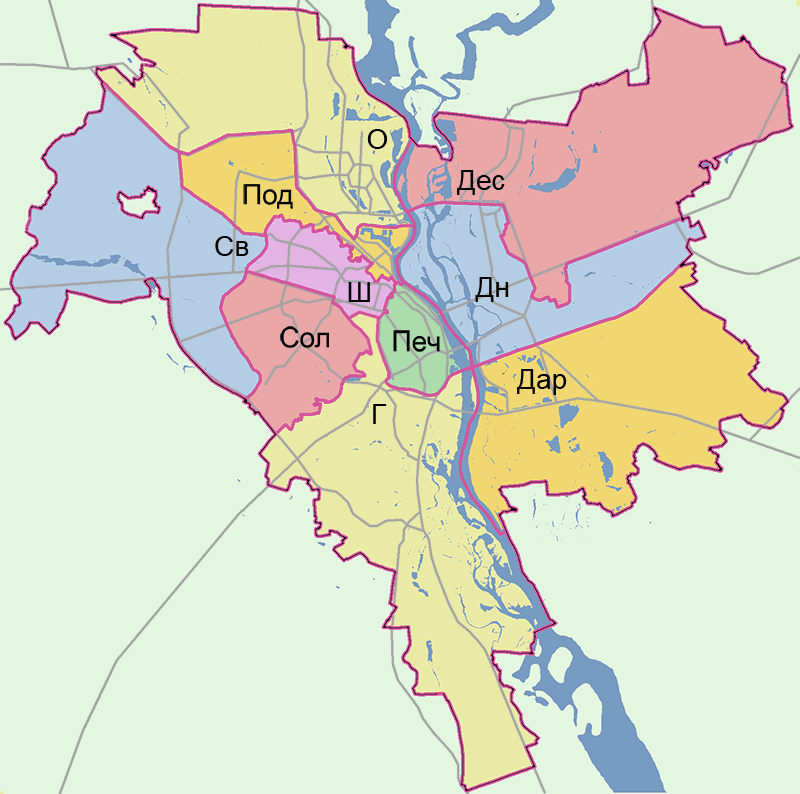
Административное деление Киева

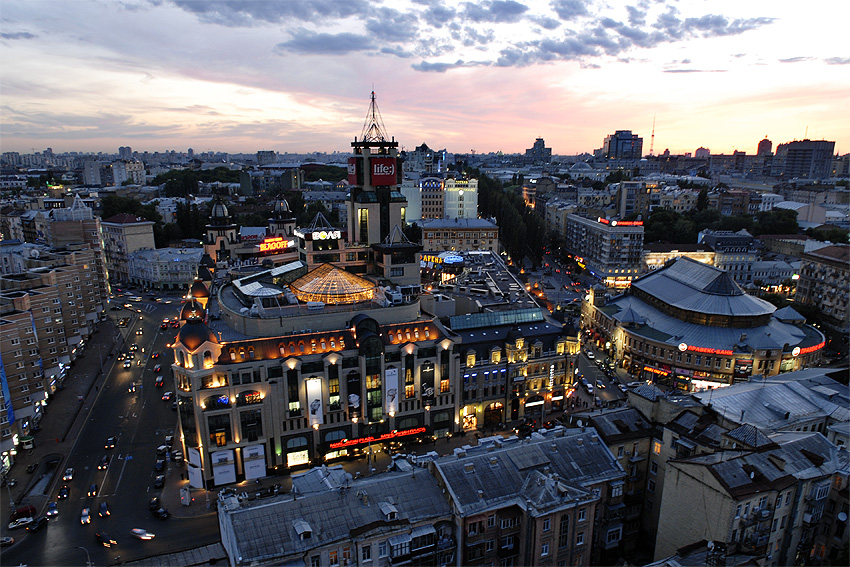
Вечерняя панорама города

Город состоит из 10 районов на правом и левом берегах Днепра.
| Район               | Украинское название  | Площадь, км² | Население, чел. | Плотность, чел./км² |
| ------------------- | -------------------- | ------------ | --------------- | ------------------- |
| Правый берег Днепра |                      |              |                 |                     |
| Голосеевский район  | Голосіївський район  | 160,78       | ▲253 124        | 1568                |
| Соломенский район   | Солом’янський район  | 40,52        | ▲386 496        | 9300                |
| Святошинский район  | Святошинський район  | 102,63       | ▼340 399        | 3337                |
| Оболонский район    | Оболонський район    | 110,32       | ▼316 104        | 2893                |
| Подольский район    | Подільський район    | 34,08        | ▲210 424        | 6071                |
| Печерский район     | Печерський район     | 19,57        | ▲165 360        | 8268                |
| Шевченковский район | Шевченківський район | 26,63        | ▼210 205        | 8282                |
| Левый берег Днепра  |                      |              |                 |                     |
| Дарницкий район     | Дарницький район     | 132,24       | ▲347 512        | 2612                |
| Днепровский район   | Дніпровський район   | 66,7         | ▲356 190        | 5366                |
| Деснянский район    | Деснянський район    | 154,2        | ▼364 887        | 2392                |

Утверждённый Киевским городским советом «Генеральный план развития Киева до 2020 года» предусматривал расширение столичного региона, в состав которого должны были войти районы Киевской области, однако по новому утверждённому плану развития Киева до 2040 года расширения территории города не планируется.
- Барышевский, Бородянский, Броварский, Васильковский, Вышгородский, Киево-Святошинский (упразднён в 2020 году), Макаровский, Фастовский;
- Ряд городов-спутников, среди которых Борисполь, Боярка, Буча, Бровары, Васильков, Вишнёвое, Вышгород, Ирпень, Фастов[101].

## Особый правовой статус города
Столица Украины
Согласно статье 133 Конституции Украины, город Киев как столица Украины имеет специальный статус, определяемый Законом Украины «О столице Украины — городе-герое Киеве» и не подчиняется областному руководству (такими же правами Конституция Украины наделяет город Севастополь). Согласно указанному Закону и его толкованию Конституционным судом Украины, главой Киевской городской государственной администрации (КГГА) автоматически становится Киевский городской голова, избираемый на прямых выборах путём достижения наибольшего количества отданных голосов участвовавших в выборах городского головы избирателей.

## Органы власти
В октябре 2020 года в ходе выборов в городской совет были избраны 120 депутатов:

Здание Верховного суда Украины

Результаты очередных выборов депутатов Киевского городского совета 25 октября 2020 года
| Партии    | Партии                                       | %        | Получено мест |
| --------- | -------------------------------------------- | -------- | ------------- |
|           | Европейская солидарность                     | 20,52 %  | 31            |
|           | Украинский демократический альянс за реформы | 19,98 %  | 30            |
|           | Единство Александра Омельченко               | 8,47 %   | 14            |
|           | Оппозиционная платформа — За жизнь           | 7,81 %   | 12            |
|           | Слуга народа                                 | 7,53 %   | 12            |
|           | ВО «Батькивщина»                             | 7,49 %   | 12            |
|           | Голос                                        | 5,97 %   | 9             |
|           | не прошедшие барьер                          | 22,23 %  | 0             |
| Всего (%) | Всего (%)                                    | 100,00 % | 120           |

Здание Верховной Рады
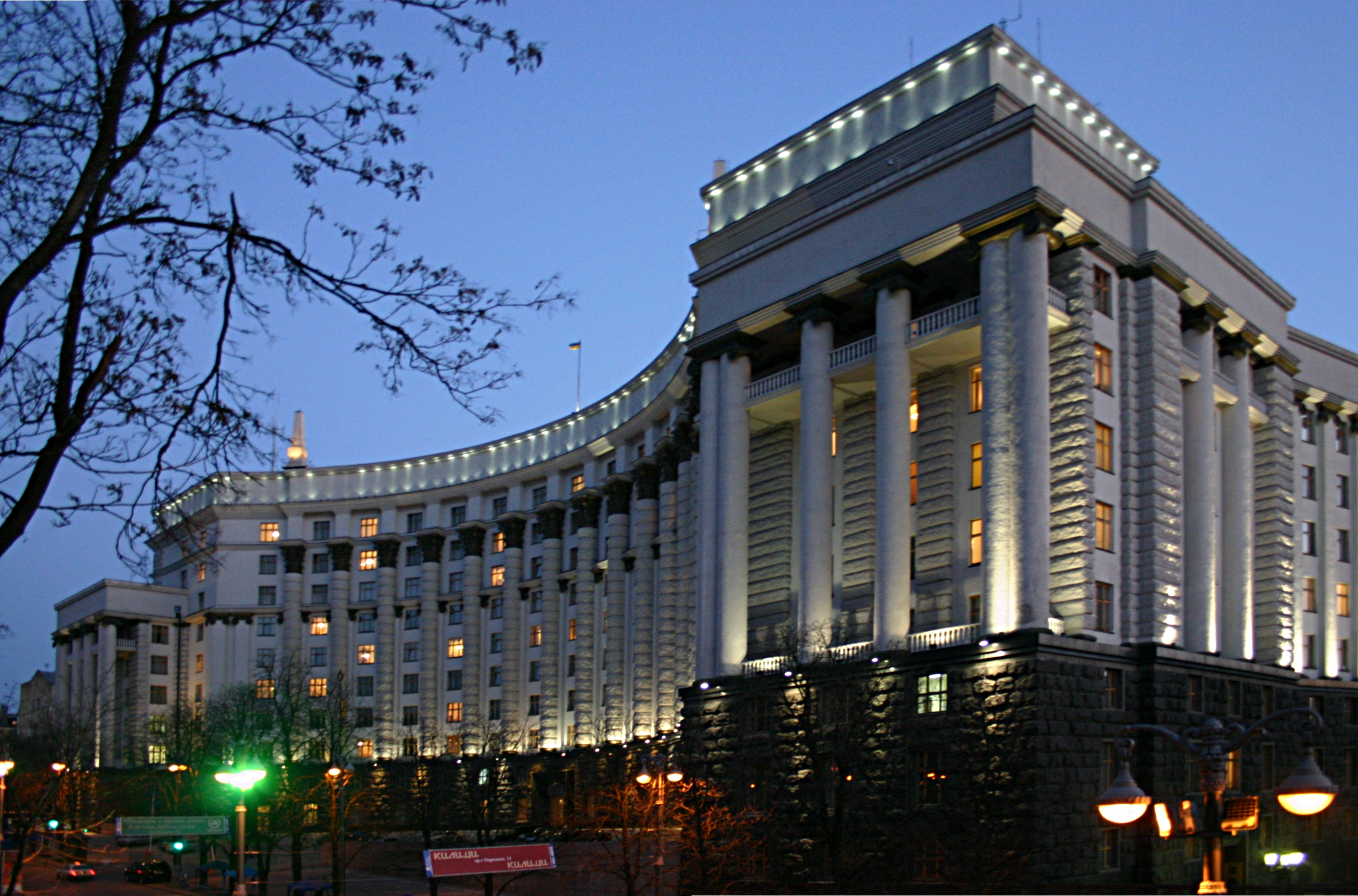
Здание Кабинета министров
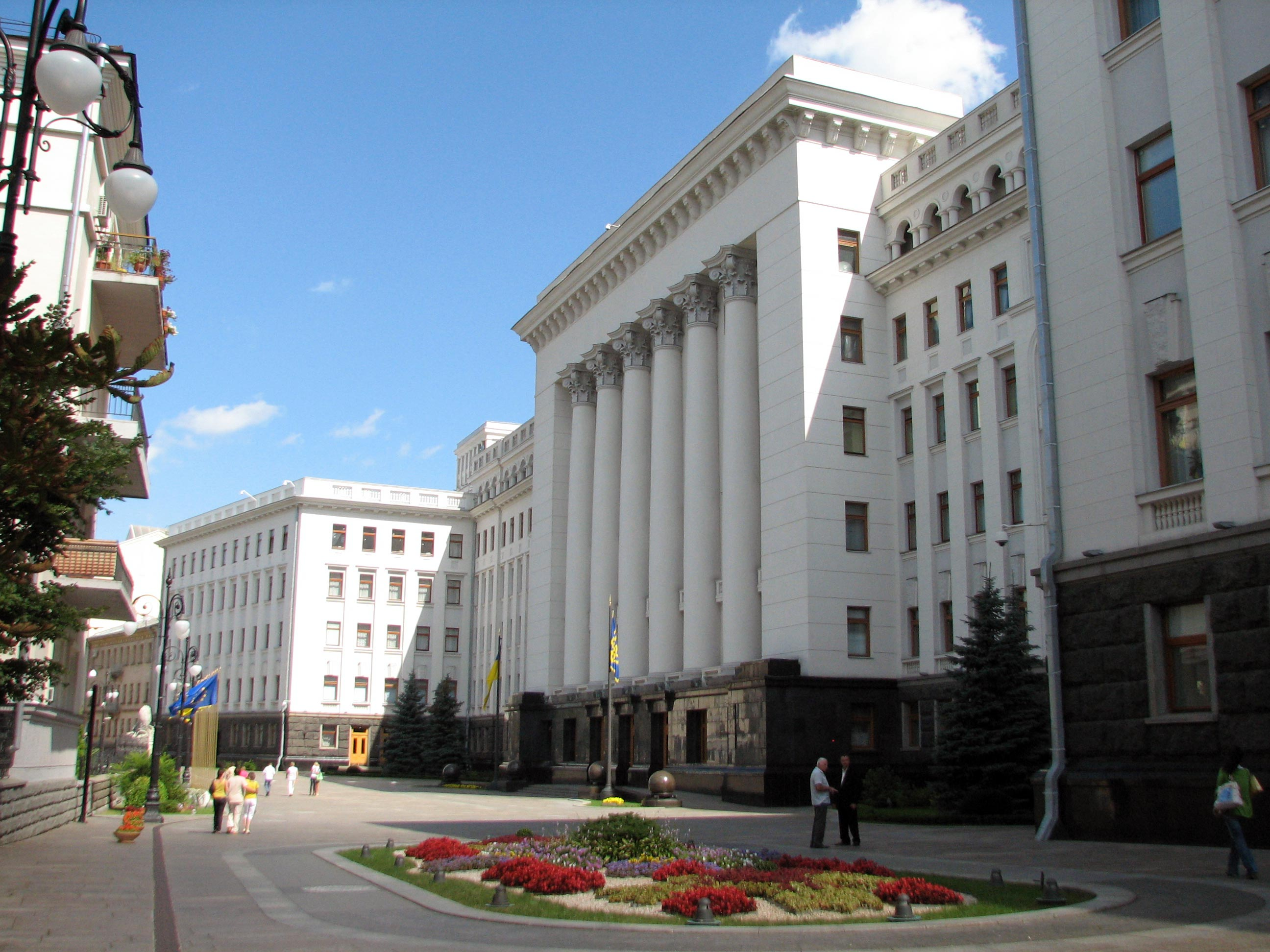
Офис президента Украины
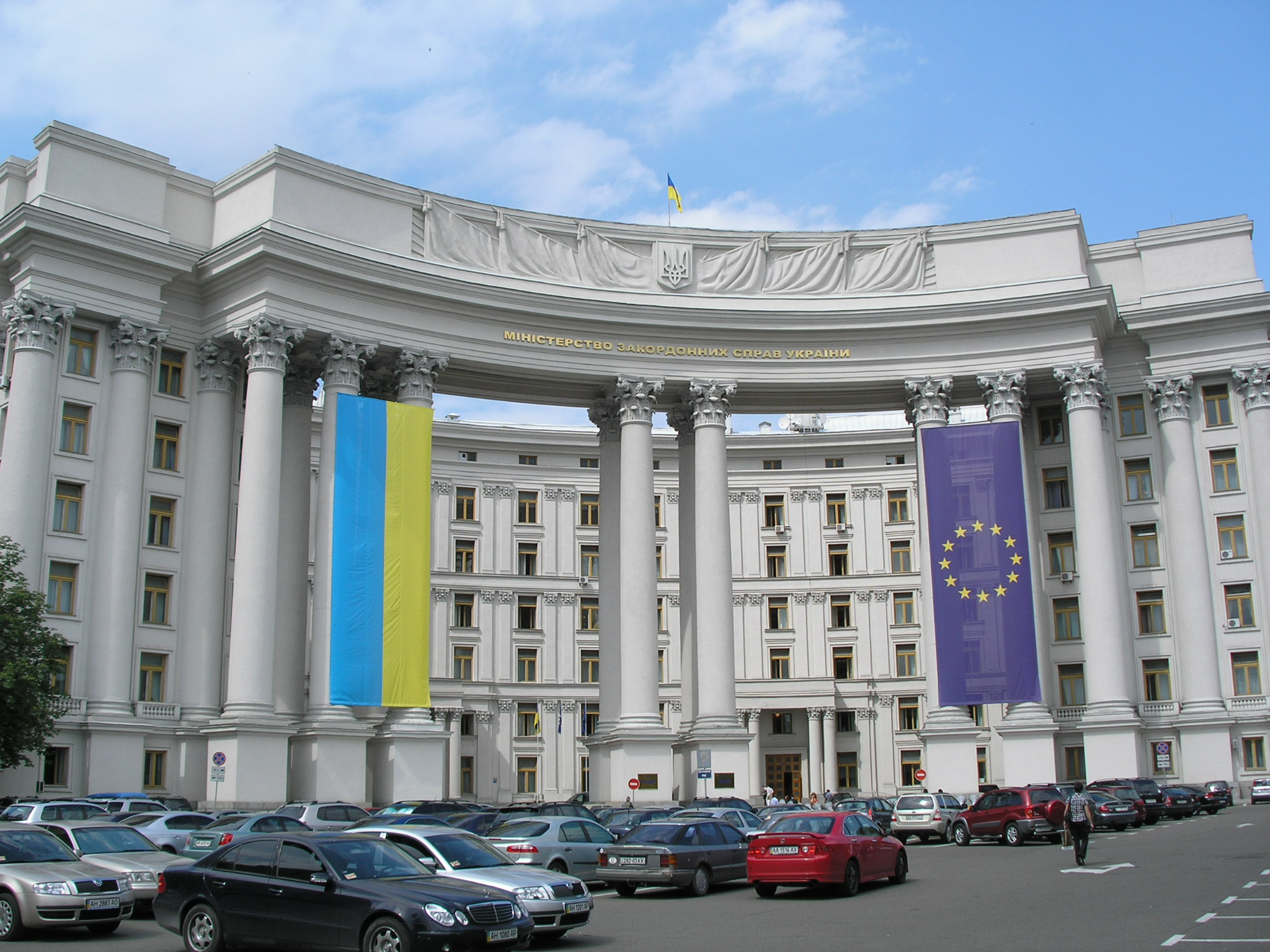
Министерство иностранных дел Украины
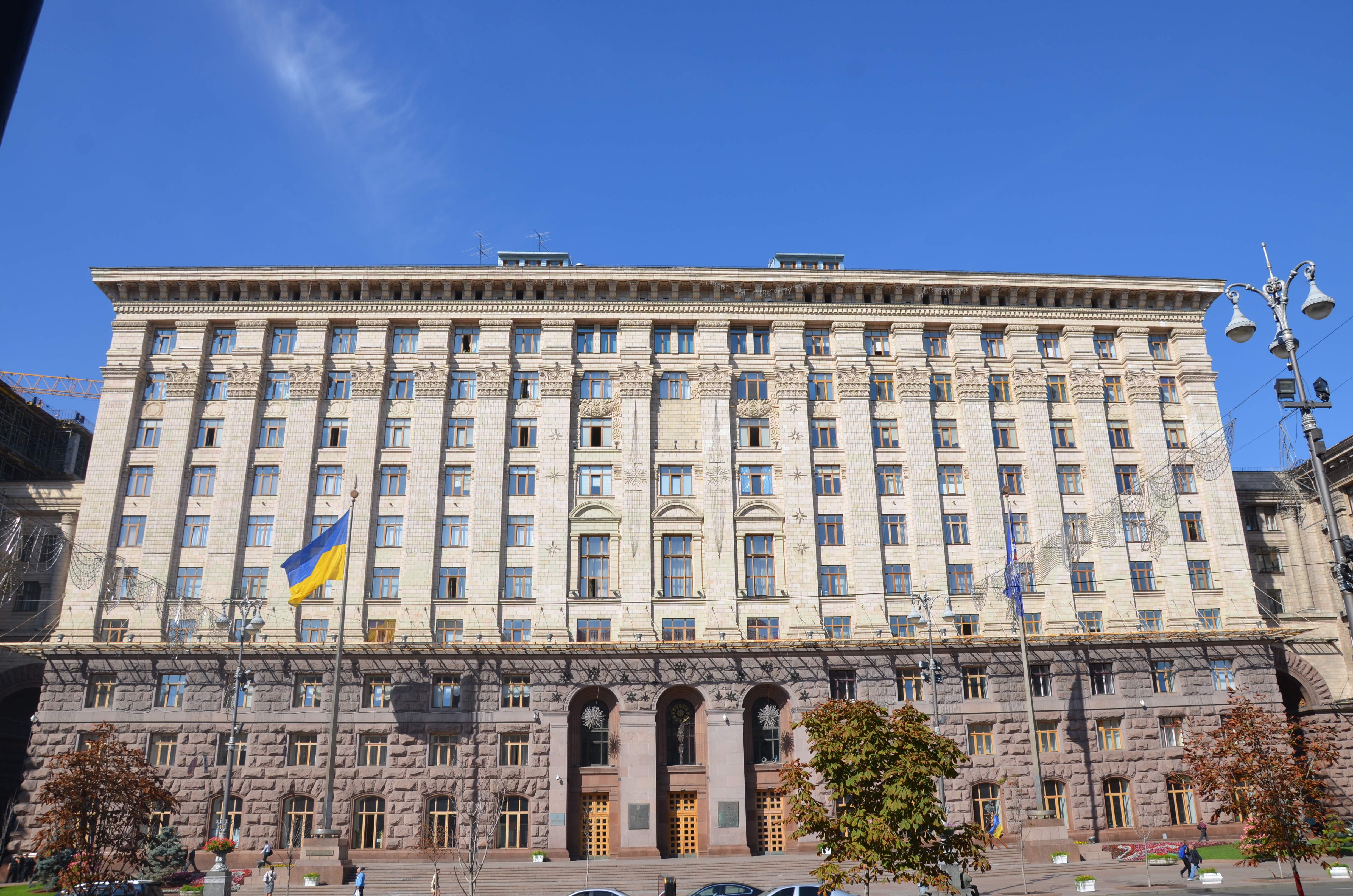
Киевская городская государственная администрация на Крещатике

## Население
| 0900       | 1000       | 1000       | 1100       | 1200       | 1241       | 1482       | 1552       | 1571       | 1647       | 1666       | 1666       |
| ---------- | ---------- | ---------- | ---------- | ---------- | ---------- | ---------- | ---------- | ---------- | ---------- | ---------- | ---------- |
| 50 000     | ↘10 000    | ↗50 000    | ↗100 000   | →100 000   | ↘35 000    | ↘8000      | ↘6000      | ↗12 000    | ↗15 000    | ↘12 000    | ↘10 000    |
| 1742       | 1742       | 1763       | 1770       | 1771       | 1797       | 1806       | 1811       | 1835       | 1840       | 1845       | 1856       |
| ↗15 000    | ↗20 000    | ↗42 000    | ↘20 000    | ↘17 000    | ↗19 000    | ↗27 200    | ↘23 300    | ↗36 500    | ↗44 700    | ↗50 000    | ↗56 000    |
| 1861       | 1863       | 1865       | 1872       | 1874       | 1874       | 1880       | 1884       | 1894       | 1897       | 1900       | 1905       |
| ↗65 000    | ↗68 400    | ↗71 365    | ↗120 000   | ↘116 774   | ↗127 251   | ↗188 500   | ↘154 500   | ↗200 000   | ↗247 723   | ↗260 000   | ↗450 000   |
| 1907       | 1909       | 1912       | 1913       | 1913       | 1914       | 1917       | 1919       | 1922       | 1923       | 1926       | 1928       |
| ↘404 000   | ↗468 000   | ↘442 000   | ↗626 600   | ↘595 000   | ↗626 300   | ↘430 500   | ↗544 369   | ↘366 000   | ↗422 975   | ↗493 873   | ↗538 000   |
| 1930       | 1931       | 1933       | 1937       | 1939       | 1940       | 1943       | 1944       | 1945       | 1959       | 1964       | 1970       |
| ↗578 000   | ↗586 000   | ↗608 000   | ↗775 850   | ↗846 724   | ↗930 000   | ↘180 000   | ↗250 000   | ↗472 000   | ↗1 104 334 | ↗1 292 000 | ↗1 631 908 |
| 1979       | 1981       | 1989       | 1992       | 1998       | 2001       | 2003       | 2005       | 2008       | 2010       | 2011       | 2012       |
| ↗2 143 855 | ↗2 248 000 | ↗2 587 945 | ↗2 642 700 | ↘2 620 900 | ↘2 611 327 | ↗2 621 689 | ↗2 666 401 | ↗2 740 233 | ↗2 785 131 | ↗2 799 199 | ↗2 814 258 |
| 2013       | 2014       | 2015       | 2016       | 2017       | 2018       | 2019       | 2020       | 2021       | 2022       |            |            |
| ↗2 845 023 | ↗2 868 702 | ↗2 887 974 | ↗2 907 684 | ↗2 928 193 | ↗2 934 522 | ↗2 950 819 | ↗2 967 360 | ↘2 962 180 | ↘2 952 301 |            |            |

Майдан Незалежности

Украина лишь однократно за всё время независимости проводила перепись населения в 2001 году, которая зафиксировала численность населения в размере 2 611 327 человек. Относительно современной численности населения города существуют различные официальные оценки, так, проведённая Кабмином Украины оценка численности населения на 1 декабря 2019 года показала 3 703 100 человек наличного населения, тогда как официальная оценка численности населения, данная Укрстатом на 1 января 2020 года, составила 2 967 360 жителей.
В конце XVIII века население составляло около 30 000 человек, в 1894 году 188,5 тыс. По данным переписи населения 2001 года, в Киеве проживало 2 611 300 жителей. В период с 2001 по 2021 годы численность населения возрастала в среднем на 20 тыс. человек в год. С 1.01.2002 по 1.01.2010 население Киева выросло на 174 тыс. человек. На 1 января 2018 года численность наличного населения составила 2 934 522 человека (что на 0,3 % больше, чем 1 января 2017 года). Постоянное население — 2 893 215 человек. Естественный прирост населения города положителен, его величина значительно выше, чем по стране в целом (+2,2 человека на тысячу против −4,17 по Украине в целом) и это один из самых высоких показателей прироста населения на Украине после Закарпатской и Ровенской областей (+3,7 и +2,4 соответственно). По данным Института демографии и социальных исследований НАН Украины, на начало 2009 г. фактическое население Киева составляло 3144,3 тыс. чел., что на 420 тыс. больше населения в то время по данным официальной статистики. В 2016 году: рождаемость — 12,5 на одну тысячу человек, смертность — 10,5, естественный прирост — 2,0 (−4,4 по Украине в целом). Миграционные показатели: количество приехавших на 10 тысяч человек — 102,8, уехавших — 57,2, миграционный прирост — 45,6 (2,5 по Украине в целом). На начало 2025 года население Киева составляет около 3,7 млн человек.

### Национальный состав
В середине XVII века подавляющее большинство населения Киева составляли украинцы, некоторую долю составляли русские, белорусы и поляки. Кроме этого, в городе проживали армяне, евреи, греки, татары, немцы и представители других этносов.
В XIX веке за счёт ассимиляции в Киеве существенно снизилась доля украинцев. Так, в 1897 году их было 22,2 %, а в 1917 году — 16,4 %. Одновременно снизилась доля русских с 54,2 % до 49,5 % и выросла доля евреев с 12,1 % до 18,6 %. В дальнейшем доля украинцев возросла, и в 1926 году они снова стали преобладающим этносом Киева с показателем 42,2 % против 24,4 % русских.
К началу XXI века увеличилась доля украинцев в Киеве с 72,5 % в 1989 году до 82,2 % в 2001 году. В это же время уменьшилось число других национальностей. Больше всего уменьшилось количество русских, с 536,2 тыс. человек (20,9 %) в 1989 году до 337,3 тыс. человек (13,1 %) в 2001 году. Также уменьшилось число белорусов (1989 — 25,3 тыс. человек, 2001 — 16,5 тыс. человек) и поляков (1989 — 10,4 тыс. человек, 2001 — 6,9 тыс. человек). К началу XXI века завершился процесс эмиграции евреев (с 1989 по 2001 год абсолютная численность евреев в Киеве сократилась со 100,6 до 17,9 тысяч человек, а их доля в населении города сократилась с 13,9 % в 1959 году до 0,7 % в 2001).
Согласно переписи 2001 года, население города на 82,23 % состояло из украинцев и на 13,14 % из русских.

### Еврейская община
Первые сведения об еврейской общине Киева датируются X веком. «Киевское письмо» — первое упоминание Киева — было написано на древнем иврите киевскими евреями. Еврейские путешественники, такие как Венямин из Туделы и Перхия из Регенсбурга писали о Киеве как о городе с большой еврейской общиной. В период монгольского нашествия община, вместе с городом, была уничтожена и восстановилась только во время польского правления. В этот период евреи изгонялись из города в 1459 и в 1619 годах.

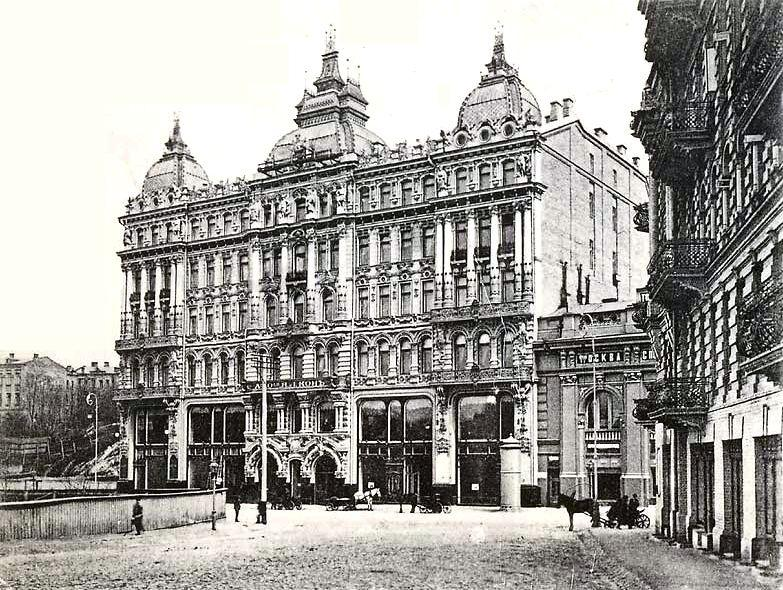
Дом Гинзбурга, ХХ ст.

В 1648 году община сильно пострадала, как и всё еврейское население Украины, от казацкого восстания Богдана Хмельницкого. После присоединения Киева к Московскому государству в 1654 году евреям было запрещено селиться в городе, запрет был отменён только после раздела Польши в 1793 году, после чего в Киеве начали селиться польские евреи.
В XIX веке община продолжала расти и со временем превратилась в одну из важнейших еврейских общин Украины. В этот период в городе было построено много синагог, включая главную синагогу города — Бродскую синагогу. Также были построены несколько школ и мастерских.
Во второй половине XIX века и в начале XX века община подверглась нескольким погромам — в 1882 году десятки евреев были убиты и ранены, многие дома были разграблены, в 1905 году община также пострадала от погрома. В 1913 году в Киеве имело место известное дело Бе́йлиса — судебный процесс по обвинению еврея Менахема Менделя Бейлиса в ритуальном убийстве 12-летнего ученика. По результатам процесса Бейлис был оправдан.
Во время Гражданской войны и Украинской войны за независимость еврейская община пострадала несколько раз от погромов со стороны противоборствующих сил. После окончания войны и установления советской власти община начала быстро расти, достигнув в 1939 году 224 тыс. человек.
После вторжения нацистской Германии в СССР большинство евреев успело эвакуироваться из города. 29—30 сентября 1941 года оставшиеся евреи были согнаны в Бабий Яр и там жестоко убиты. В этом, одном из самых известных эпизодов Холокоста, погиб 33 731 человек. Ещё 15 000 евреев были расстреляны в период 1941—1942 гг.
После войны в город вернулись уцелевшие евреи и община возродилась. В 1946 году в городе работала только одна синагога, последний назначенный раввин города — раввин Панец уволился в 1960 году и умер в 1968 году. После его смерти, вплоть до 1990-х годов, раввина в Киеве не было.

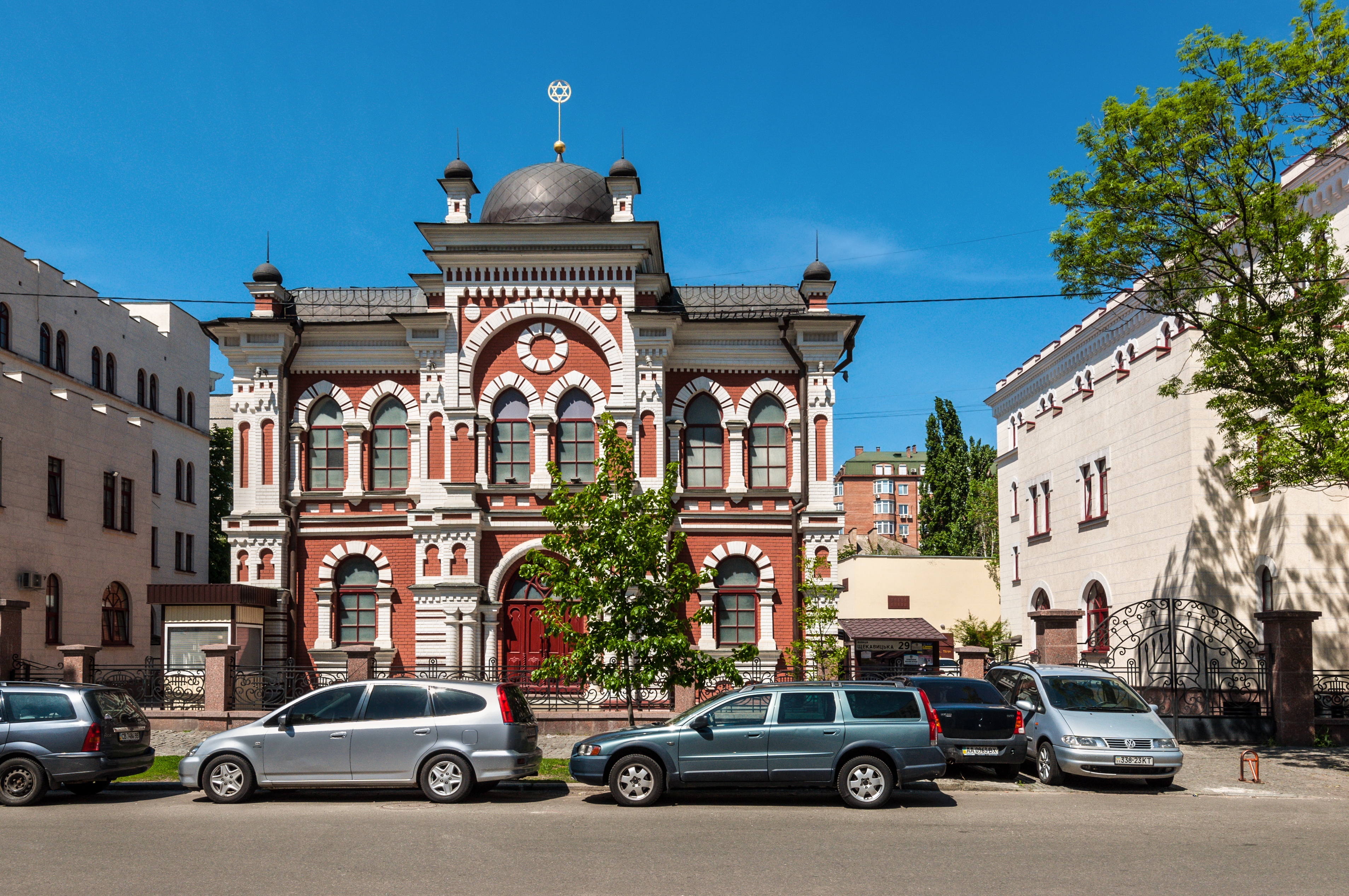
Большая хоральная синагога
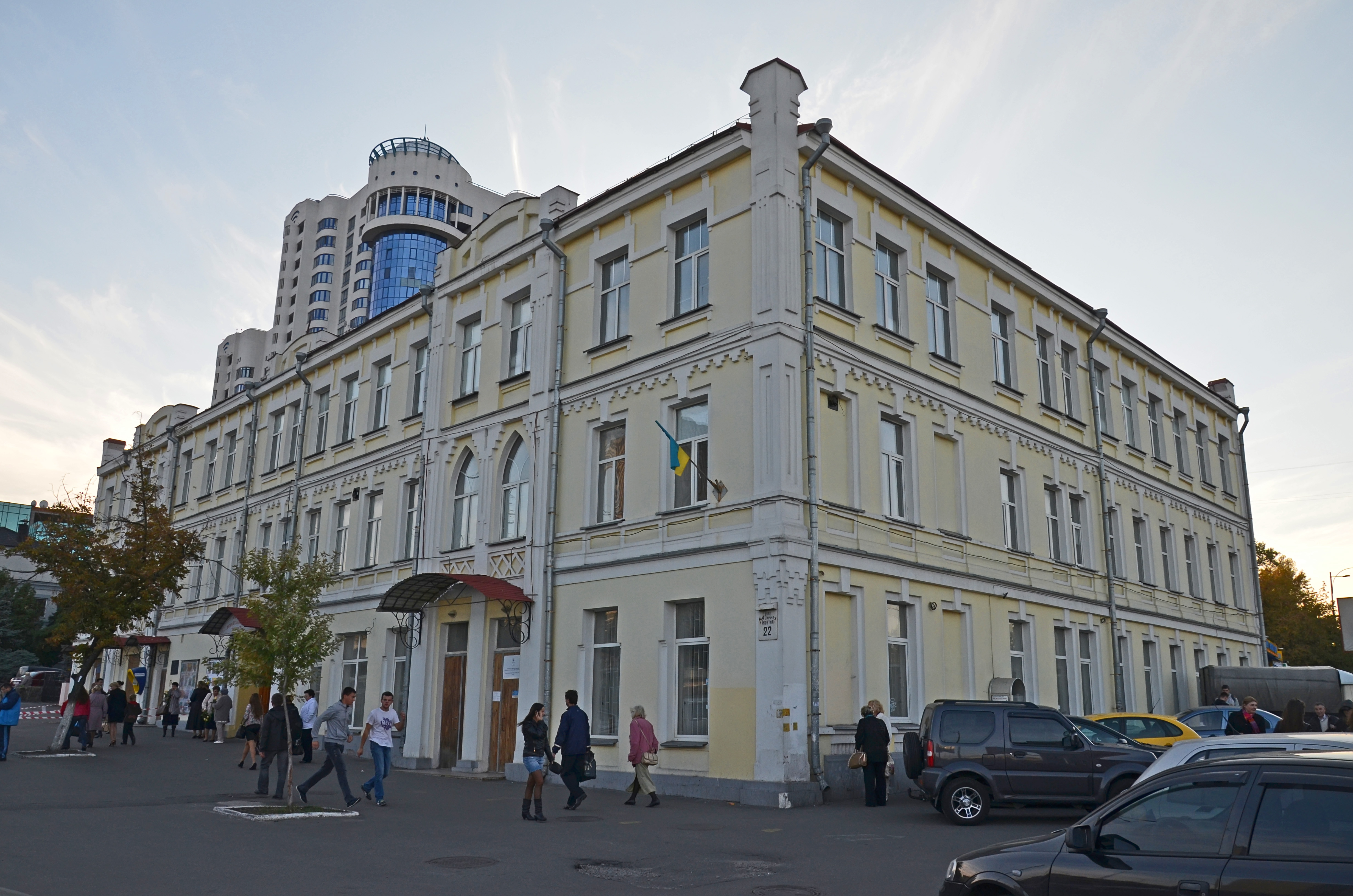
Синагога Баришпольського
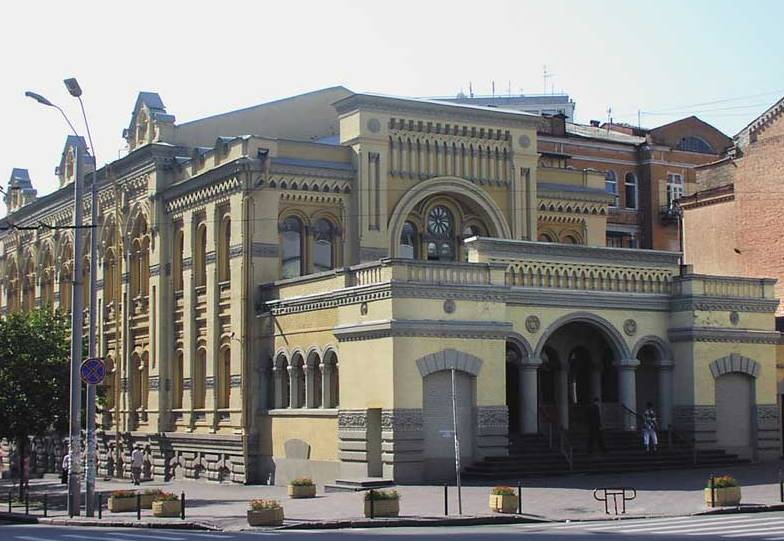
Хоральная синагога Бродского
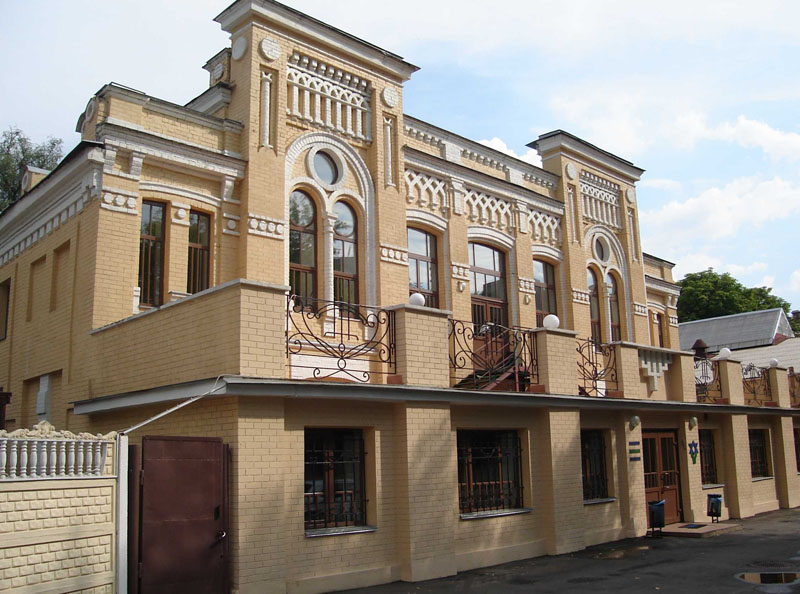
Галицкая синагога
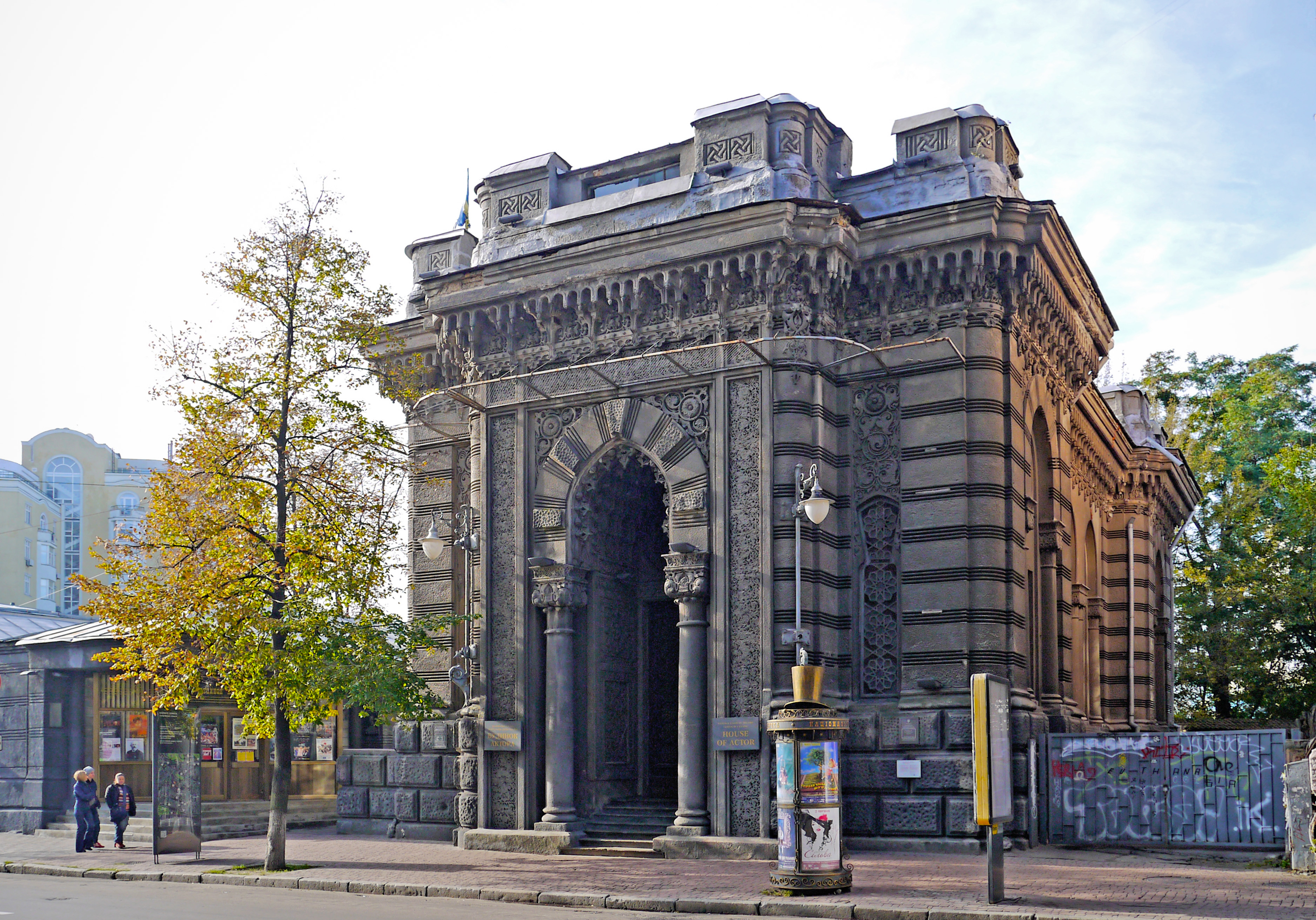
Караимская кенасса

Большинство евреев города эмигрировало после распада СССР и восстановления независимости Украины. В 1990-х гг. религиозная община возродилась; также был открыт мемориал жертвам Холокоста в Бабьем Яру, где каждый год проводится официальная церемония. На сегодняшний день в Киеве живёт около 20 тыс. евреев. В городе есть две еврейские школы и две главные религиозные общины с двумя синагогами — Хабад (раввин Моше Асман) и Карлин (раввин Яков Блайх, он же главный раввин Украины).
В Киеве и Киевской области родились ювелир Иосиф Маршак (1854), философ Лев Шестов (1866), сатирик Яков Ядов (1873), писатель Илья Эренбург (1891), художник Сандро Фазини (1892), советский государственный и партийный деятель Лазарь Каганович (1893), израильский политик Голда Меир (1898), пианист Владимир Горовиц (1903), кинорежиссёр Майя Дерен (1917), физик Маркос Мошинский (1921).

## Языковая ситуация
Языковая история Киева сложна и противоречива. Во многом она является отражением его долгой и довольно противоречивой истории, а также различных изменений в языковой политике последних столетий. Интенсивное смешение двух близкородственных языков, приведшее к появлению так называемого суржика, отмечалось в Киеве со второй четверти XIX века.
Историческая динамика родного языка населения Киева по переписям:
|              | 1874   | 1897   | 1926   | 1979   | 1989   | 2001   |
| ------------ | ------ | ------ | ------ | ------ | ------ | ------ |
| Украинский   | 31,4 % | 22,2 % | 27,9 % | 53,0 % | 57,6 % | 72,1 % |
| Русский      | 47,4 % | 54,2 % | 52,3 % | 45,0 % | 41,1 % | 25,3 % |
| Другие языки | 21,2 % | 23,6 % | 19,0 % | 2,0 %  | 1,3 %  | 2,6 %  |

По состоянию на 2000 год в семейном общении 18 % киевлян использовали украинский язык, 48 % — русский, a 34 % — общались на двух языках, в зависимости от обстоятельств.
Комментируя итоги первой переписи населения 2001 года, журнал «Демоскоп» назвал Киев «скорее украиноязычным (во всяком случае, желающим казаться таковым)». По данным последней переписи населения 2001 года, 72,1 % киевлян назвали родным языком украинский, 25,3 % — русский язык. Это соотношение сильно изменилось с момента проведения последней советской переписи населения 1989 года.
По данным опроса, проведённого Социологической группой «Рейтинг» с 16 ноября по 10 декабря 2018 года в рамках проекта «Портрети Регіонів», 65 % жителей Киева считали, что украинский язык должен быть единственным государственным языком на всей территории Украины. 10 % считали, что украинский язык должен быть единственным государственным языком, а русский — вторым официальным в некоторых регионах страны. 17 % считали, что русский должен стать вторым государственным языком страны. 7 % затруднились с ответом.
В настоящее время украинский язык является основным и единственным официальным языком Киева.
Вторжение России на Украину спровоцировало новую волну украинизации в городе, всё больше людей предпочитают говорить на украинском языке. Согласно опросу, проведённому Международным республиканским институтом в апреле-мае 2023 года, на украинском дома разговаривали 59 % населения города, на русском — 38 %.
20 апреля 2023 года решением Киевского городского совета в Киеве утверждена «Городская Концепция утверждения украинского языка во всех сферах общественной жизни города Киева на 2023—2025 годы», главной целью которой является усиление позиций украинского языка в различных сферах общественной жизни города.
13 июля 2023 года решением Киевского городского совета в Киеве был введён мораторий на публичное использование русскоязычного культурного продукта.
Согласно опросу, проведённому Международным республиканским институтом в апреле-мае 2024 года, на украинском дома разговаривали 73 % населения города, на русском — 54 % (в отличие от опроса 2023 года был разрешён выбор нескольких вариантов).
По данным исследования Центра контент-анализа, проведённого в период с 15 августа по 15 сентября 2024 года, темой которого стало соотношение украинского и русского языков в украинском сегменте социальных сетей, в Киеве на украинском языке писалось 68,0 % сообщений (в 2023 году — 63,2 %, в 2022 году — 53,3 %, в 2020 году — 18,1 %), на русском — 32,0 % (в 2023 году — 36,8 %, в 2022 году — 46,7 %, в 2020 году — 81,9 %).
После провозглашения Украиной независимости в городе, как и в стране в целом, происходит постепенная украинизация русифицированной в советское время системы образования. Динамика соотношения языков преподавания в учреждениях общего среднего образования в Киеве:
| Язык преподавания | Учебный год | Учебный год | Учебный год | Учебный год | Учебный год | Учебный год | Учебный год | Учебный год | Учебный год | Учебный год | Учебный год | Учебный год | Учебный год | Учебный год |
| Язык преподавания | 1991/92     | 1992/93     | 1993/94     | 1994/95     | 1995/96     | 2000/01     | 2005/06     | 2007/08     | 2010/11     | 2012/13     | 2015/16     | 2018/19     | 2021/22     | 2022/23     |
| ----------------- | ----------- | ----------- | ----------- | ----------- | ----------- | ----------- | ----------- | ----------- | ----------- | ----------- | ----------- | ----------- | ----------- | ----------- |
| Украинский        | 30,9 %      | 41,7 %      | 54,5 %      | 63,4 %      | 70,0 %      | 93,0 %      | 96,0 %      | 97,0 %      | 97,0 %      | 97,0 %      | 97,0 %      | 97,0 %      | 99,00 %     | 99,98 %     |
| Русский           | 69,1 %      | 58,3 %      | 45,5 %      | 36,6 %      | 30,0 %      | 7,0 %       | 4,0 %       | 3,0 %       | 3,0 %       | 3,0 %       | 3,0 %       | 3,0 %       | 0,89 %      | —           |

В период с 2012/13 по 2016/17 учебный год в городе Киеве доля учеников, изучающих русский язык либо в русскоязычных классах, либо как отдельный предмет в классах с украинским языком преподавания, сократилась с 30,75 % до 18,71 %.
С 2022/23 учебного года все остававшиеся в Киеве русскоязычные классы были украинизированы, русский язык в школах города не преподают даже факультативно.
По данным Государственной службы статистики Украины в 2023/24 учебном году в Киеве из 331 774 учащихся в учреждениях общего среднего образования 331 700 (99,98 %) обучались в украиноязычных классах.
По данным Государственной службы статистики Украины в 2024/25 учебном году в Киеве из 330 233 учащихся в учреждениях общего среднего образования 330 148 (99,97 %) обучались в украиноязычных классах.

## Религия

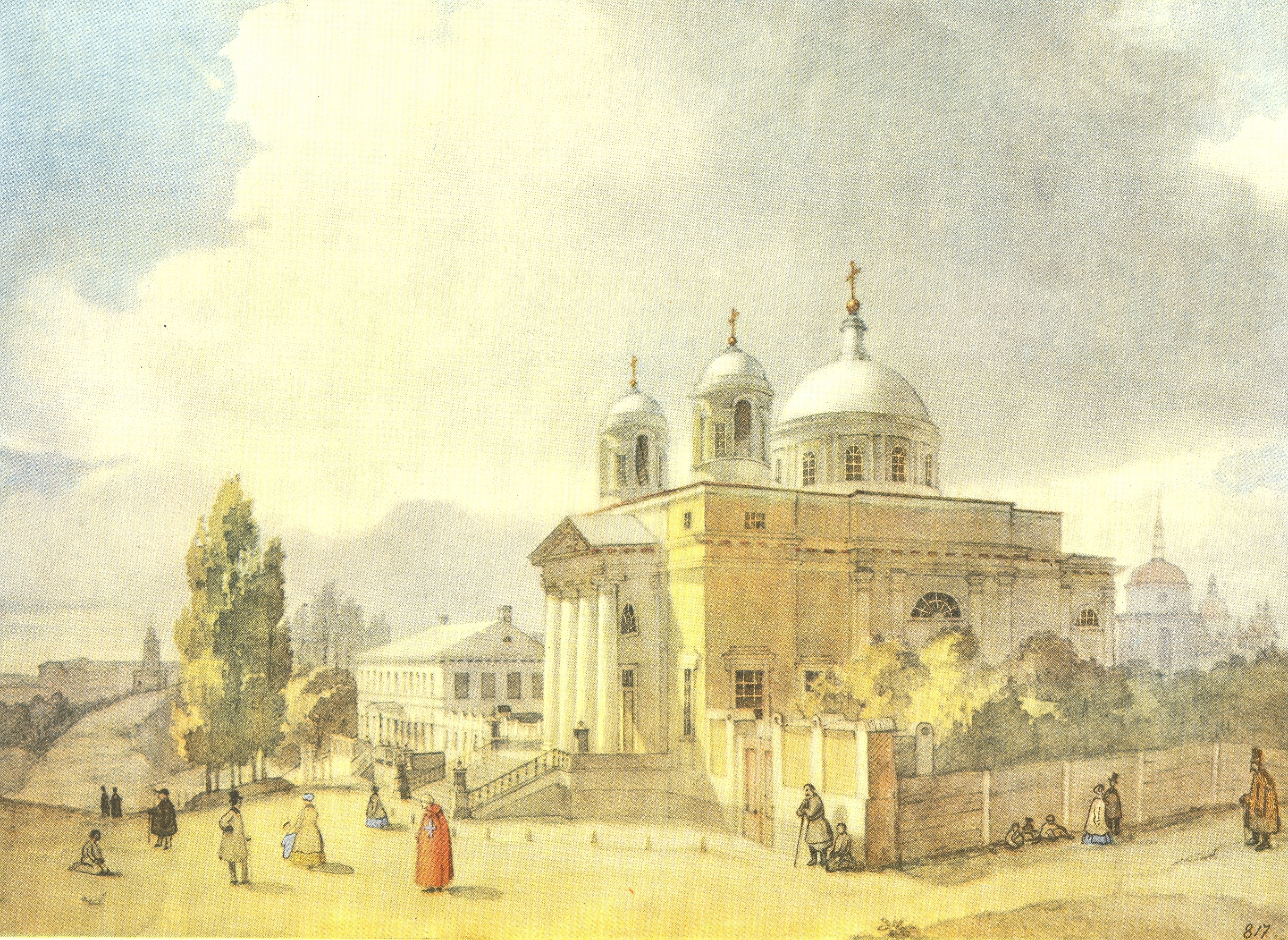
Костёл Св. Александра. Рисунок Тараса Шевченко, 1846

Вскоре после Крещения Руси (988) в Киеве, ставшем центром Киевской митрополии Константинопольского патриархата, был построен первый каменный храм Руси — Десятинная церковь.
В 2007 году в Киеве насчитывалось 719 религиозных общин, среди них — Украинская православная церковь Московского патриархата — 177, Украинская православная церковь Киевского патриархата — 91, Свидетели Иеговы — 49, баптисты — 45, христиане веры евангельской — 40, УАПЦ — 24, адвентисты седьмого дня — 21, пятидесятники — 15, УГКЦ — 9, мусульмане — 8, Римско-католическая церковь — 8, иудеи — 7, старообрядцы (Русская православная старообрядческая церковь) — 1 и как минимум 4 незарегистрированные буддистские общины.
По состоянию на 1 июля 2009 года в Киеве официально зарегистрированы и действовало 1067 религиозных организаций, среди них 813 религиозных общин, 44 духовных центра, 21 управление, 106 миссий, 21 братство, 41 духовное учебное заведение и 21 монастырь.
В ходе опроса, проводившегося в ноябре 2006 года, 64 % жителей Киева назвали себя верующими, 9 % определили себя верующими в сверхъестественные силы, 19 % не определили своей религиозной принадлежности, 8 % — атеисты. Регулярно посещают религиозные службы и учреждения 11 % всех опрошенных, 64 % — изредка. В различные суеверия верят от 23 % (гадания и предсказания) до 52 % (талисманы).

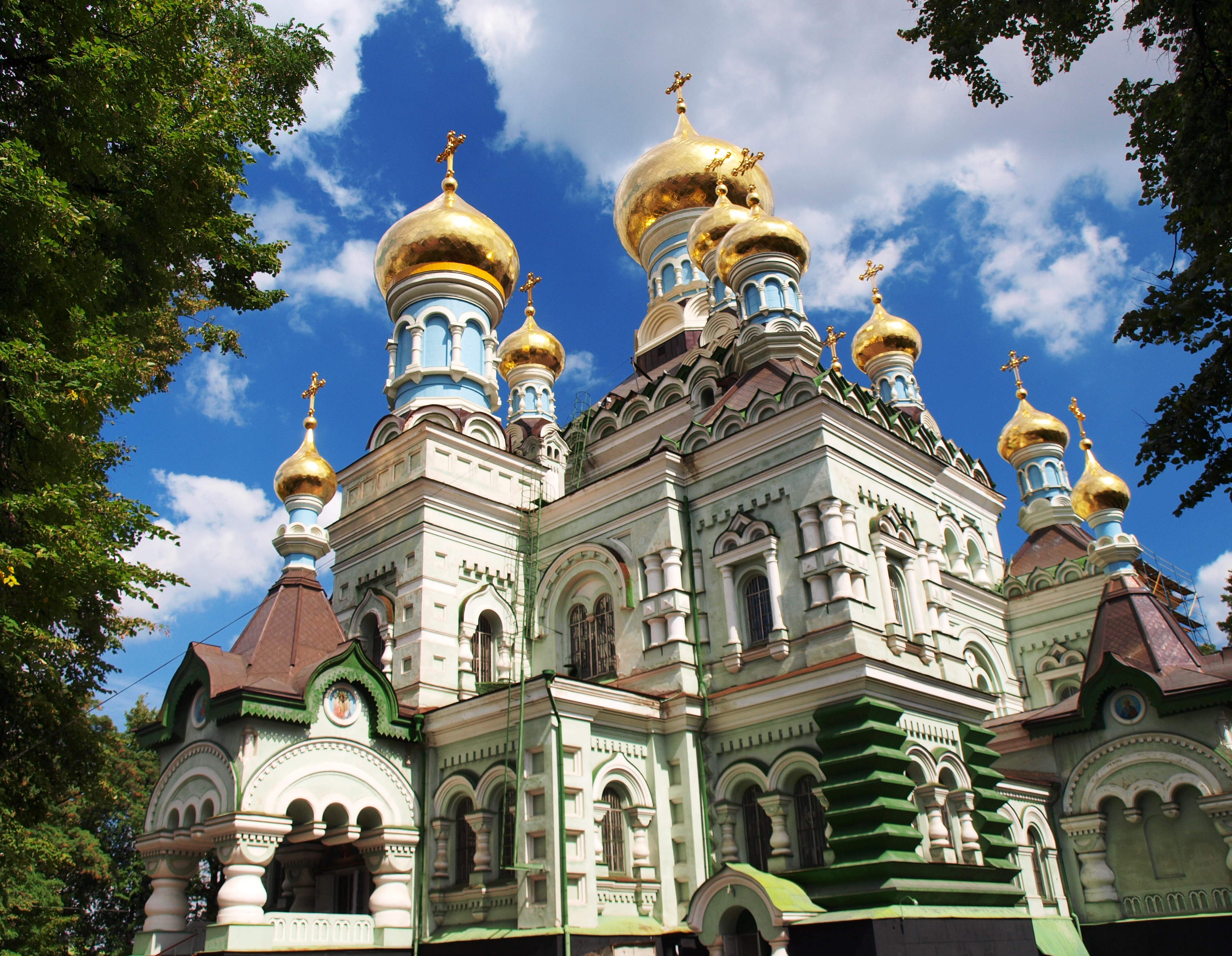
Покровский монастырь
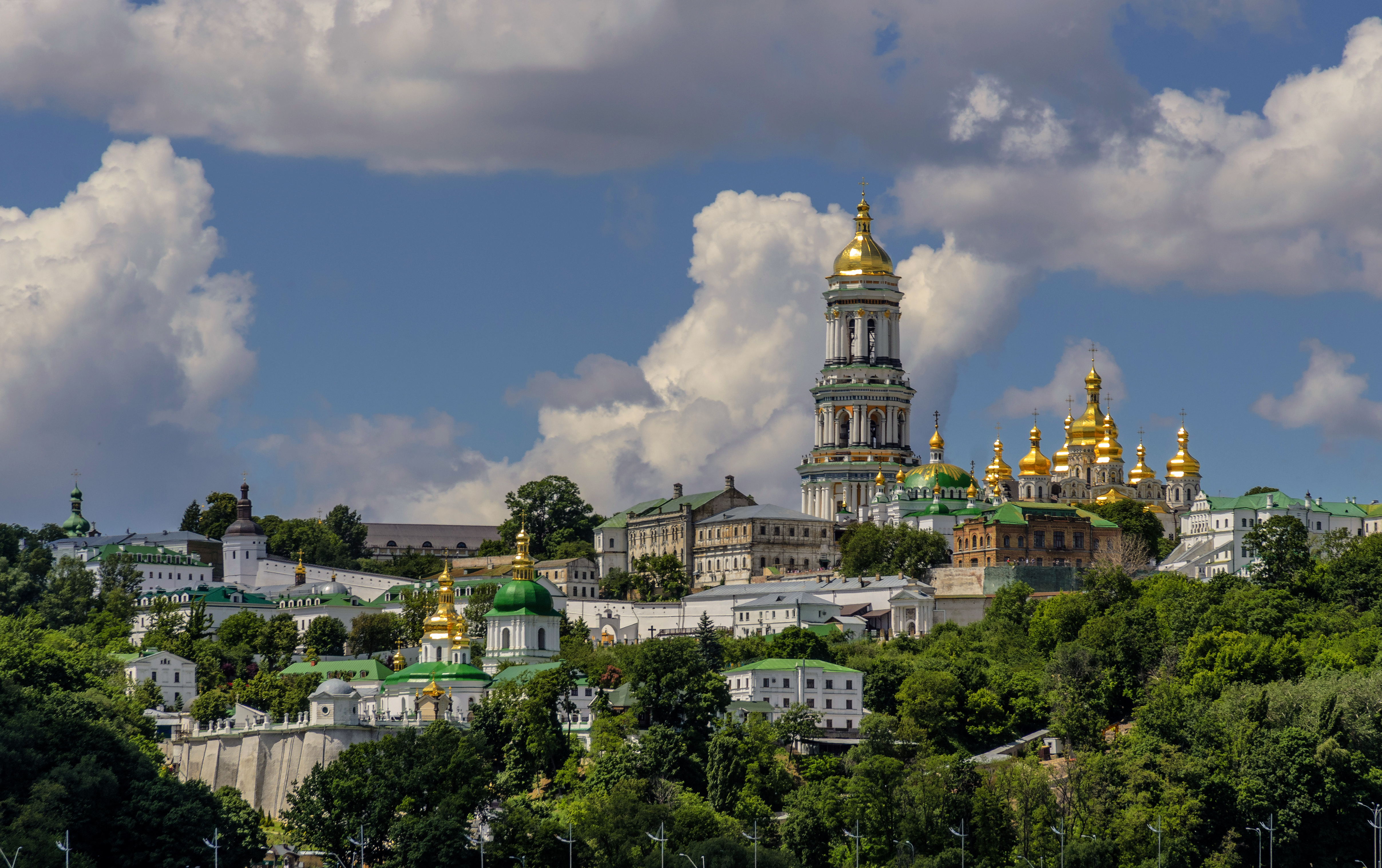
Киево-Печерская лавра
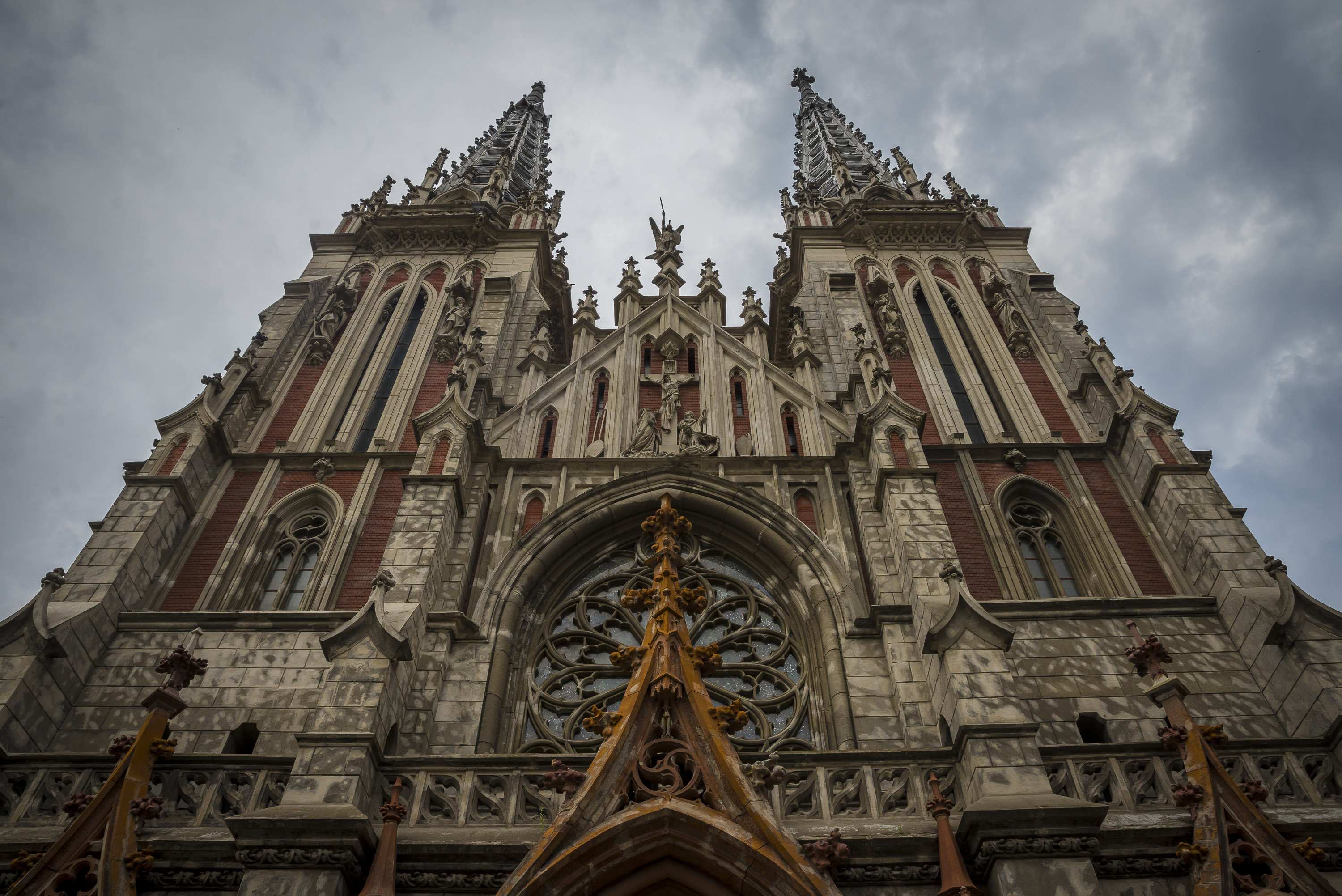
Николаевский костёл
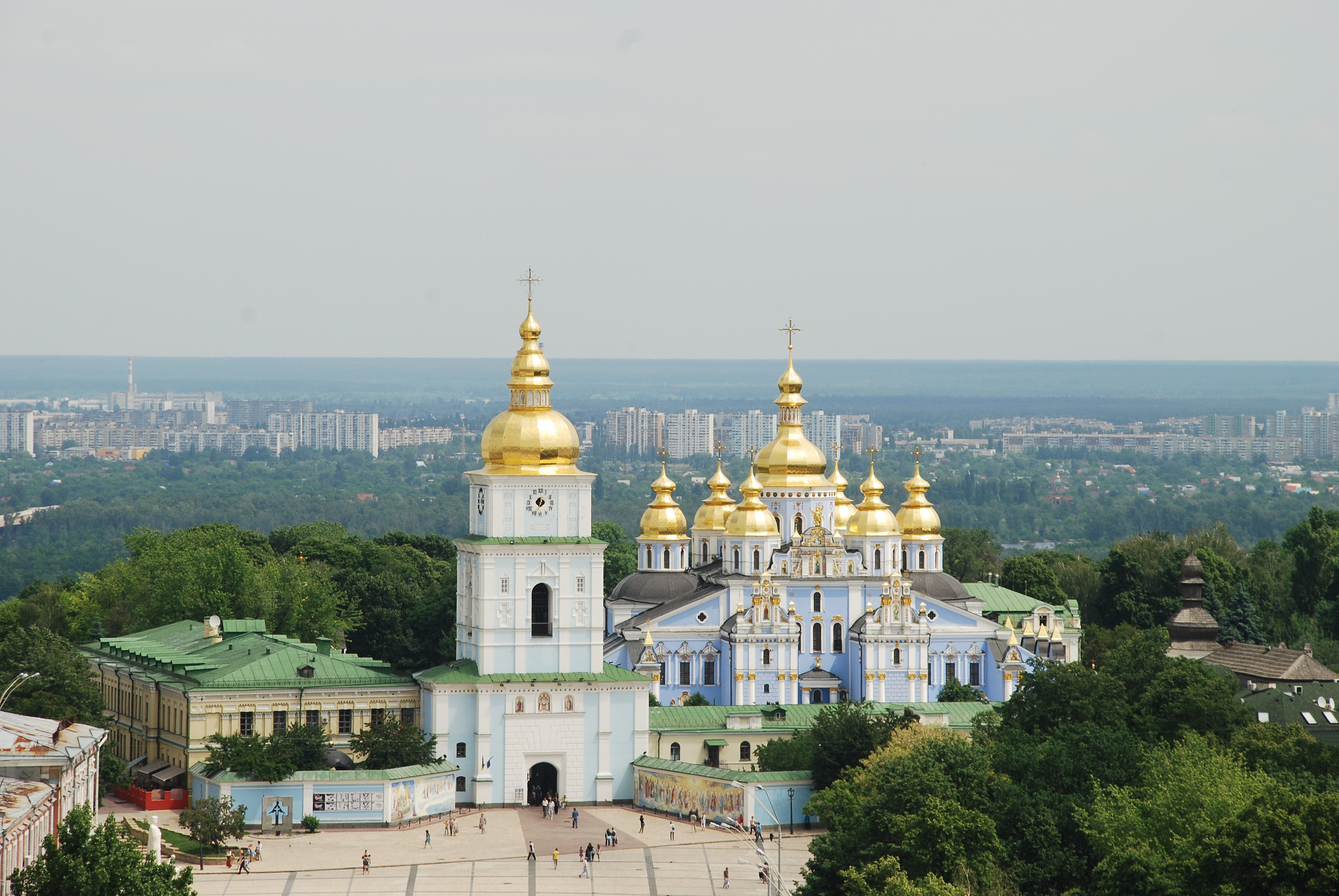
Михайловский златоверхий собор
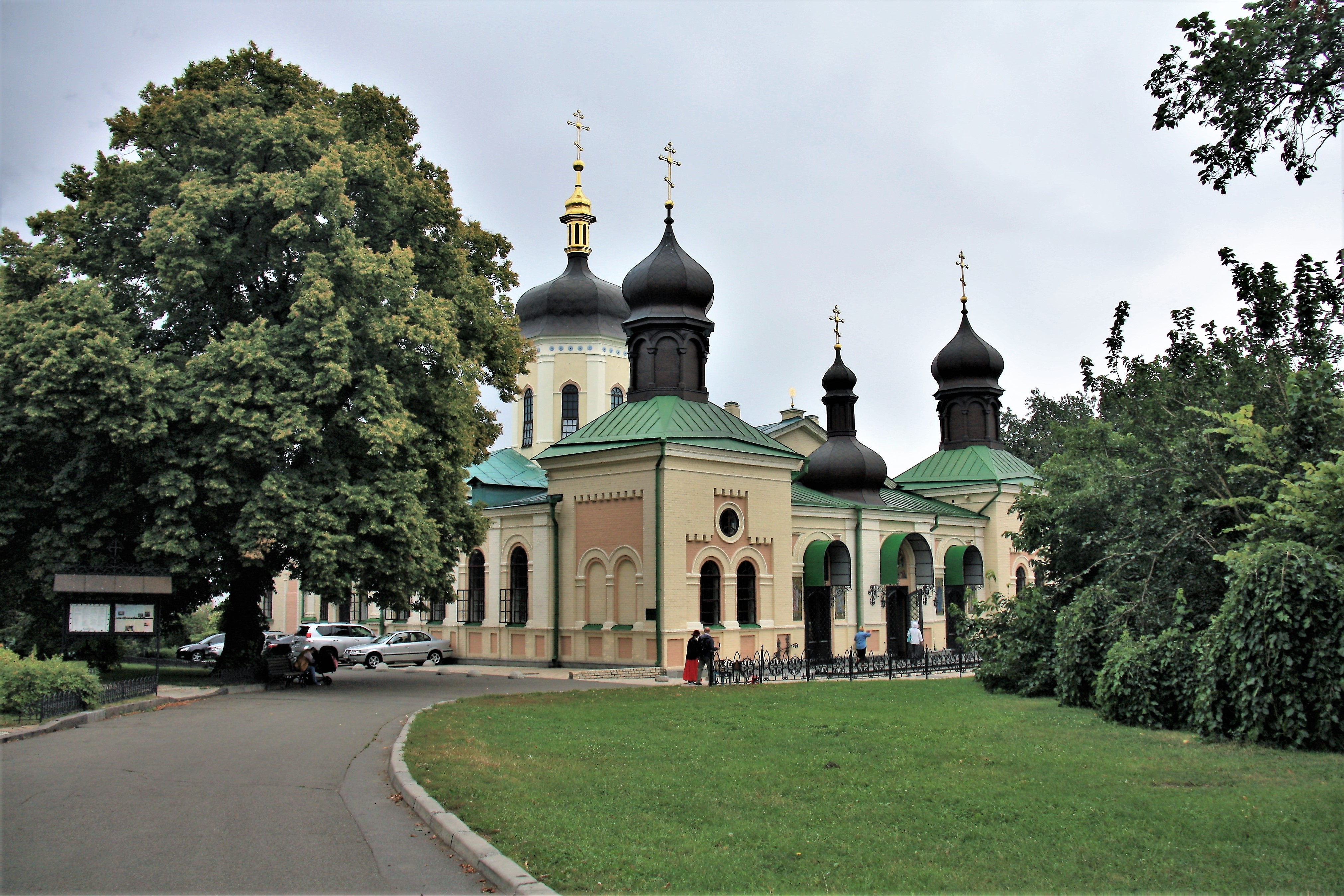
Троицкий Ионинский монастырь
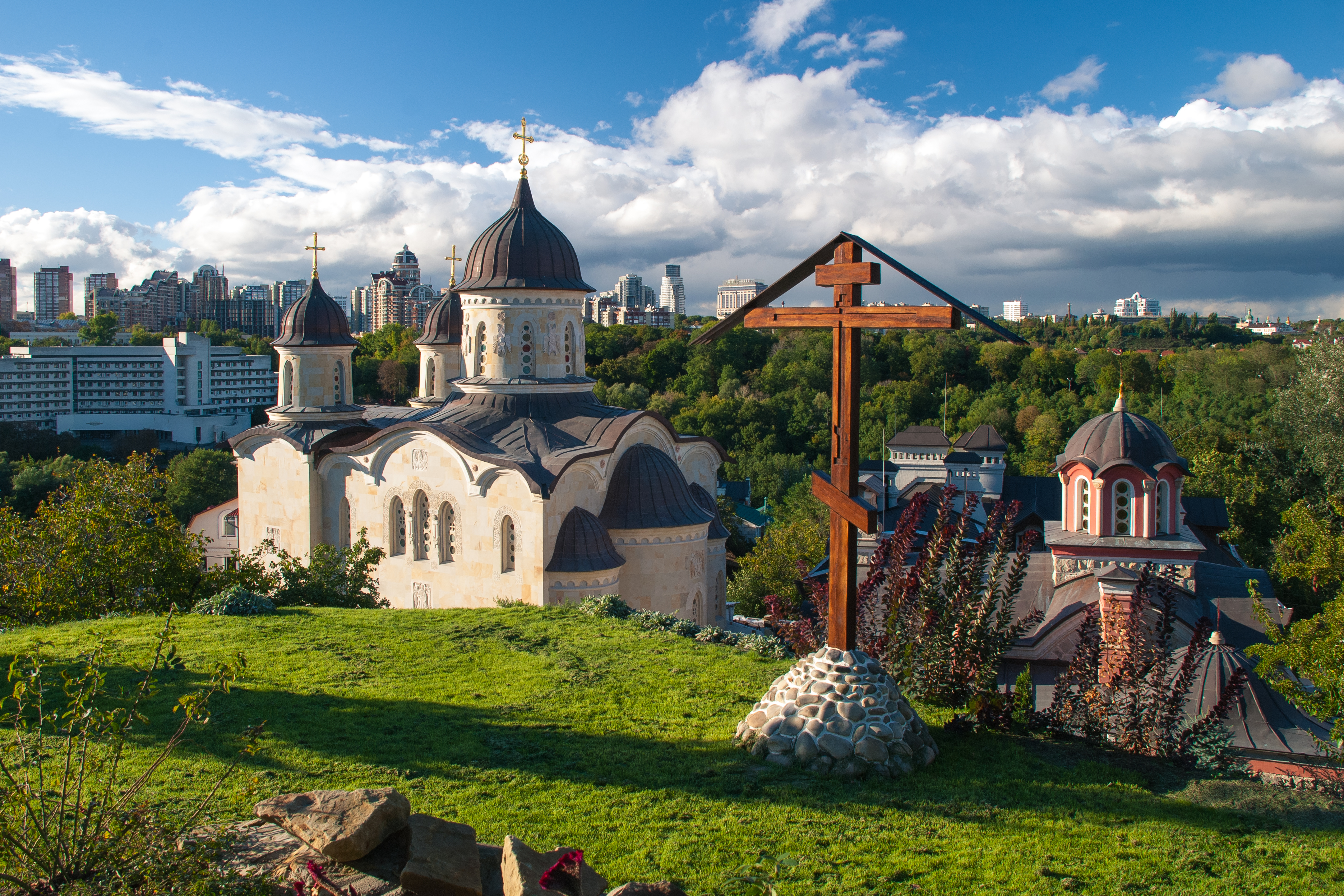
Архангело-Михайловский Зверинецкий монастырь
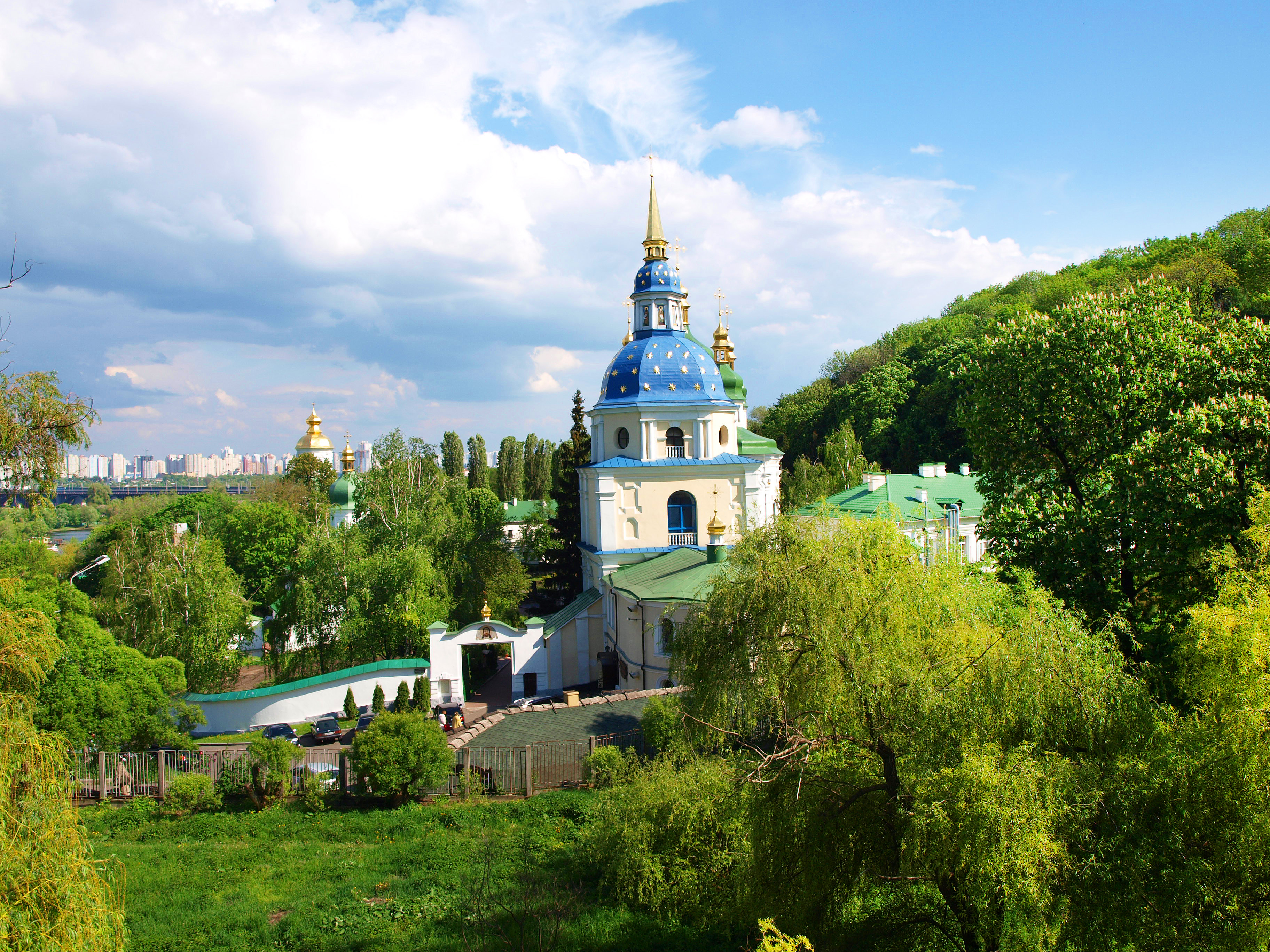
Часовня Выдубицкого монастыря
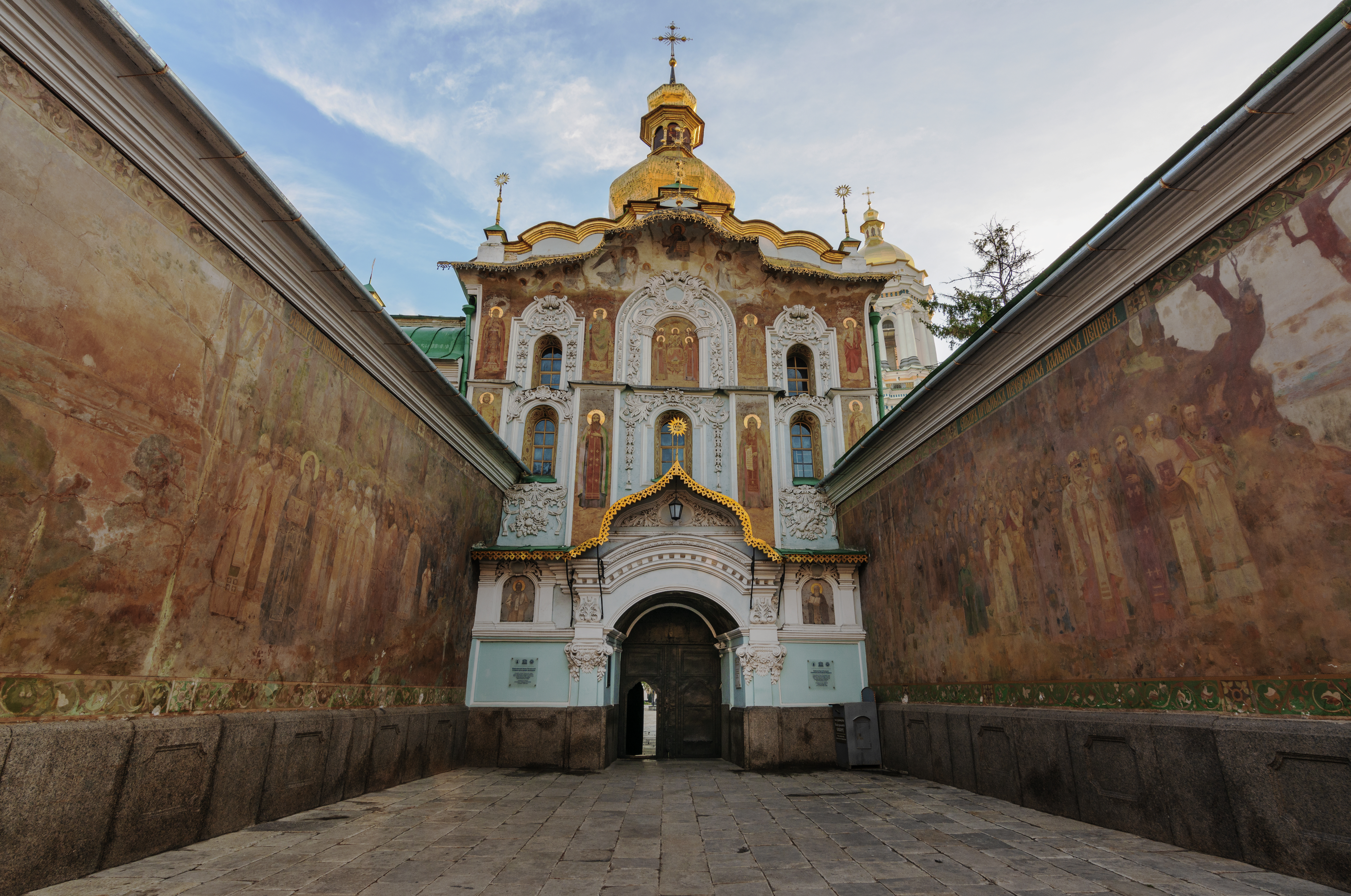
Троицкая надвратная церковь
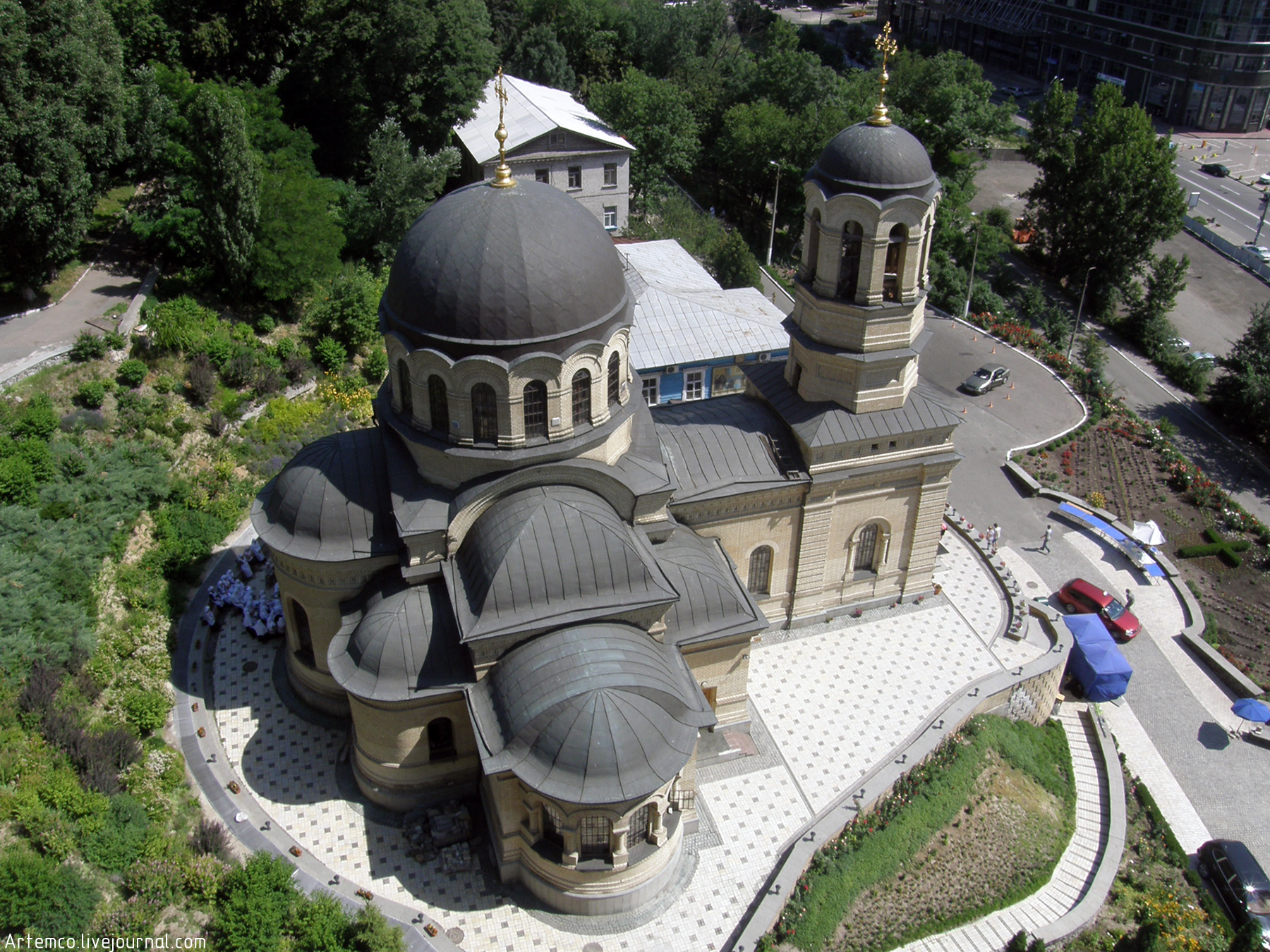
Михайловская церковь при Александровской больнице
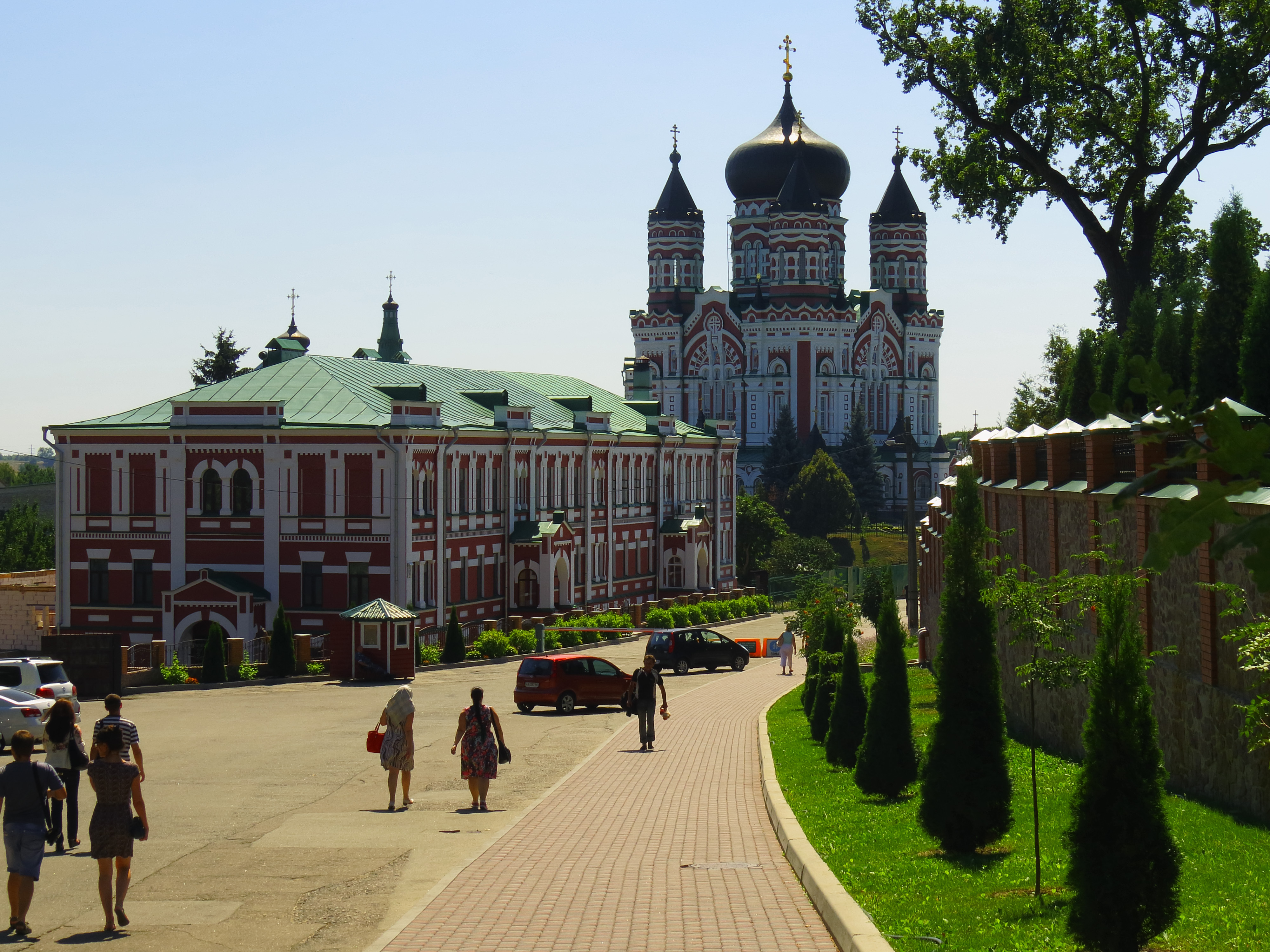
Пантелеимонов монастырь

По состоянию на 2024 год Киев был административным центром для ряда религиозных организаций Украины:
- Православные:
  - Православная церковь Украины. Резиденция её предстоятеля, Митрополита Киевского и всея Украины, и местонахождение кафедрального собора — Михайловский Златоверхий монастырь. Также ей принадлежат такие киевские храмы и монастыри как: Киево-Печерская лавра, Софийский монастырь (в Софийском соборе богослужения проводятся только в дни больших христианских праздников и великих исторических праздников для украинского народа, в Трапезной церкви — постоянно), Выдубицкий монастырь, Свято-Феодосиевский монастырь, Владимирский собор, Спасо-Преображенский собор, Кирилловская церковь, Церковь Николы Притиска, Церковь Рождества Христова, Покровская церковь, Покровская церковь на Соломенке, Церковь Успения Богородицы Пирогощи, Церковь Николая Набережного, Сретенская церковь, Вознесенская церковь, Николаевская церковь, Церковь Благовещения Пресвятой Богородицы в Староакадемическом корпусе Киево-Могилянской академии и др. Кроме того, ей принадлежит Киевская православная богословская академия.
  - Украинская православная церковь в составе Московского патриархата. Резиденция её предстоятеля, Митрополита Киевского и всея Украины, и местонахождение временного кафедрального собора — Пантелеимонов монастырь. Также ей принадлежат такие киевские храмы и монастыри как: Флоровский монастырь, Свято-Троицкий Ионинский монастырь, Зверинецкий пещерный монастырь, Введенский монастырь, Покровский монастырь, Голосеевская пустынь, Китаевская пустынь, Свято-Ольгинский собор, Троицкий собор, Ильинская церковь, Крестовоздвиженская церковь, Михайловская церковь при Александровской больнице, Церковь Покрова Пресвятой Богородицы на Приорке, Киево-Подольская Введенская церковь, Дмитриевская (Константино-Еленинская) церковь, Свято-Возненсенская церковь, Макариевская церковь, Церковь Святителя Николая на воде, Церковь прп. Феодора Освященного, Церковь Петра и Павла, Храм Рождества Христова на Оболони, Храм Сергия Радонежского и др. Кроме того, ей принадлежат Киевская духовная семинария и Киевская духовная академия.
  - Ставропигия Константинопольского патриархата в Киеве. Ей принадлежит Андреевская церковь.
  - Древлеправославная церковь Украины. Кафедральный храм — Церковь Успения Пресвятой Богородицы на Почайнинской улице.

- Католики:

Собор Воскресения Христова — главный собор Католикоса Украинской грекокатолической церкви

  - Украинская грекокатолическая церковь. Патриарший центр — собор Воскресения Христова. Также ей принадлежат Церковь Николы Доброго и Церковь Святого Николая на Аскольдовой могиле.
  - Диоцез Киева-Житомира Римско-католической церкви. Кафедральный собор — Собор Святого Александра; также ему принадлежит Николаевский костёл.
  - Провинциальное викарство Украины Доминиканского ордена. Ему принадлежит Высший институт религиозных наук св. Фомы Аквинского и Монастырь пресвятой Девы Марии.
  - Посольство Суверенного Мальтийского Ордена в Украине. Также в городе находится офис Мальтийской службы помощи.
  - Апостольская нунциатура на Украине.
- Киевская община Немецкой евангелическо-лютеранской церкви Украины. Ей принадлежит Лютеранская церковь Святой Екатерины
- Киевская община Церкви Иисуса Христа Святых последних дней. Ей принадлежит Киевский украинский храм.
- Мусульмане:
  - Духовное управление мусульман Украины. Ему принадлежит мечеть Ар-Рахма.
  - Духовное управление мусульман Украины «Умма». Ему принадлежит Исламский культурный центр.
- Киевская еврейская община — самая крупная на Украине

Главный раввин Киева: раввин Маркович, Йонатан Биньямин
На территории города действуют несколько синагог: синагога на Саксаганского 67, Синагога Киевской иудейской религиозной общины, Хоральная синагога Бродского и Галицкая синагога.

## Экономика
- Категория:Экономика Киева

Печерск — деловой район Киева

Президиум НАН Украины, на заднем плане — Бизнес-центр «Леонардо»

Киев является крупным экономическим и промышленным центром страны. Это самый большой город Украины с точки зрения как населения, так и деловой активности. На 1 января 2010 года в Киеве было зарегистрировано около 238 000 субъектов предпринимательства.
Официальные данные показывают, что в период с 2004 по 2008 год экономика Киева опережала остальную часть страны, увеличиваясь в среднем на 11,5 % в год. После мирового финансового кризиса, который начался в 2007 году, экономика Киева в 2009 году сильно пострадала: валовой региональный продукт сократился на 13,5 %. Несмотря на рекордно высокий уровень, снижение активности было на 1,6 процентного пункта меньше, чем в целом по стране. Экономика в Киеве, как и в остальной части Украины, несколько восстановилась в 2010 и 2011 годах. Киев является городом со средним уровнем дохода, и в настоящее время цены сопоставимы со многими американскими городами среднего размера (то есть значительно ниже, чем в Западной Европе).
Поскольку город может похвастаться большой и разнообразной экономической базой и не зависит от какой-либо отдельной отрасли или компании, его уровень безработицы исторически был относительно низким — всего 3,75 % за 2005—2008 годы. Даже несмотря на то, что уровень безработицы подскочил до 7,1 % в 2009 году, он оставался намного ниже среднего по стране 9,6 %.
По состоянию на июль 2019 года среднемесячная чистая зарплата в Киеве достигла 16 249 гривен (560 евро/630 долларов США).
Киев является бесспорным центром бизнеса и коммерции Украины, здесь расположены крупнейшие компании страны, такие как Нафтогаз Украины, Энергорынок и Киевстар. В 2010 году на долю города приходилось 18 % национальных розничных продаж и 24 % всей строительной деятельности. Недвижимость является одной из основ в экономике Киева. Средние цены на квартиры — самые высокие в стране и одни из самых высоких в Восточной Европе. Киев также занимает высокие позиции по коммерческой недвижимости, потому что именно здесь расположены самые высокие офисные здания страны (такие как «Гулливер», «Парус») и некоторые из крупнейших торговых центров Украины (такие как «Dream Town» и «Ocean Plaza»).

### Промышленность
Основные отрасли промышленности в Киеве включают лёгкую и пищевую промышленности, химическое производство, машиностроение, фармацевтику, металлургию, авиастроение, полиграфию, включая публикацию, печать и копирование записанных носителей информации. В Киеве также расположен Институт транспорта нефти.

### Крупные предприятия
- Пивоваренный завод «Оболонь»[175]

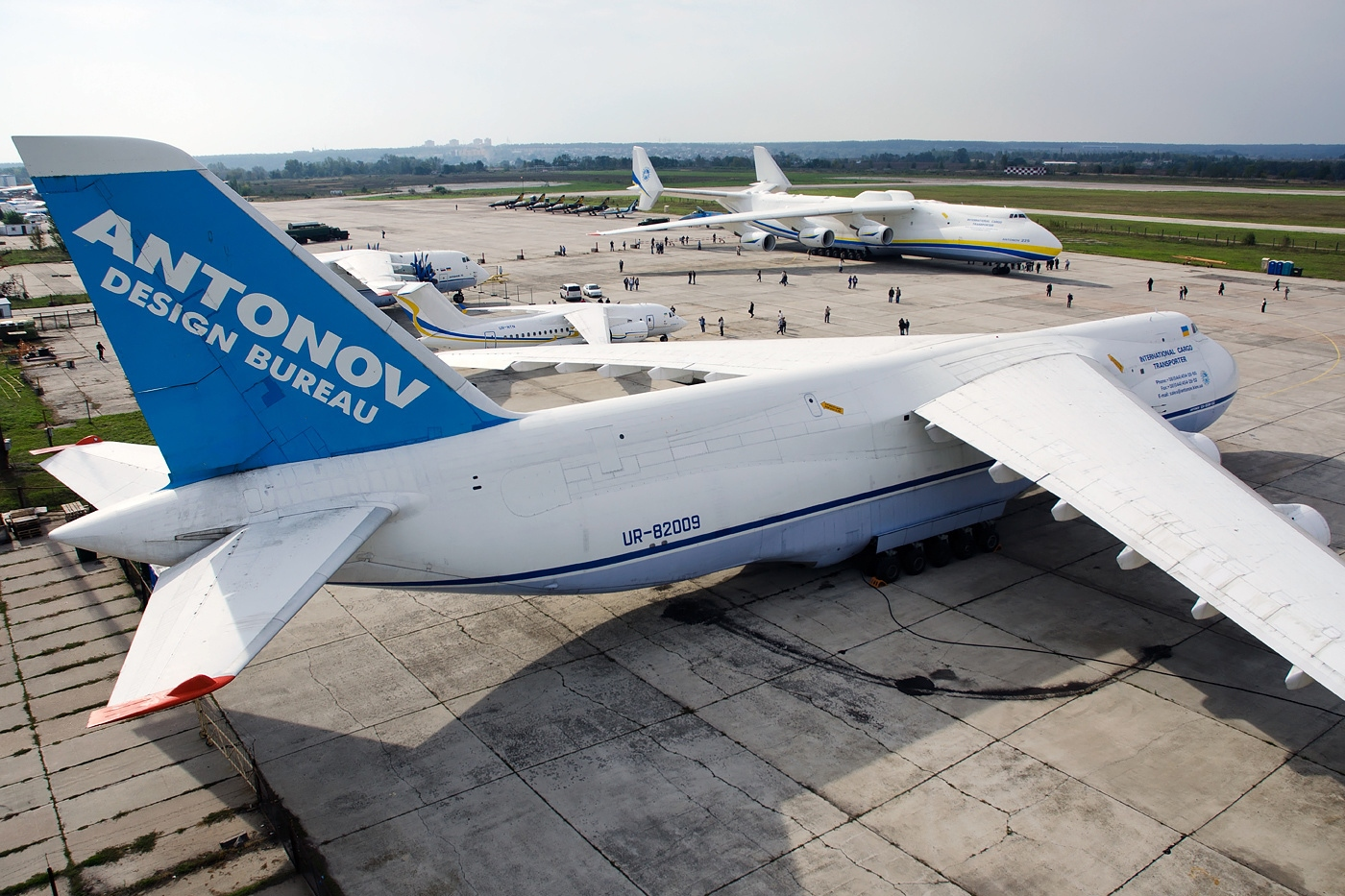
Ан-124 и Ан-225 (на заднем плане), разработанные в КБ Антонов

- Киевский судостроительно-судоремонтный завод[176]
- Киевский бронетанковый завод[177]
- ОАО «Завод „Маяк“»[178]
- Киевский завод «Большевик»[179]
- Киевский завод «Кузница на Рыбальском» (бывш. «Ленинская кузня»)[180]
- ООО ПТК «Агромат»[181]
- 410-й завод гражданской авиации[182]
- Завод «Арсенал»[183]
- КБ Антонов (Серийный завод «Антонов»)[184]

### Экономические показатели
| № | Показатель                    | Значение, 2018 год |
| - | ----------------------------- | ------------------ |
| 1 | Экспорт товаров               | 10 248,2 млн $     |
| 2 | Удельный вес в общеукраинском | 21,7 %             |
| 3 | Импорт товаров                | 23 536,6 млн $     |
| 4 | Удельный вес в общеукраинском | 41,2 %             |
| 5 | Сальдо экспорт — импорт       | −13 288,4 млн $    |
| 6 | Капитальные инвестиции        | 200 308,3 млн₴     |
| 7 | Средняя зарплата              | 13 542 ₴           |
| 8 | Средняя зарплата              | 497,9 $            |

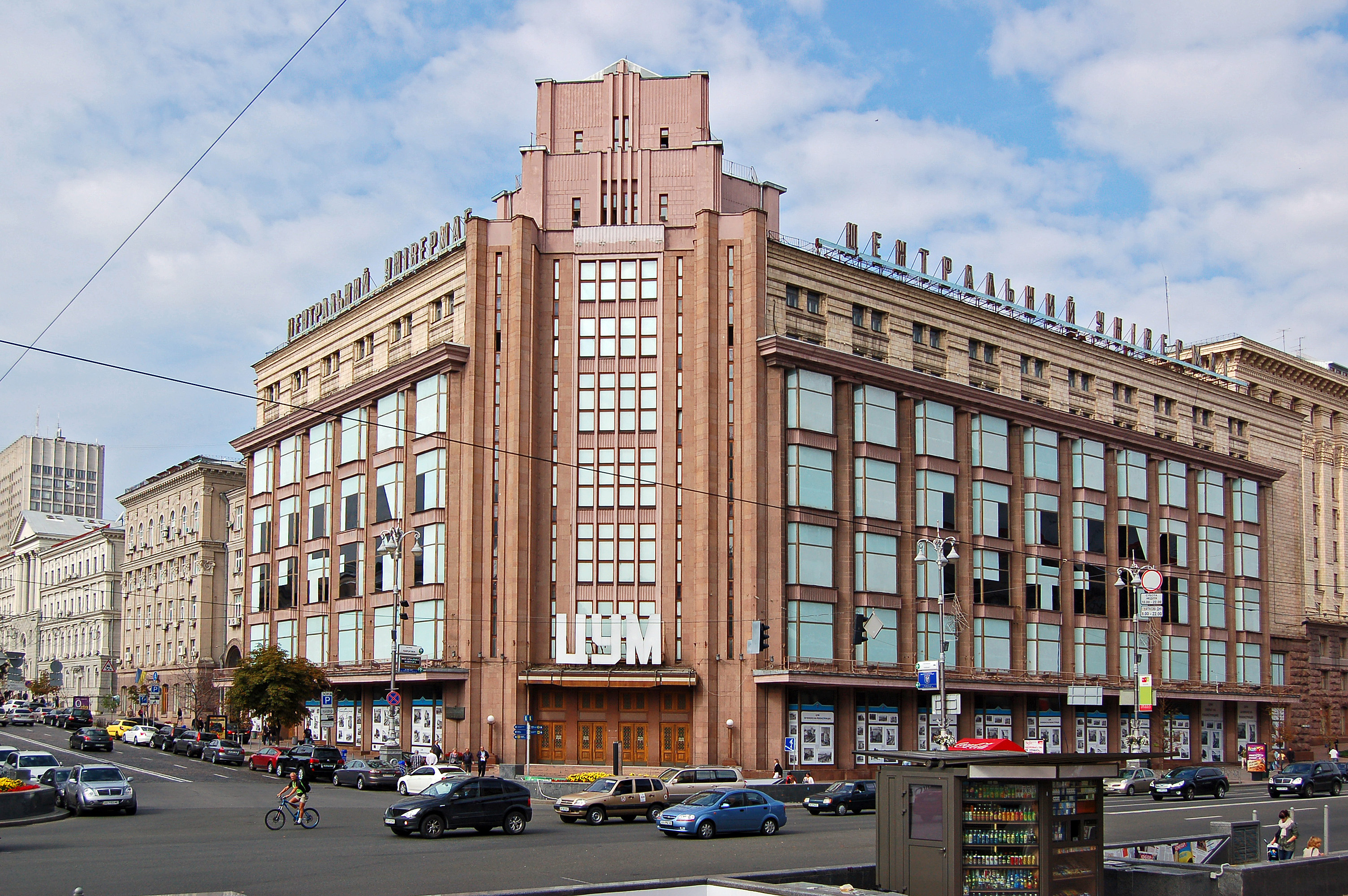
Киевский ЦУМ

По материалам Комитета статистики Украины и Главного управления статистики в г. Киеве.

## Транспорт
Киев — крупный транспортный узел (железные и шоссейные дороги, речной порт, аэропорты). С 1960 года действует метрополитен. Развиты автобусная, троллейбусная и трамвайные сети, работает фуникулёр.

### Междугородный и международный

#### Воздушный

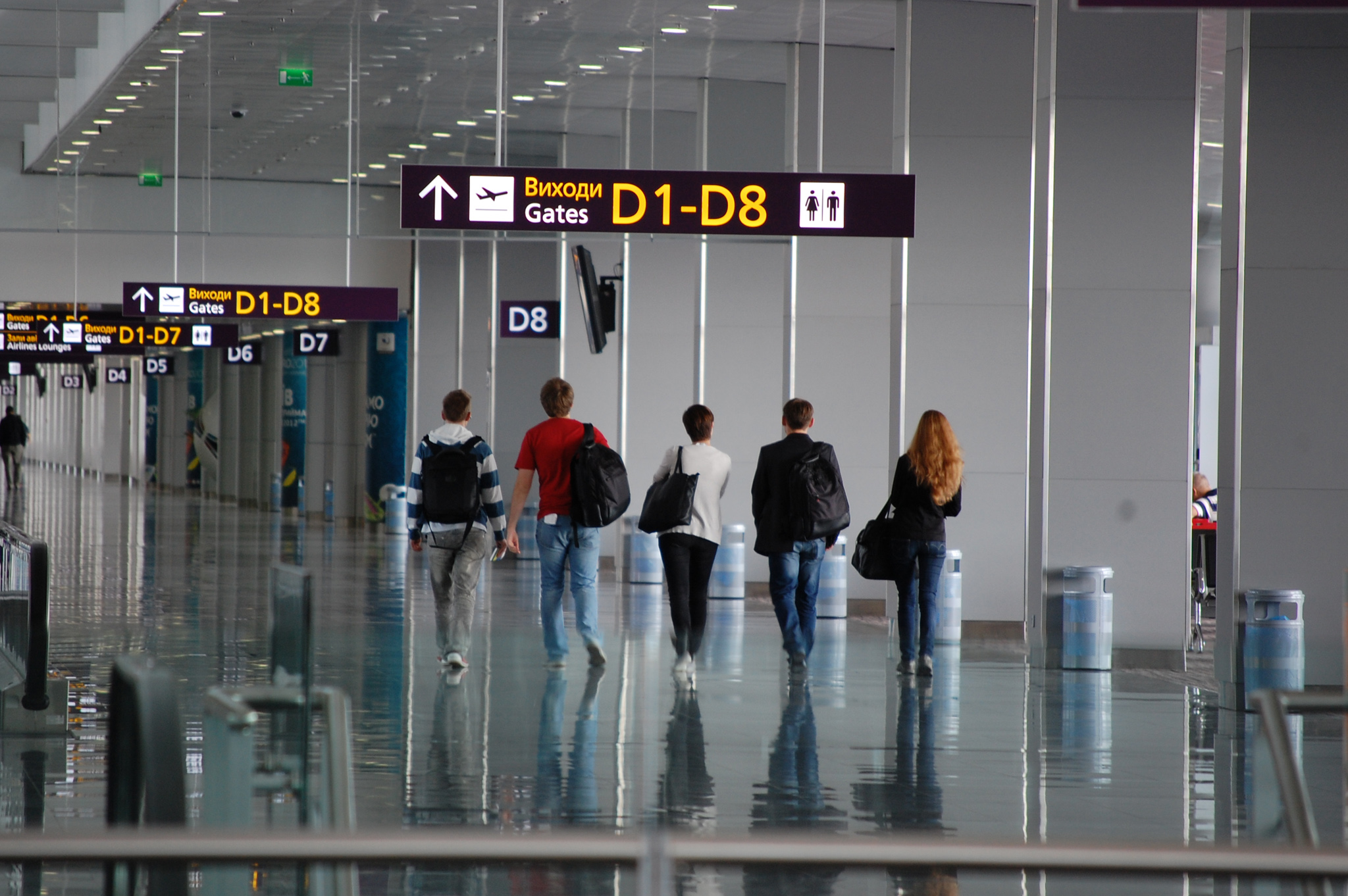
«Борисполь», терминал «D»

Первым крупным пассажирским аэропортом (а также военным аэродромом) Киева был Броварский, уничтоженный в 1941 году.
В настоящее время в Киеве существует три аэропорта:
- Международный аэропорт «Борисполь» (находится юго-восточнее Киева, в городе Борисполе Киевской области).
- Международный аэропорт «Киев» (Жуляны).
- Международный аэропорт «Антонов» (Гостомель).

В черте города расположен также экспериментальный аэродром Святошин (испытательный аэродром Киевского авиазавода «Авиант»). В окрестностях города также расположены военные аэродромы в городах Васильков, Узин, Белая Церковь. Неоднократно обсуждались планы использования аэродромов Васильков и Белая Церковь как пассажирских аэропортов. Рядом с городом располагается ряд небольших аэродромов: Чайка (бывшая база ДОСААФ, парашютная база, спортивная авиация), Бузовая (планерная база), Долина (спортивная авиация), Наливайковка (спортивная авиация), Бышев, Бородянка (парашютная база), Девички, Гоголев, Киев-Южный (Гребинки, сельхоз. авиация, парашютная база, вертолёты) и другие.
За 2017 год киевскими аэропортами воспользовалось более 11 млн пассажиров.

#### Железнодорожный

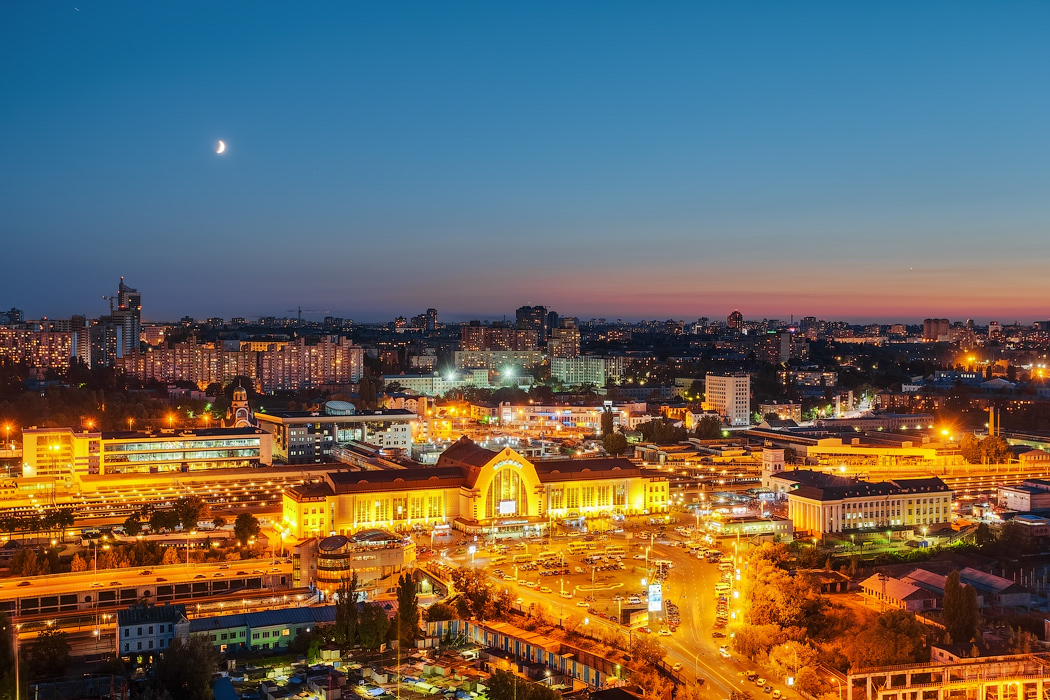
Вид на Киевский железнодорожный вокзал

Киев — крупный железнодорожный узел. В Киеве находится главное управление Юго-Западной железной дороги. Центральная железнодорожная станция — Киев-Пассажирский.
В Киеве сходится пять магистральных линий в направлениях Фастова, Коростеня, Нежина, Гребёнки, Мироновки. Также по Киеву проходит «Северное кольцо», которое проходит от ст. Борщаговка и ст. Святошин через ст. Почайна и Киев-Днепровский до ст. Дарница. Все магистральные линии электрифицированы. Существует ведомственная неэлектрифицированная железнодорожная ветка от ст. Почайна до Вышгорода. В 2011 по ней несколько раз в день курсировал пригородный дизель-поезд. Сейчас пассажирское сообщение на линии отсутствует из-за низкого пассажиропотока.
Железнодорожные вокзалы:
- Киев-Пассажирский (Включает в себя также Южный вокзал, Пригородный вокзал и Северные платформы)
- Киев-Товарный
- Караваевы Дачи
- Дарницкий железнодорожный вокзал
- Киев-Демеевский

#### Автомобильный
Киев — крупный узел автомобильных дорог Украины. Протяжённость автодорог в городе составляет свыше 1600 км, около 78 % из них по состоянию на 2018 год исчерпали свой срок эксплуатации.
Из Киева ведут несколько важных автомобильных шоссе:
- в Житомир, Ровно, Львов, Ужгород, Чоп и далее к венгерской границе — международная Автодорога М 06[укр.],
- в Ковель и далее к польской границе — международная Автодорога М 07[укр.],
- в Чернигов, Новые Ярыловичи и далее к белорусской границе — международная Автодорога М 01[укр.],
- в Сумы, Юнаковку и далее к российской границе — национальная Автодорога Н 07[укр.],
- в Харьков, Вишнёвое и далее к российской границе — международная Автодорога М 03[укр.],
  - в Борисполе, находящемся в 35 километрах от Киева, ответвляется национальная Автодорога Н 08[укр.], ведущая в Днепр, Запорожье, Мариуполь,
- в Знаменку — национальная Автодорога Н 01[укр.],
  - в Знаменке соединяется с международной Автодорогой М 30[укр.]
- в Одессу — международная Автодорога М 05[укр.]

Здание автовокзала на Демиевской площади функционирует с 1961 года.

#### Речной

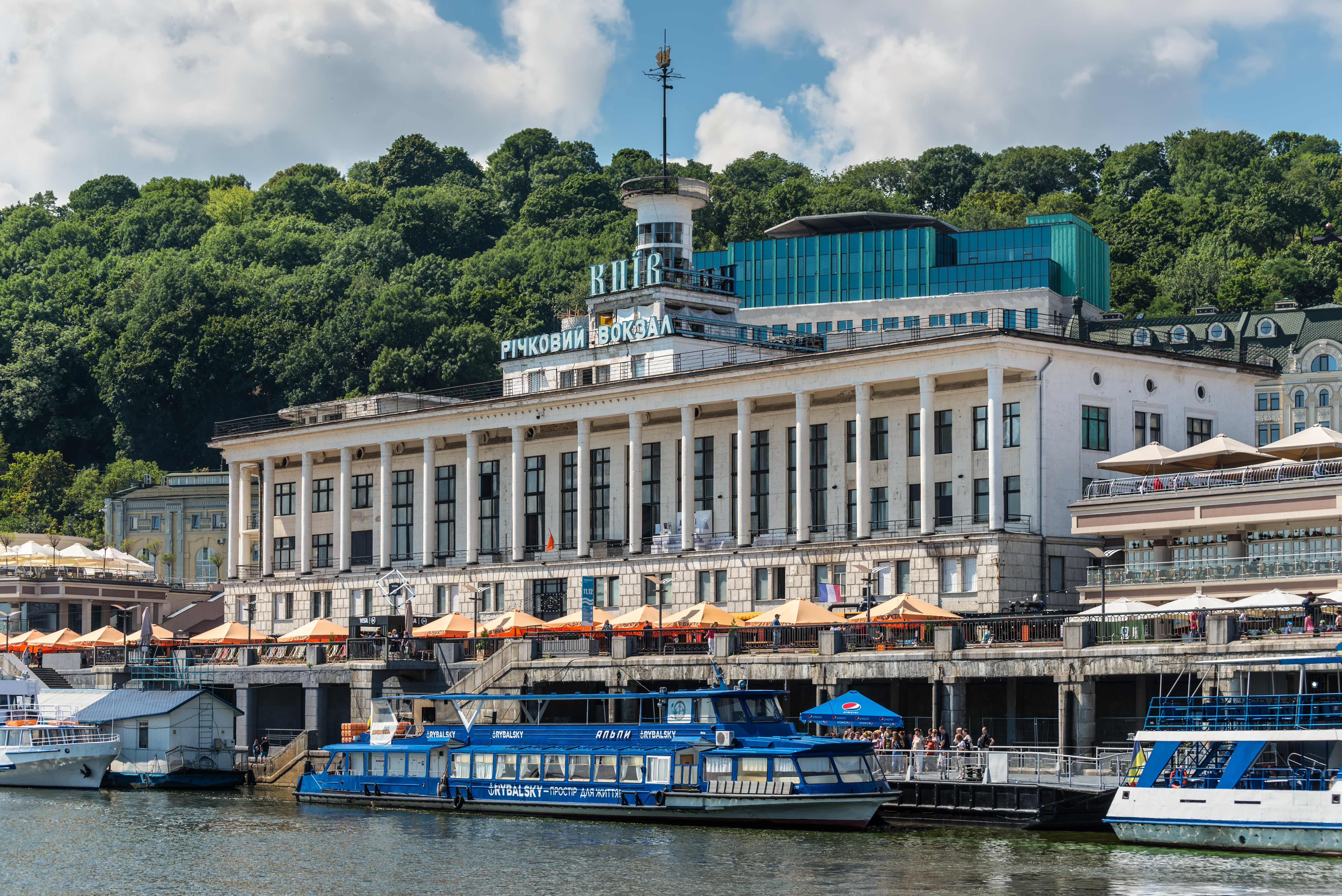
Вид на Киевский речной вокзал с реки

Киевской речной порт был построен в июле 1897 года. Причалы порта тянутся от Гавани до станции метро «Днепр». Грузовые перевозки по Днепру осуществляла судоходная компания «Укрречфлот». Днепр и сейчас используется для транспортировки крупногабаритных грузов.
Здание речного вокзала на Почтовой площади было построено в 1961 году. В советское время регулярные пассажирские перевозки были нерентабельны, но дотировались государством, и речные теплоходы курсировали из Киева вверх и вниз по реке.
После приватизации «Укрречфлота», состоявшейся 11 ноября 1992 года, объём пассажирских перевозок стал падать. Одновременно с этим пассажирские корабли и суда распродавались за рубеж, шли на металлолом. В конечном итоге это привело к закрытию регулярных пассажирских линий. На сегодняшний день в Киеве работают только круизные теплоходы.

### Городской

#### Метро

Схема линий Киевского метрополитена, 2024 год

Строительство метрополитена в Киеве начато в 1949 году, первый участок открыт 6 ноября 1960 года. На сегодня действуют три линии (Святошинско-Броварская, Оболонско-Теремковская, Сырецко-Печерская) общей протяжённостью 67,6 км с 52 станциями. Ежедневно метрополитен перевозит около 1,439 млн пассажиров (по сост. на 2012 г.). Станции метрополитена первой очереди являются памятниками архитектуры. В 2012 году станция «Золотые ворота» вошла в список из 22 самых красивых станций метрополитена Европы (по версии Daily Telegraph).
В 2010—2013 годах открыто шесть станций на Оболонско-Теремковской линии — «Демиевская», «Голосеевская», «Васильковская», «Выставочный центр», «Ипподром» и «Теремки».
Строится мостовой переход через р. Днепр и Десёнка на будущей четвёртой линии — Подольско-Вигуровской и продолжение Сырецко-Печерской линии на северо-запад города с двумя станциями — «Мостицкая» и «Проспект Правды», проектируется пятая — Вышгородско-Дарницкая линия.

#### Трамвай

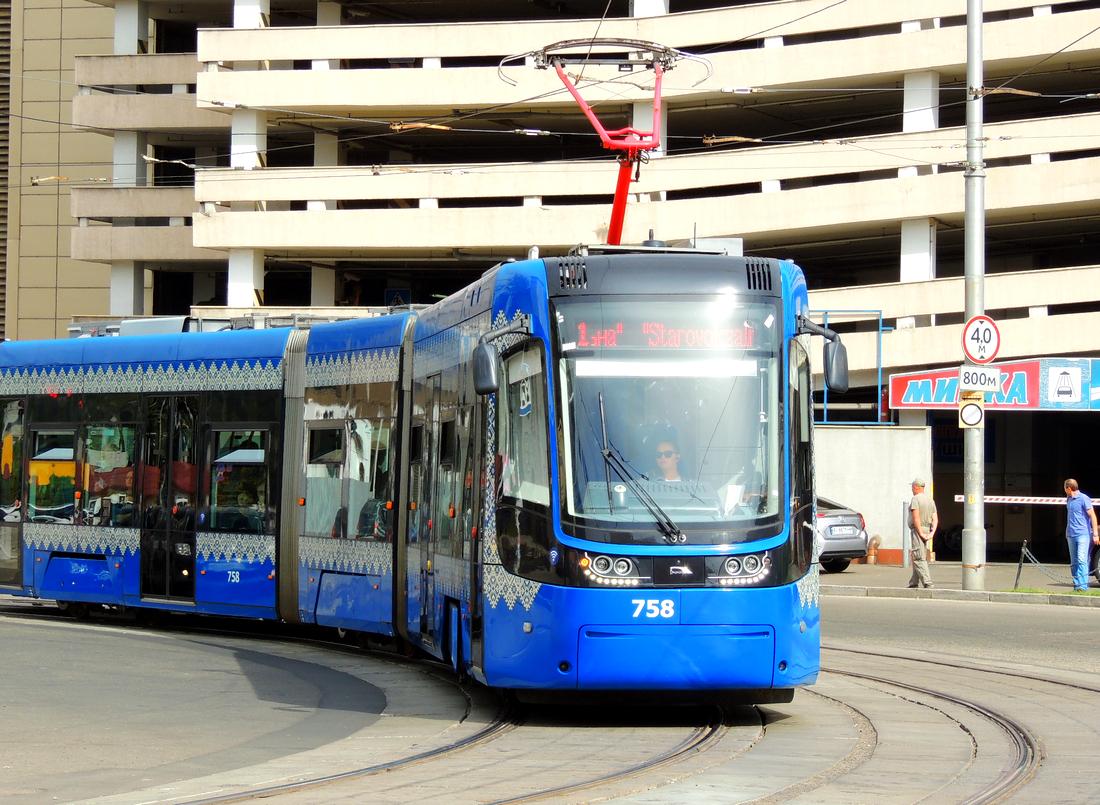
Трамвай Pesa Twist

Киев — первый город Российской империи, в котором появился электрический трамвай. Первая линия длиной 1,5 км была открыта 1 (13) июня 1892 года по Александровскому спуску (теперь — Владимирский спуск) и Александровской улице (улица Сагайдачного). 30 декабря 1978 года в Киеве открыли первую в СССР линию скоростного трамвая от площади Победы до жилого массива Борщаговка, построенную по инициативе Владимира Веклича и Василия Дьяконова.
1990 год стал кульминационным в развитии трамвайной сети — общая протяжённость линий составила 275,9 км, производственная база составляла 904 пассажирских трамвайных вагона, годовой объём перевозок достиг 438 000 000 человек. С середины 1990-х годов трамвайное хозяйство постепенно приходит в упадок, на 2005 год соответствующие показатели уменьшились до 258,3 км и 509 трамвайных вагонов, годовой объём перевозок составил около 175 600 000. После реконструкции моста Патона в 2004 году трамвайная сеть города была разорвана на две отдельные части — левобережную и правобережную.
Также в городе существует система скоростного трамвая.

#### Троллейбус

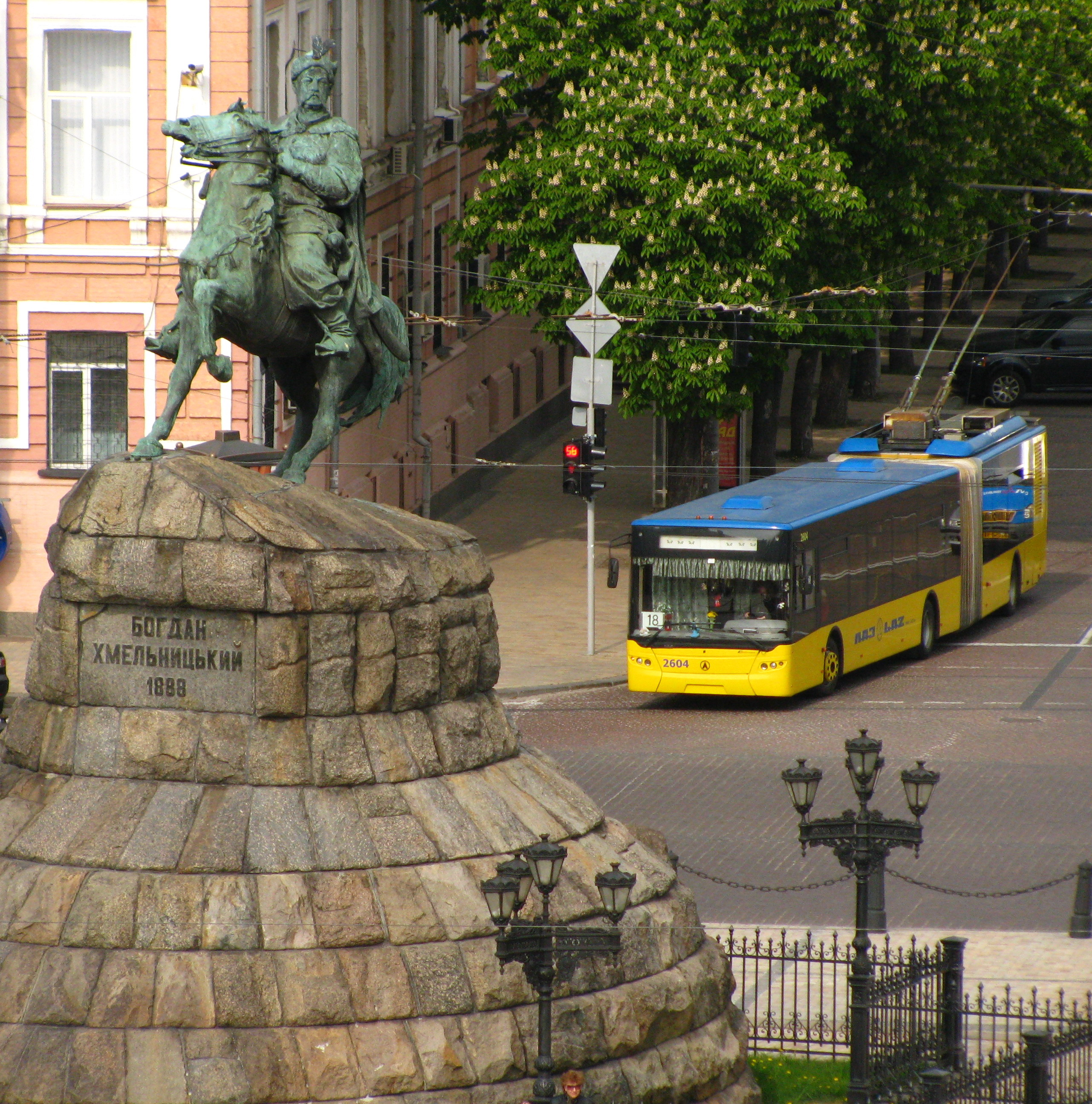
ElectroLAZ-20 на Софиевской площади проезжает памятник Богдану Хмельницкому

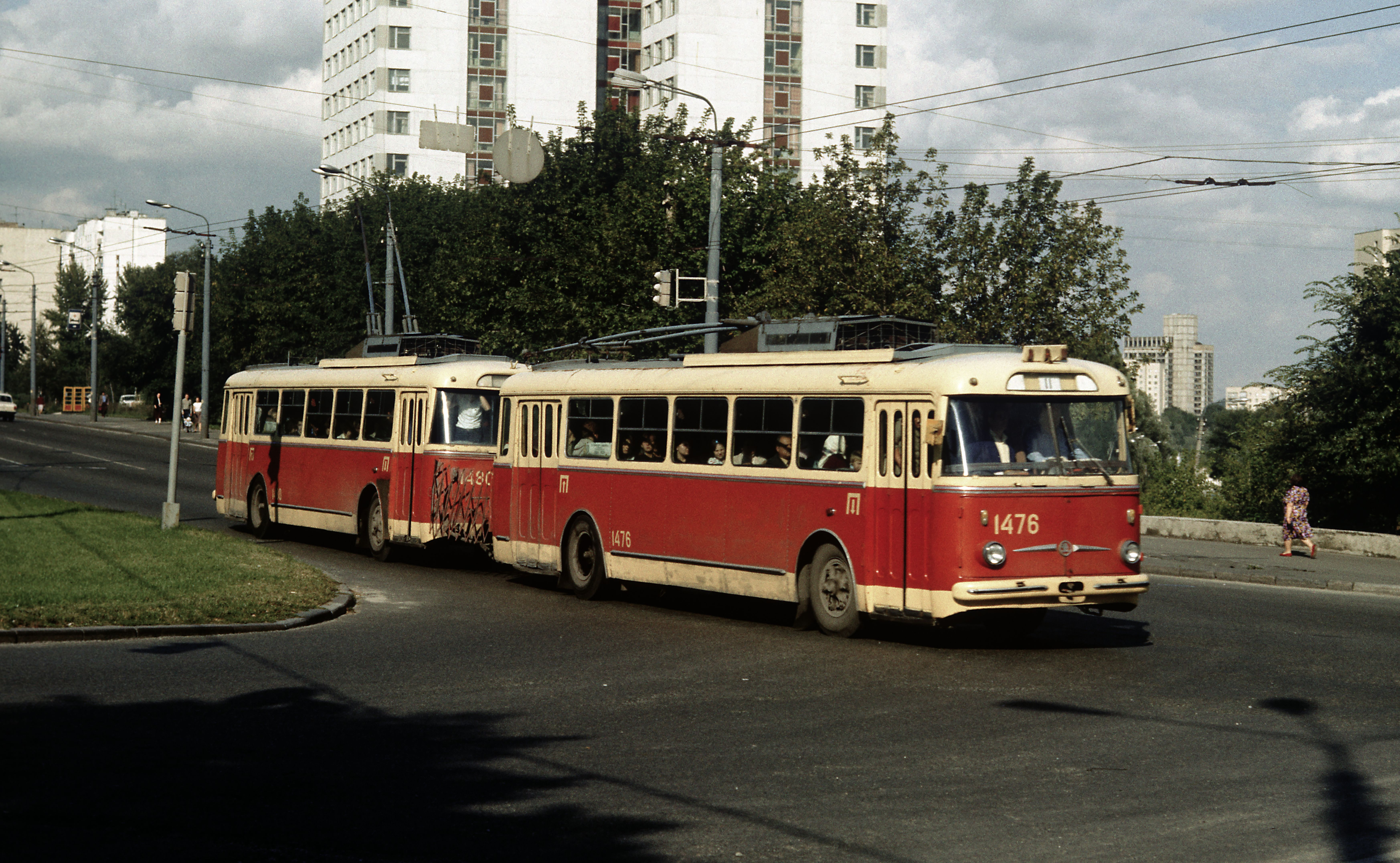
Поезд из двух троллейбусов Škoda 9Tr, соединённых по системе Владимира Веклича в Киеве (1986 год)

Работы по организации троллейбусного движения в Киеве были начаты в 1934 году с возвратом Киеву статуса столицы. Первой троллейбусной трассой стала Красноармейская ул. (укр. Червоноармійська).
12 июня 1966 года киевский изобретатель Владимир Веклич создал первый в мировой практике троллейбусный поезд. К 1983 году в 296 троллейбусных поездах по системе Владимира Веклича работали более половины парка киевских троллейбусов, что позволило высвободить более 800 водителей. Успешный опыт киевлян был перенят более чем в 20 городах бывшего СССР.
Сегодня подвижной состав представлен в основном машинами К12, ЮМЗ, ЛАЗ Е183 и 301, МАЗ-103Т и Богдан.
На 2000 год в Киеве функционирует 35 троллейбусных маршрутов. Общая протяжённость троллейбусных линий составляет 324,9 км, парк состоит из 640 машин. С мая 2006 года количество троллейбусных маршрутов достигло 44. На декабрь 2010 года функционирует 37 маршрутов. Работает 4 троллейбусных депо.

#### Автобус
Впервые запустить регулярное автобусное движение в Киеве пытались ещё в 1913 году. Фактически полноценная работа автобуса началась 1925 году. Тогда на единственном маршруте работало 2 автобуса. Теперь в Киеве действует около 90 муниципальных автобусных маршрутов. Количество автобусов превышает 700 единиц. Функционирует 8 автобусных парков.

#### Речной трамвай
В 2009 году был запущен забытый для Киева вид общественного транспорта — так называемый «речной трамвай», для сообщения между правым и левым берегами Киева. Трамвай курсирует только в тёплое время года.

#### Фуникулёр

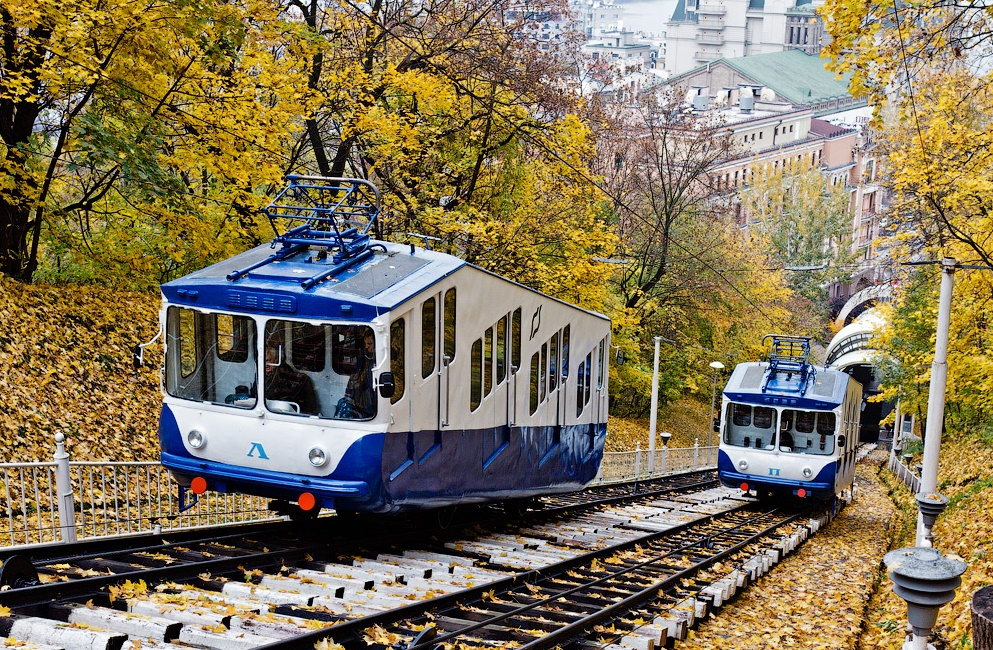
Киевский фуникулёр

Фуникулёр был построен как эффективный способ сократить путь с Верхнего города на Подол. Он введён в эксплуатацию в мае 1905 года. Длина его пути составила 193 м. Он был реконструирован в 1928 (удлинён на 41 м), 1958 и 1984 годах.

#### Городская электричка
В 2009 году запущена первая очередь городской электрички, с 4 октября 2011 года поезда курсируют по кольцевой железной дороге.

#### Маршрутное такси
В Киеве параллельно большинству линий муниципального транспорта действуют линии маршрутного такси. Также линии маршрутного такси связывают город с пригородами. Линии маршрутного такси обслуживаются частными компаниями-автоперевозчиками и коммунальными АТП.
Исходя из большой населённости города и наличия автотранспорта у жителей столице, тем самым в сфере обслуживания в Киеве находится большое количество автосервисов по обслуживанию и ремонту автомобилей. По состоянию на 2019 год в Киеве около 1100 автосервисов:
- 223 АЗС;
- 208 СТО;
- 128 автомойки;
- 87 ЭкоАЗС;
- 141 шиномонтаж;
- 78 автомобильных салонов.

### Мосты через Днепр

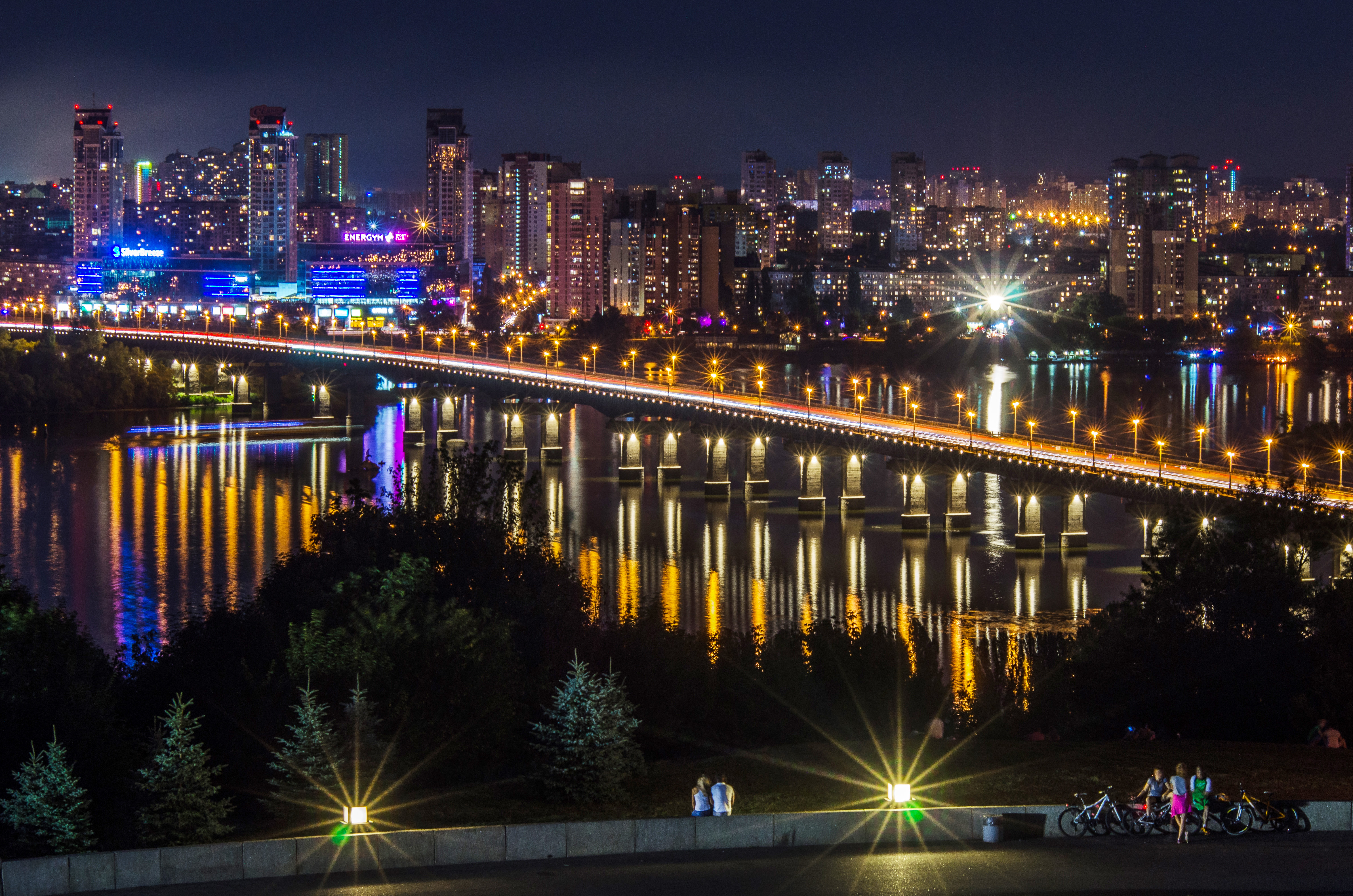
Мост Патона

Первый капитальный мост через Днепр построен в 1853 году — так называемый Цепной мост. В 1870 году под руководством военного инженера Аманда Струве построено металлический железнодорожный мост в Дарнице, второй железнодорожный мост — Рыбальский — построен в 1917 году, однако вскоре он был разрушен (возобновлён в 1929 году). В районе нынешнего моста Патона существовал Наводницкий мост понтонной конструкции, который дал название улицам Старонаводницкой и Новонаводницкий. В 1914 году на его месте построили стационарный деревянный мост, разрушенный в 1920 году. Он был восстановлен в 1921 году и просуществовал до 1935 года, когда был заменён другим деревянным мостом. Во время Второй мировой войны все мосты через реку Днепр были разрушены. После освобождения Киева (6 ноября 1943 года) построены временные деревянные мосты.
Сегодня берега Днепра в пределах города соединяют 9 мостов, из них 5 автомобильные — Северный, мост Метро, мост Патона, Южный и Подольский, два железнодорожных — Дарницкий и Рыбальский, один железнодорожно-автомобильный — Кирпы, а также пешеходный мост.

## Жилые массивы и другие местности

### Переименование улиц
В Киеве 79 бульваров, улиц, площадей и переулков получили новые названия в рамках выполнения закона о декоммунизации (11 марта 2016 года соответствующий документ опубликован на сайте Киевской городской государственной администрации).

## Экология

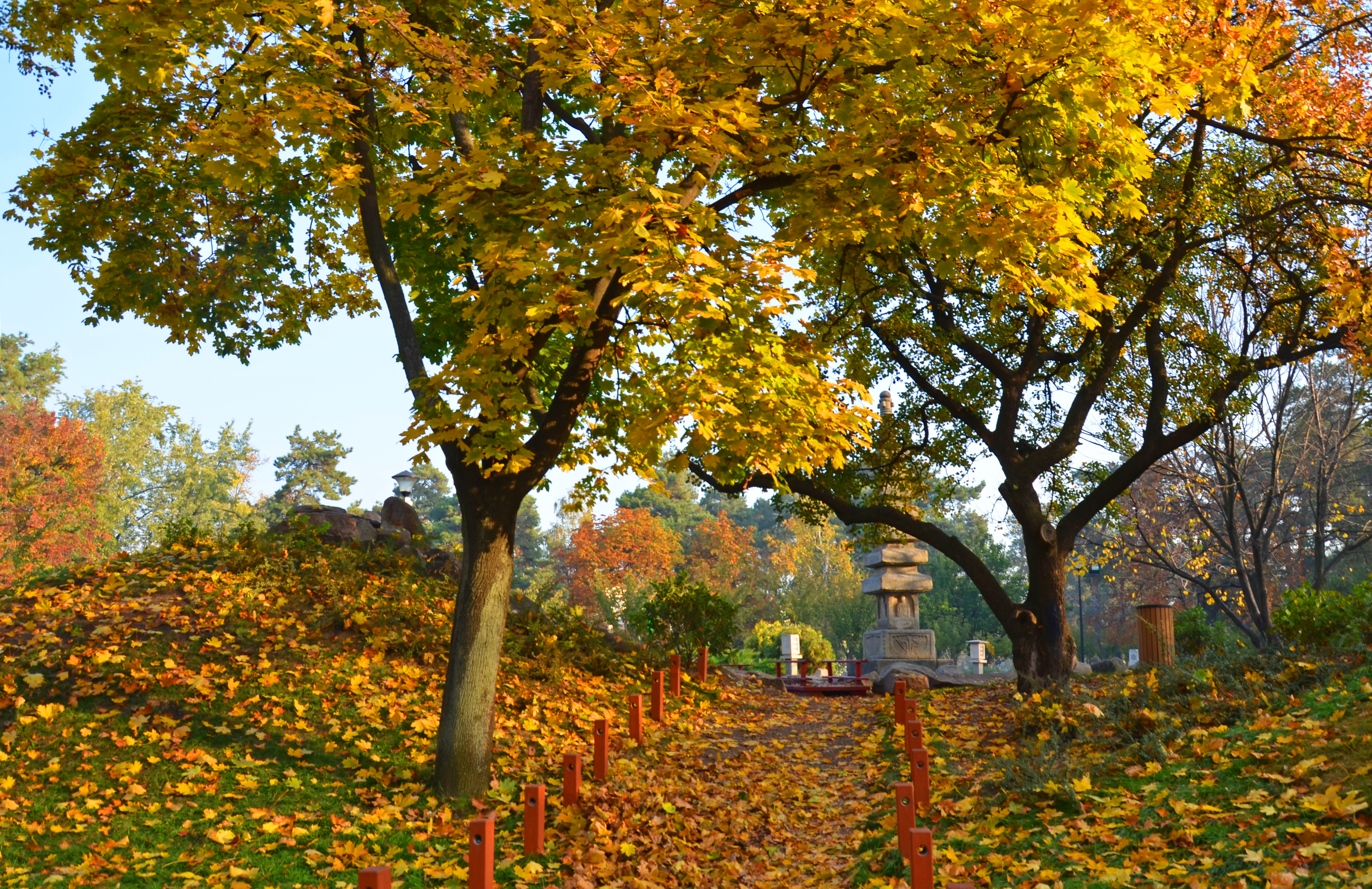
Парк «Киото»

Киев имеет репутацию одной из наиболее зелёных столиц Европы. Тем не менее, в последние годы в Киеве, как и во всех крупных городах, всё большую актуальность приобретает загрязнение воздуха выхлопными газами автомобилей. Основным загрязнителем воздуха в Киеве является автотранспорт: он даёт 83,4 % всех вредных выбросов в атмосферу.
Также крупными загрязнителями в Киеве являются угольная Дарницкая ТЭЦ и коммунальное предприятие «Киевводоканал». По данным Государственного агентства водных ресурсов Украины, «Киевводоканал» является крупнейшим на Украине загрязнителем воды, сбрасывая в водные объекты сотни миллионов кубометров недостаточно очищенных сточных вод.
Несколько сотен вековых и выдающихся деревьев Киева является ботаническими памятниками природы.

## Культура и отдых
В Киеве 27 музеев, 25 театров и театров-студий (например, Национальный академический театр оперы и балета Украины имени Т. Шевченко, Киевский муниципальный академический театр оперы и балета для детей и юношества, Национальный академический драматический театр им. Ивана Франко, Национальный академический театр русской драмы имени Леси Украинки, Театр «ПоэТ», Театр на Подоле, Киевский академический Молодой театр, Киевский национальный академический театр оперетты, Киевский государственный академический театр кукол, Киевский муниципальный академический театр кукол, Киевский государственный академический театр драмы и комедии на левом берегу, Киевский театр эстрады, театр «Серебряный остров»).
В Киеве существует один из самых больших на территории Восточной Европы планетариев.

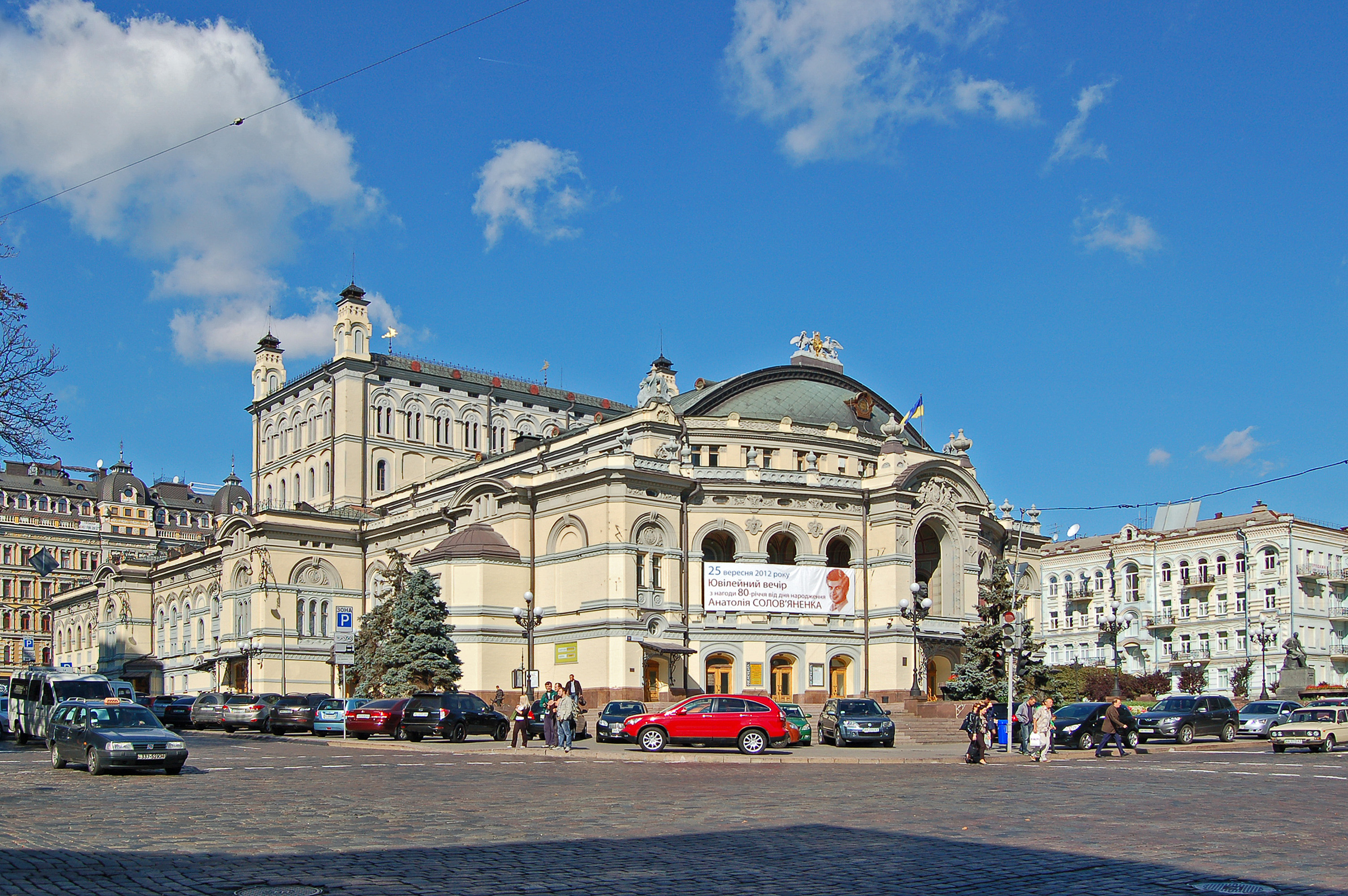
Театр оперы и балета
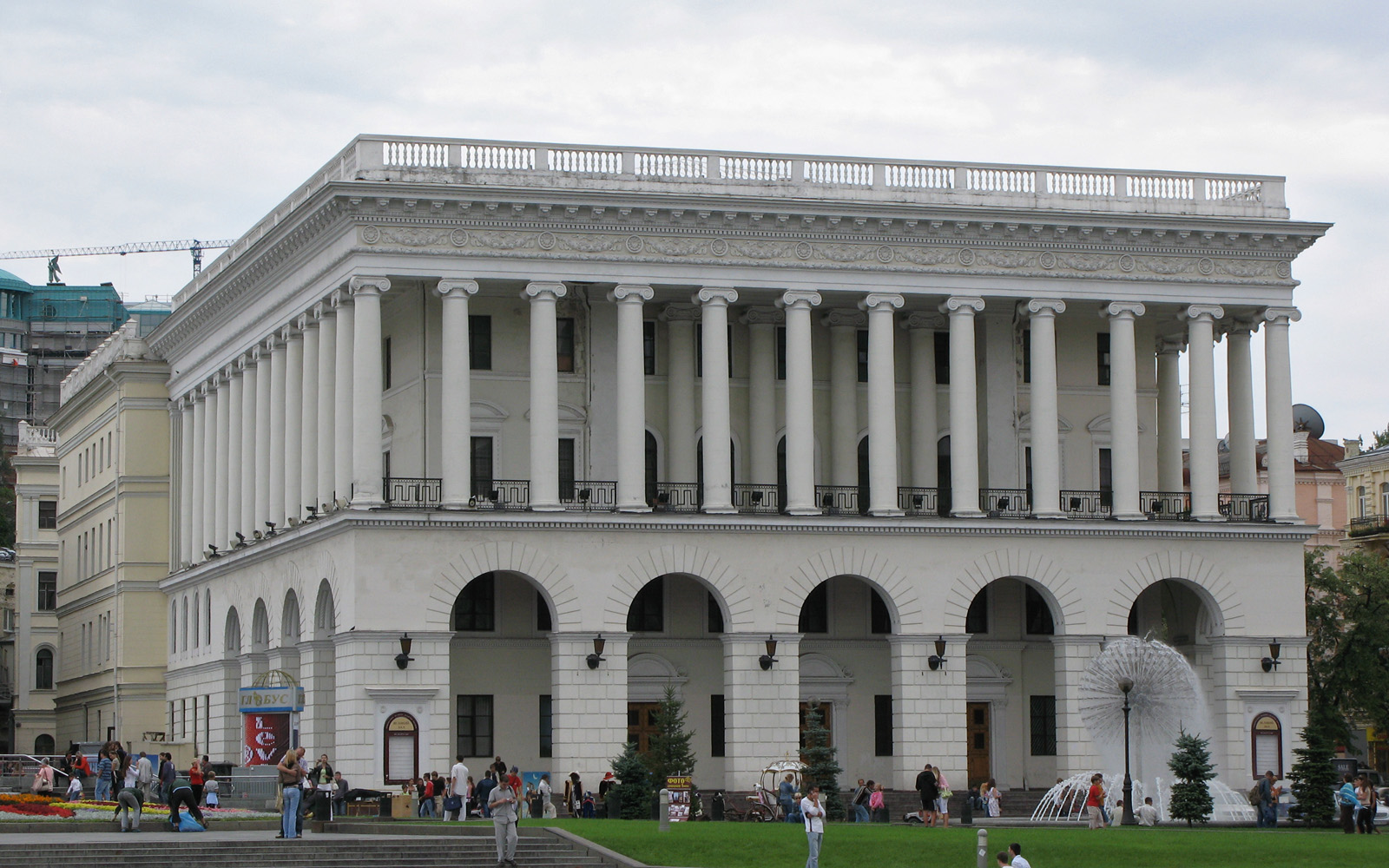
Киевская консерватория
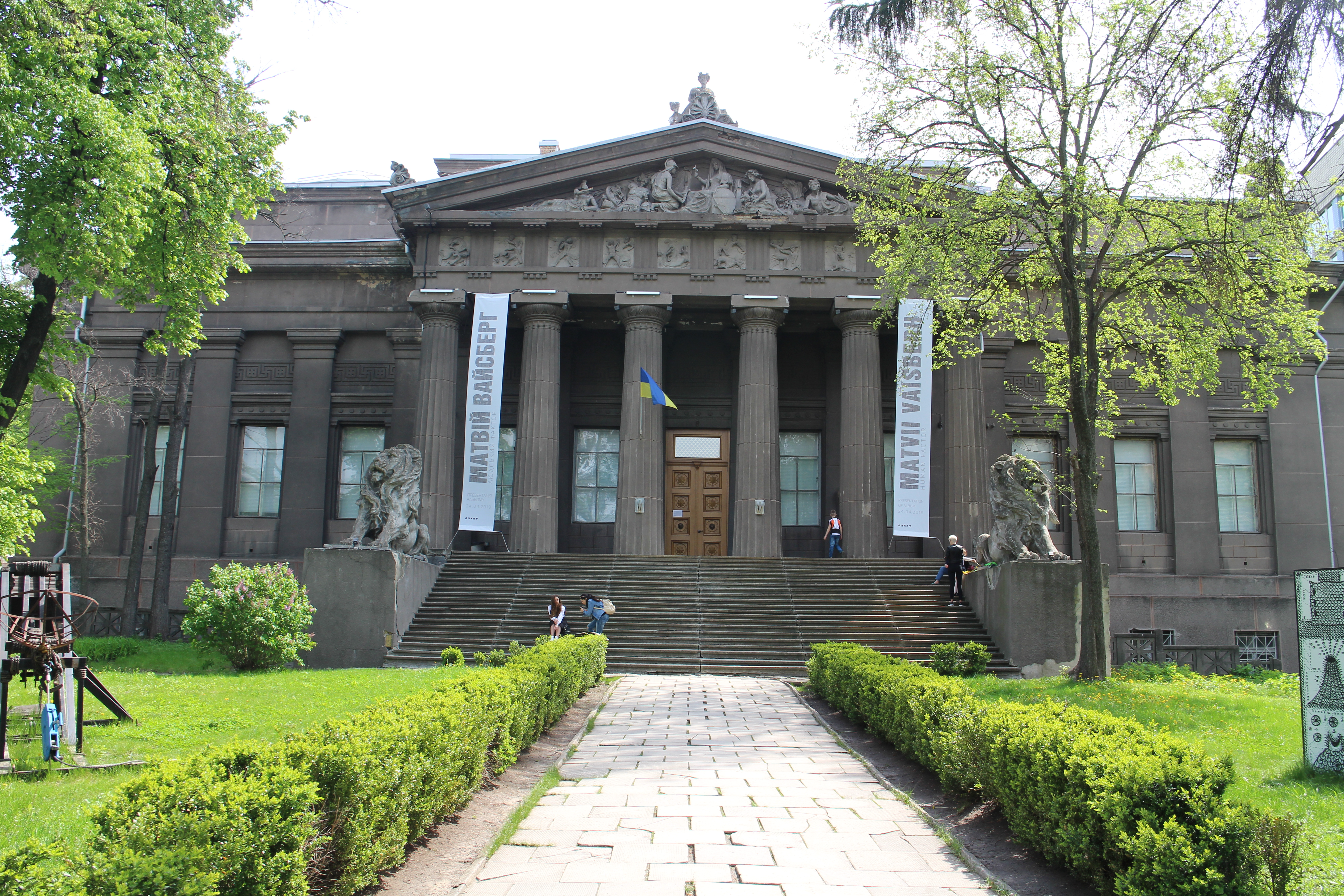
Национальный художественный музей
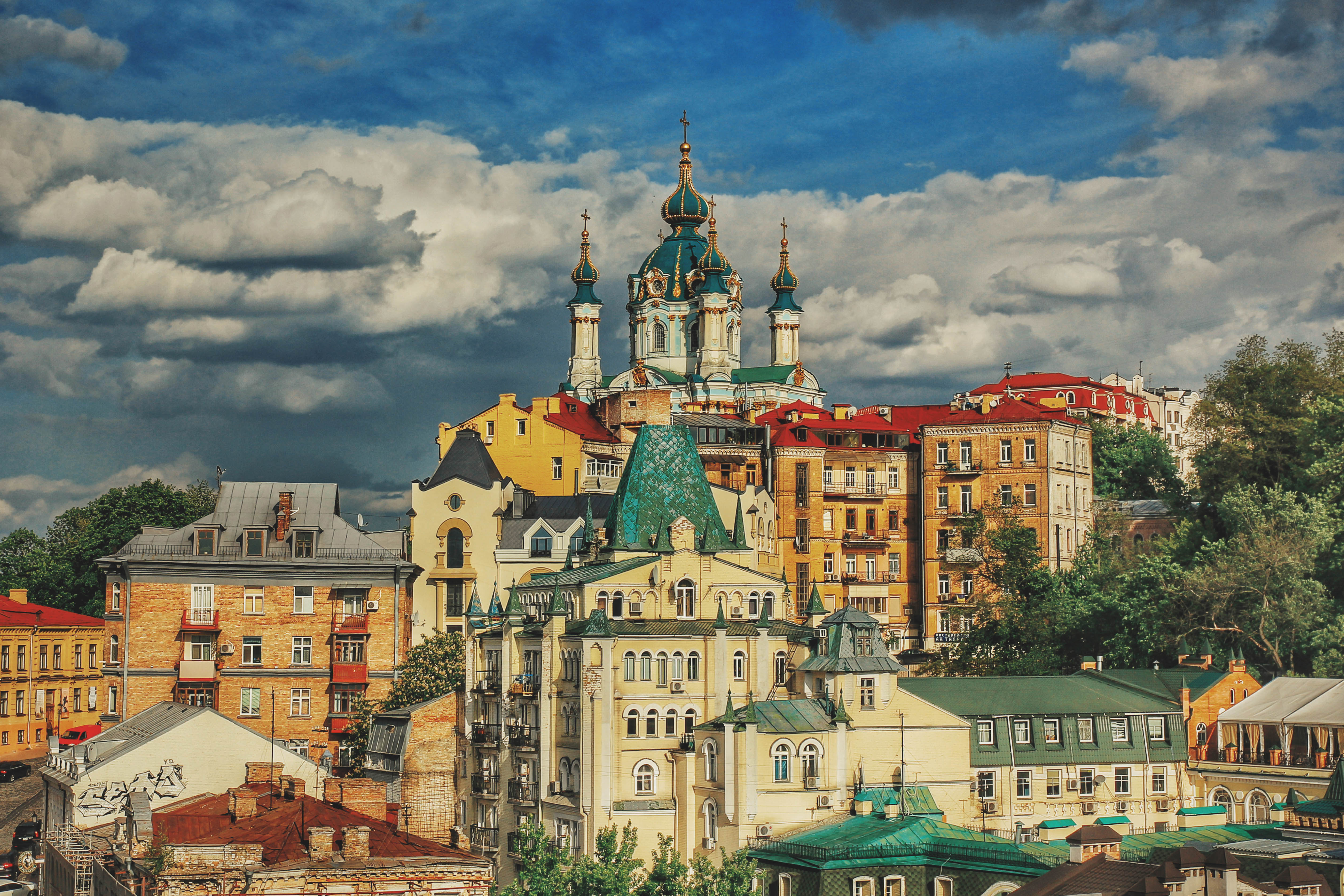
Андреевский спуск
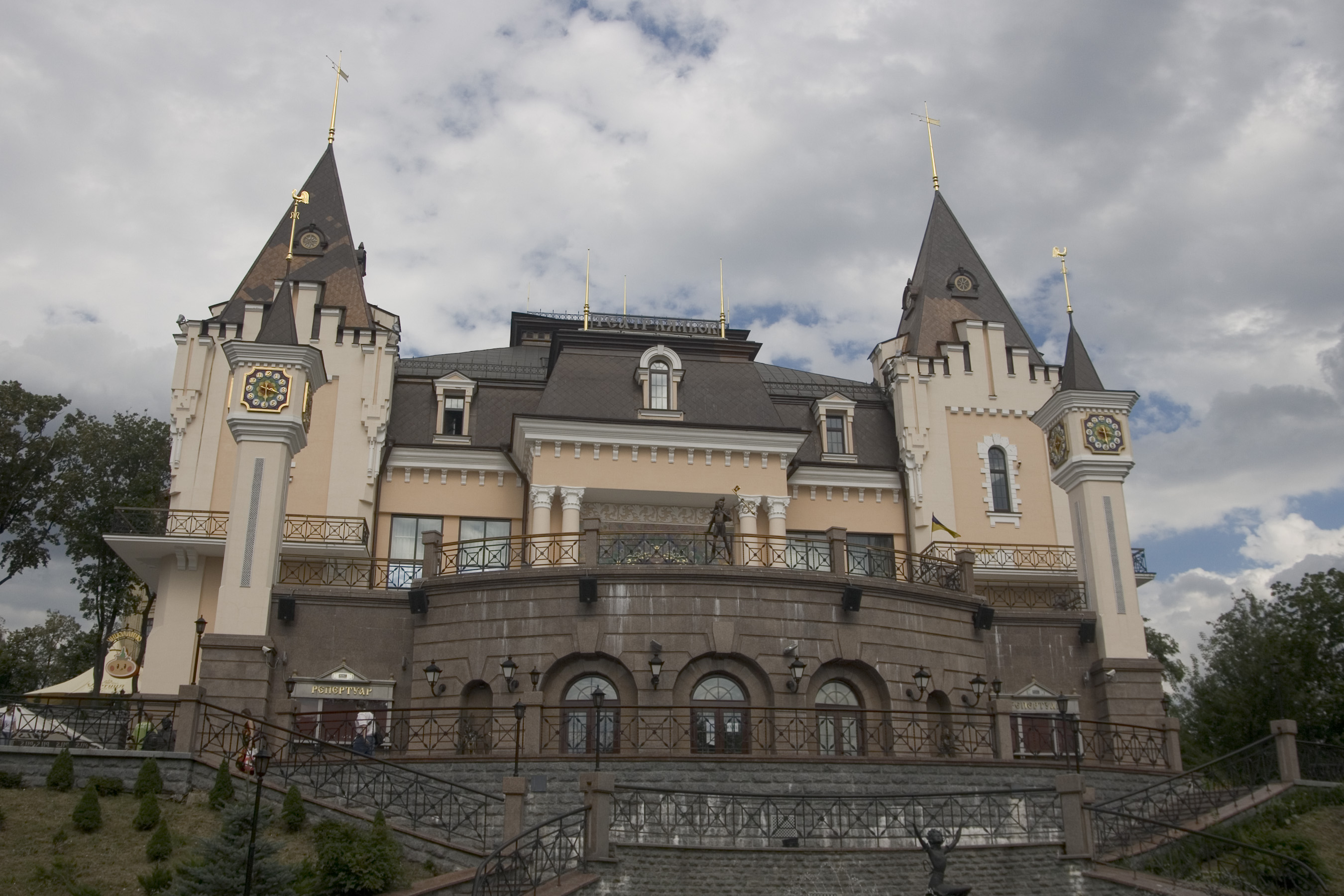
Киевский государственный академический театр

Киев богат памятниками культуры и искусства. Важнейшие из них: Золотые ворота, Софийский собор (XI в.), Выдубицкий монастырь (XI в.), комплекс сооружений Киево-Печерской лавры (XI—XVIII вв.), Михайловский Златоверхий монастырь, Флоровский монастырь (нач. XVI в.), Церковь Спаса на Берестове (XII в.), барочные Воскресенская, Андреевская, Покровская, Троицкая церкви, расписанный Виктором Васнецовым, Михаилом Нестеровым и др. Владимирский собор (XIX в.), отреставрированная/расписанная Михаилом Врубелем Кирилловская церковь (XII в.), Кловский и Мариинский дворцы.
Леса, парки и сады составляют больше половины его площади. На территории города находятся два ботанических сада.
Киев справедливо называют одним из самых зелёных городов мира (а некогда он считался самым зелёным). Знаменитые киевские каштаны, которые роскошно цветут в мае, а иногда и два раза в год — весной и осенью, стали одним из символов города.

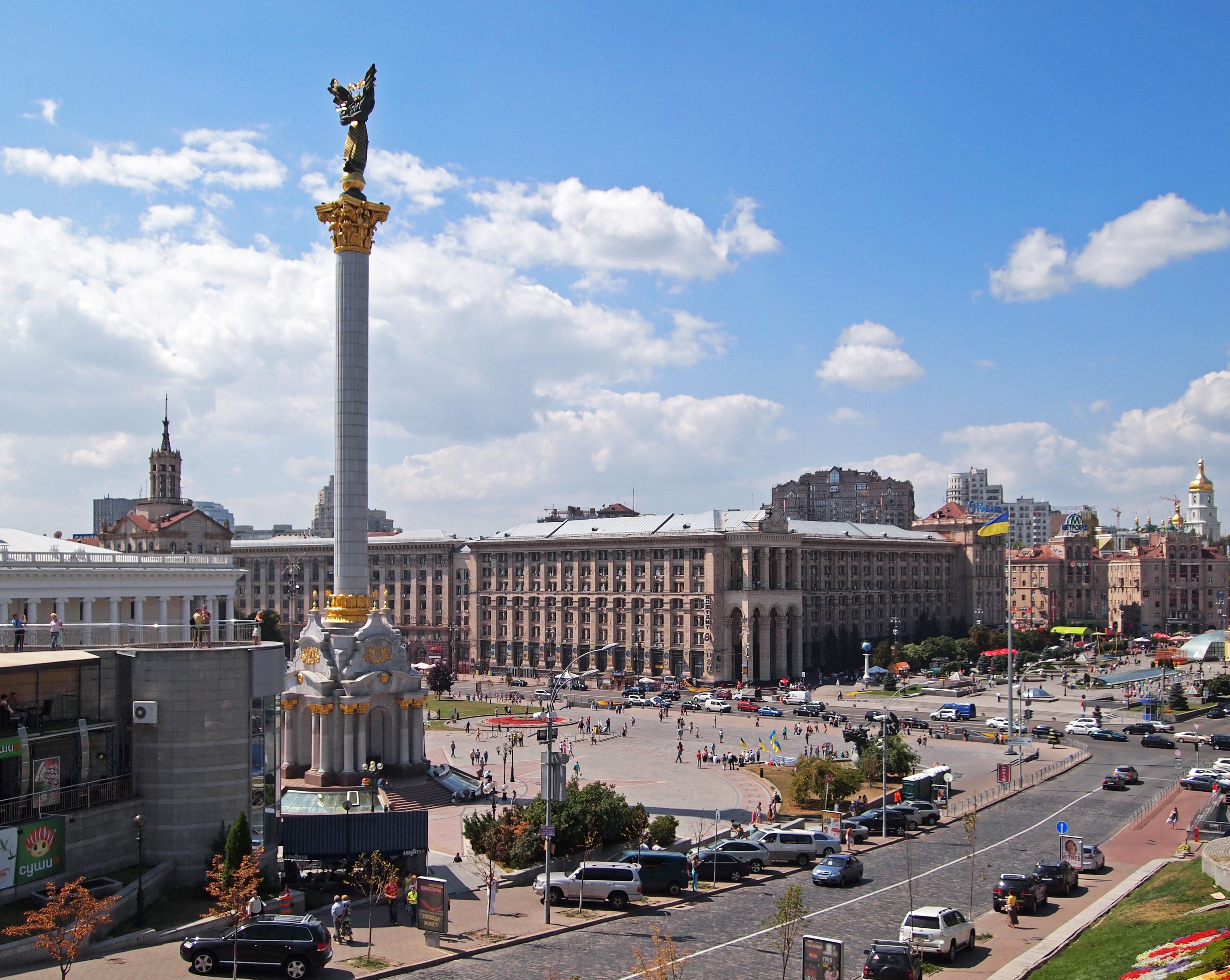
Монумент Независимости
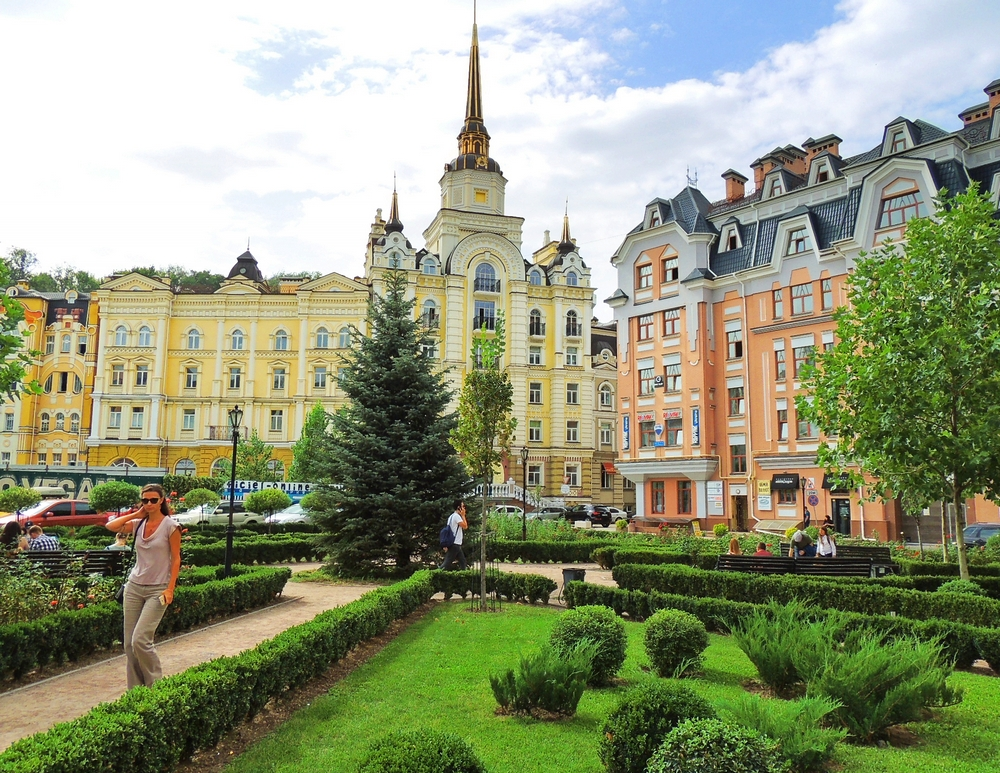
Воздвиженка
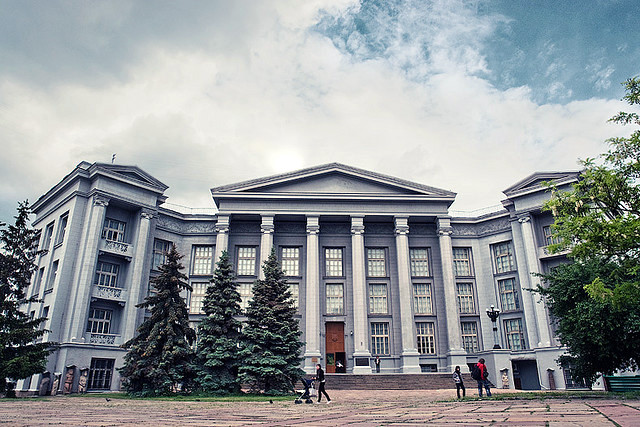
Национальный музей истории Украины
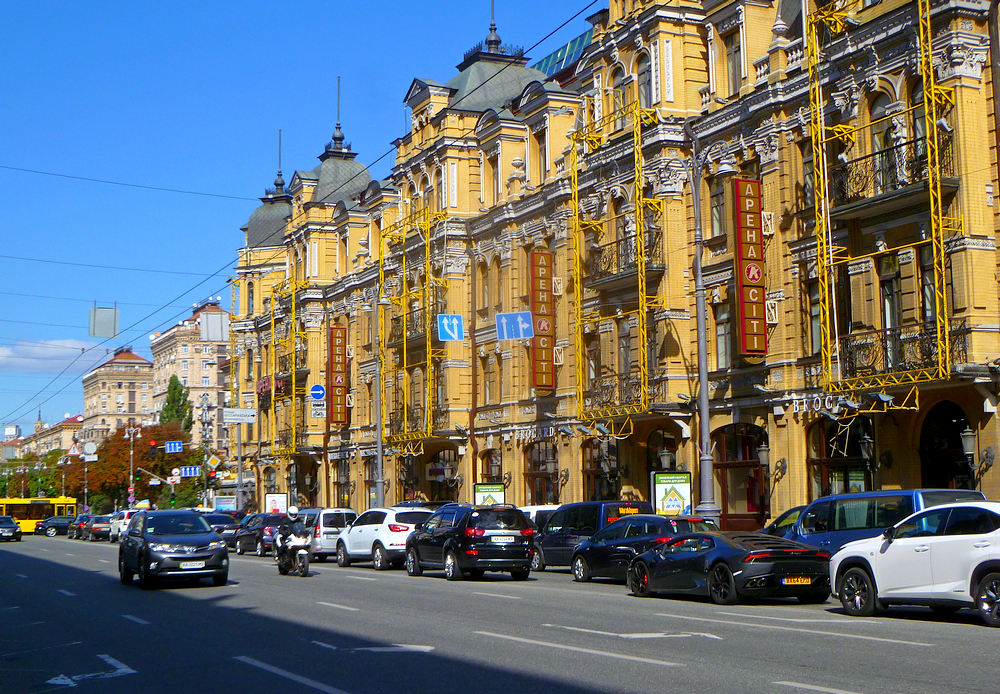
Крещатик
Музей истории Украины во Второй мировой войне и Родина-мать

Город также является местом проведения Киевского международного кинофестиваля «Молодость», Международного фестиваля Каштановый дом, Международного фестиваля «Поэтическая Лига», Киевского международного кинофестиваля и кинофестиваля «Стожары».

### Памятники архитектуры
- Софийский собор (1011—1037)
- Михайловский собор Выдубицкого монастыря (1070—1088)
- Кирилловская церковь (XII в.)
- Троицкая надвратная церковь Киево-Печерской лавры (1106)
- Церковь Спаса-на-Берестове (XII в.)
- Поварня Гулевичивны (строение Киево-Братского коллегиума) (1590—1615)
- Киевский оперный театр (1897—1901) — архитектор И. В. Штром[214]
- Старая биржа (1873)
- Центральный музей Вооружённых Сил Украины (1931) — архитектор И. Ю. Каракис
- Владимирский собор — архитекторы И. В. Штром и А. В. Беретти
- Национальный исторический музей Украины (1939) — архитектор И. Ю. Каракис
- Национальный банк Украины (1902—1905) — архитекторы Александр Кобелев и Александр Вербицкий
- «Дом с химерами» — архитектор В. В. Городецкий
- Администрация Президента Украины
- Жилой дом на ул. Крещатик, 25 (1954) — архитектор Анатолий Добровольский
- Национальный академический драматический театр имени Ивана Франко
- Детское дошкольное заведение № 1, так называемый «Дворец детского счастья» (1939) — И. Ю. Каракис

В Киеве также находятся самое высокое решётчатое сооружение и самая глубокая станция метро в мире.

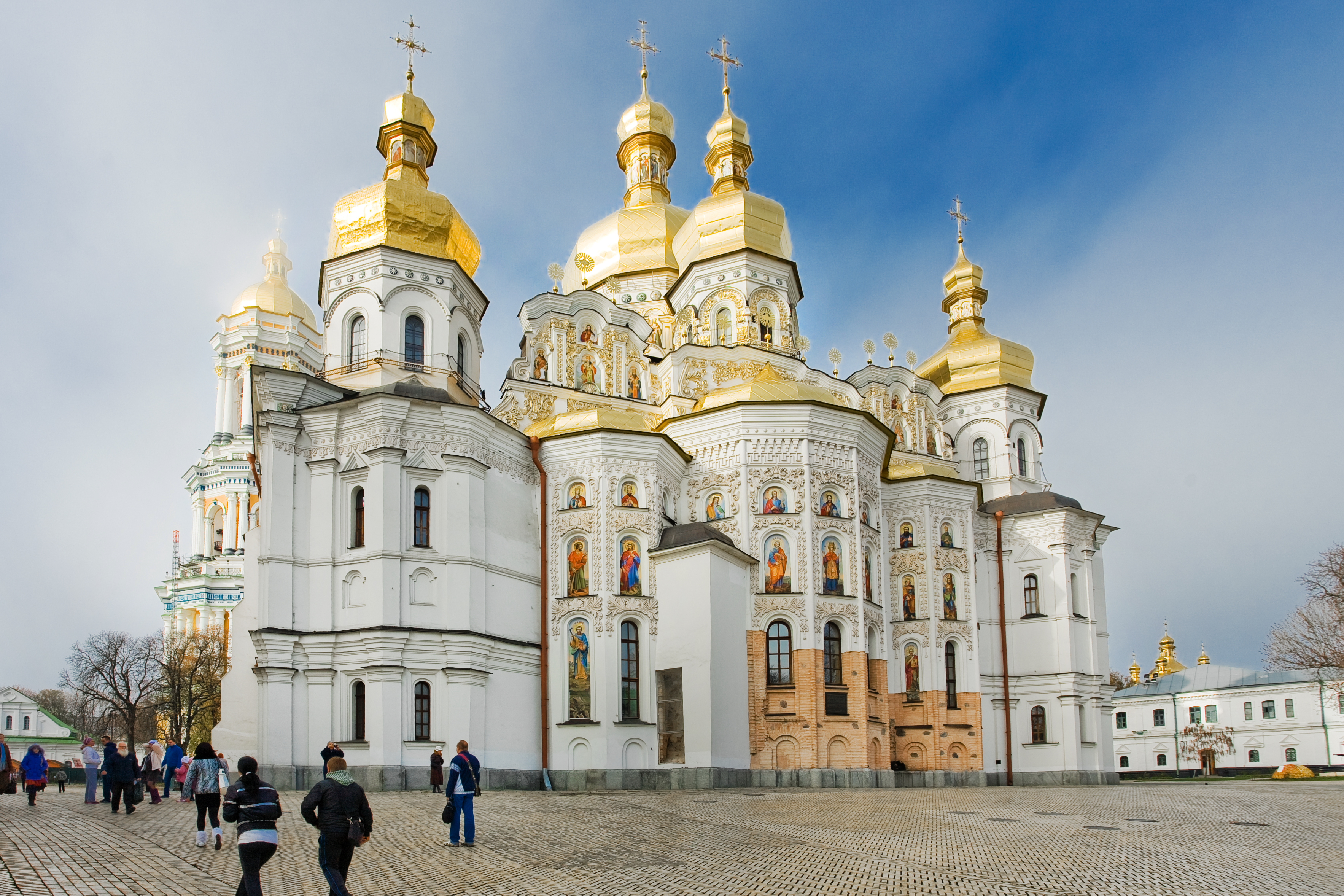
Успенский собор Киево-Печерской лавры
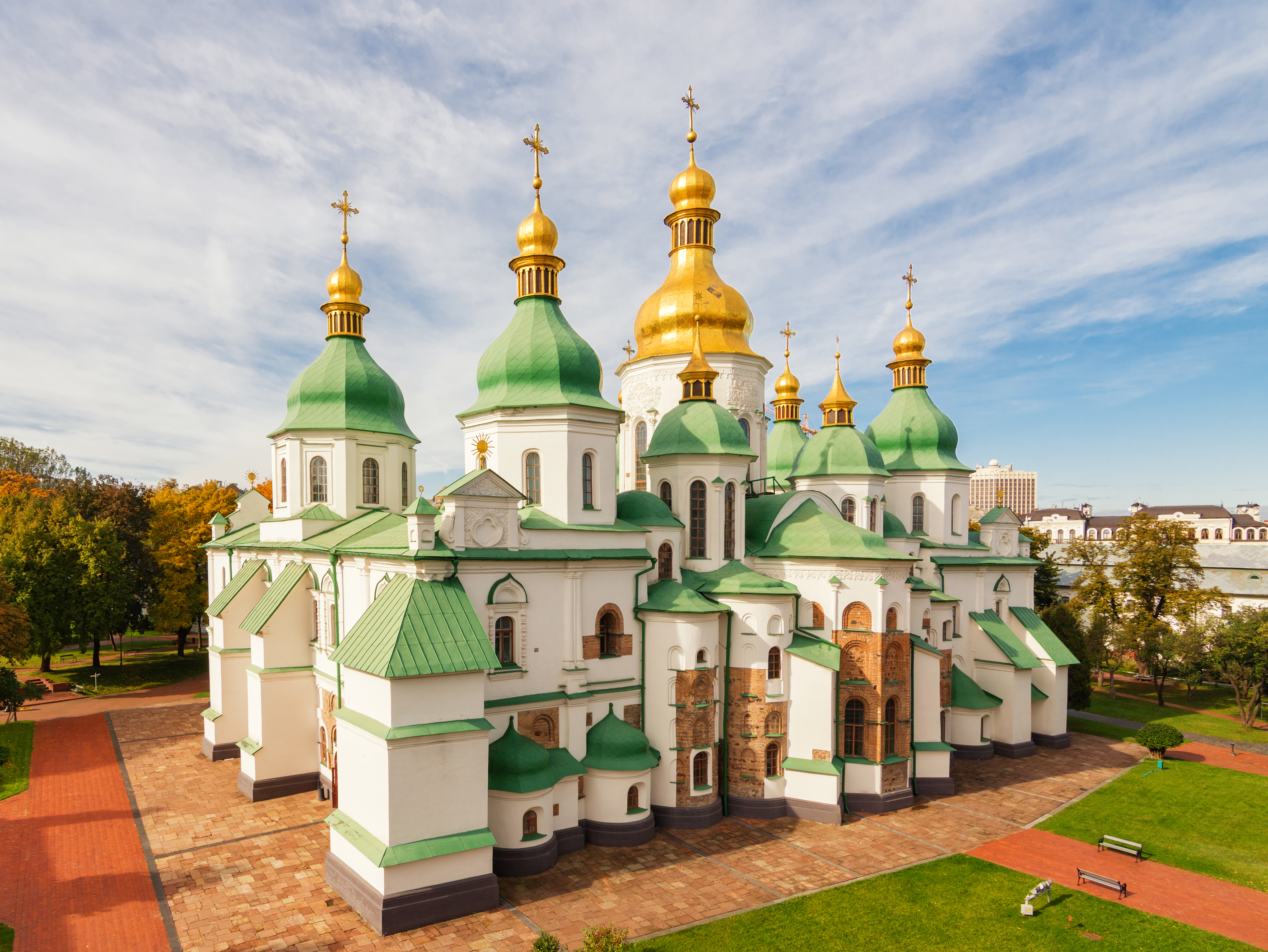
Собор Святой Софии
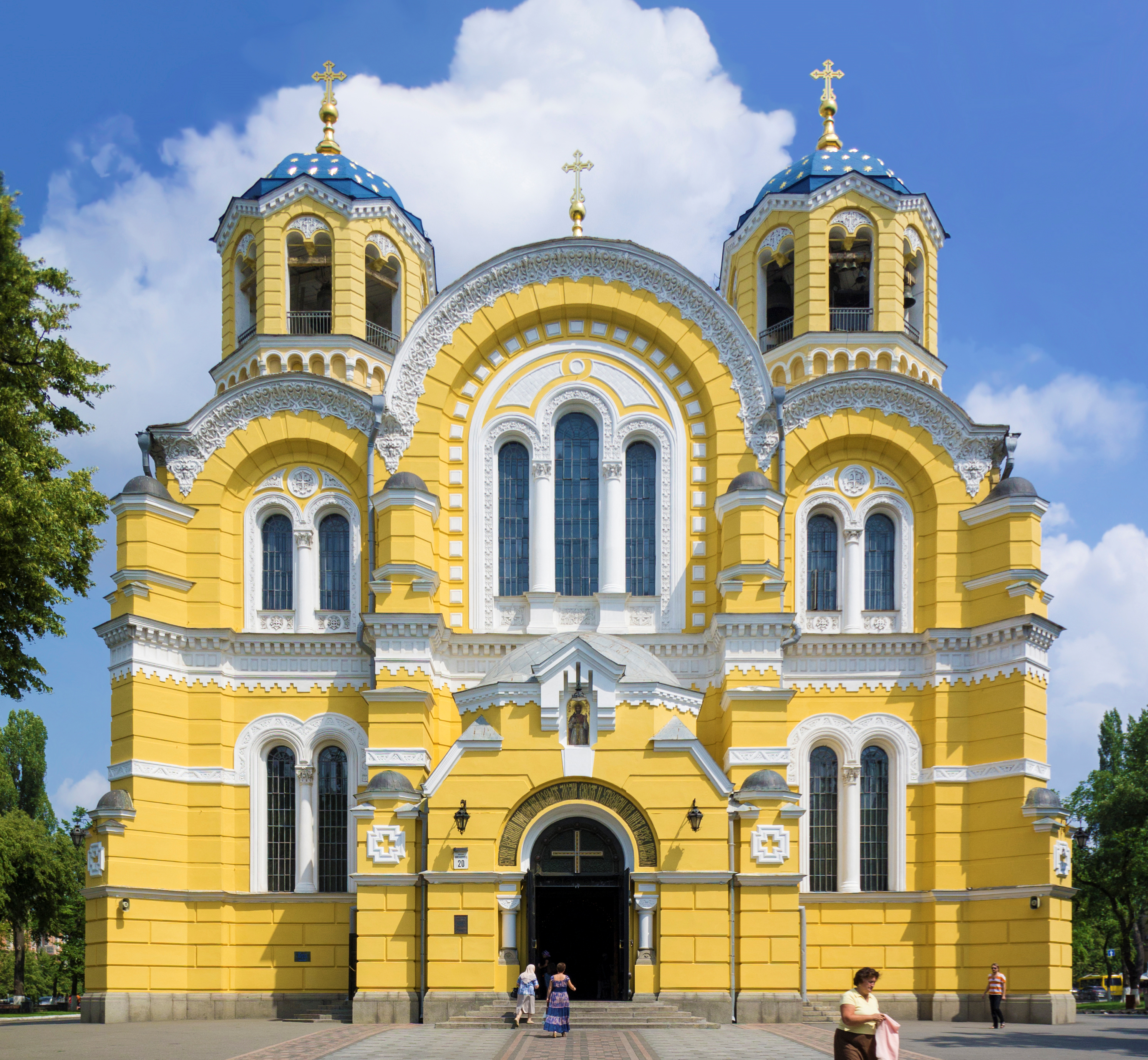
Владимирский собор
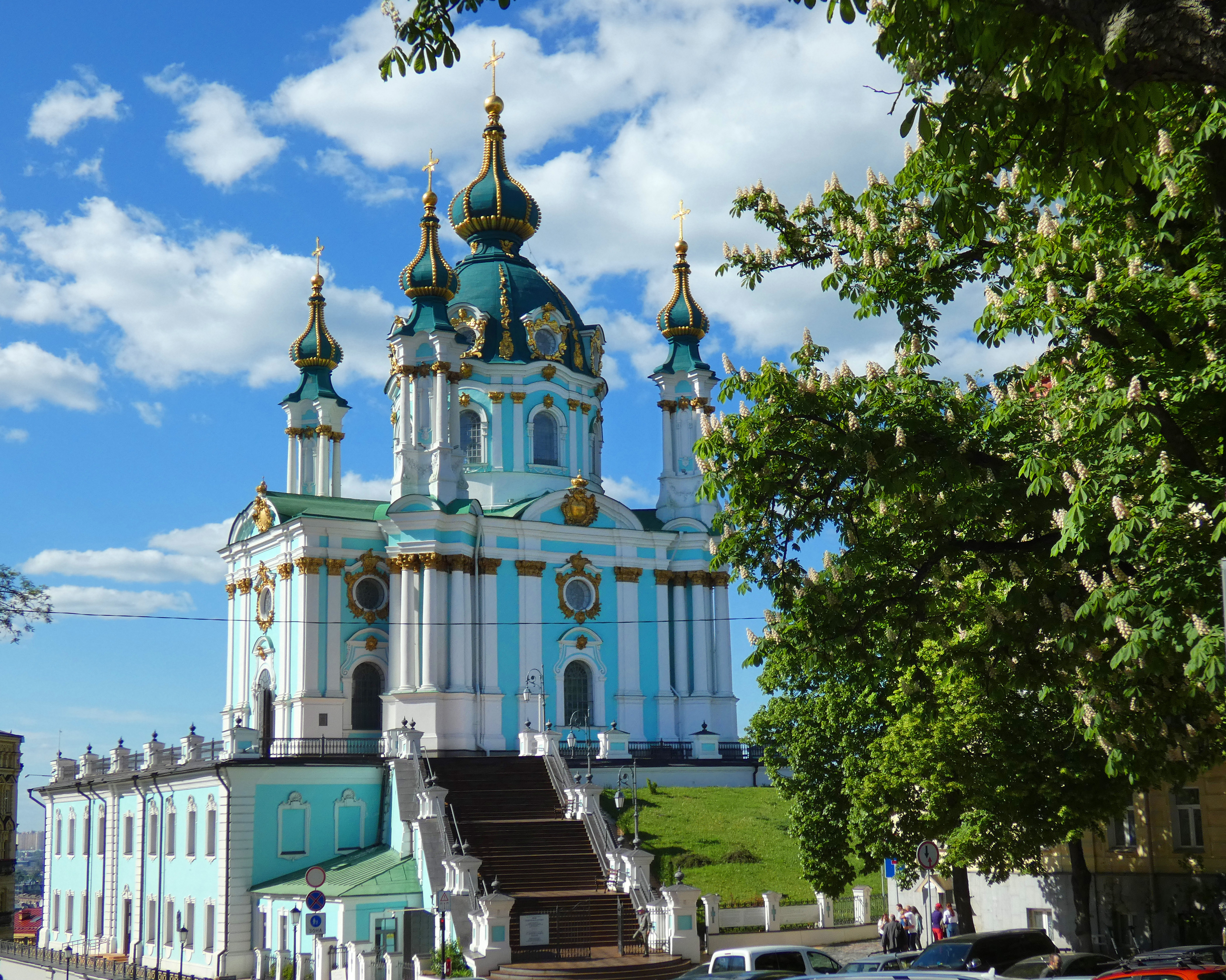
Андреевская церковь
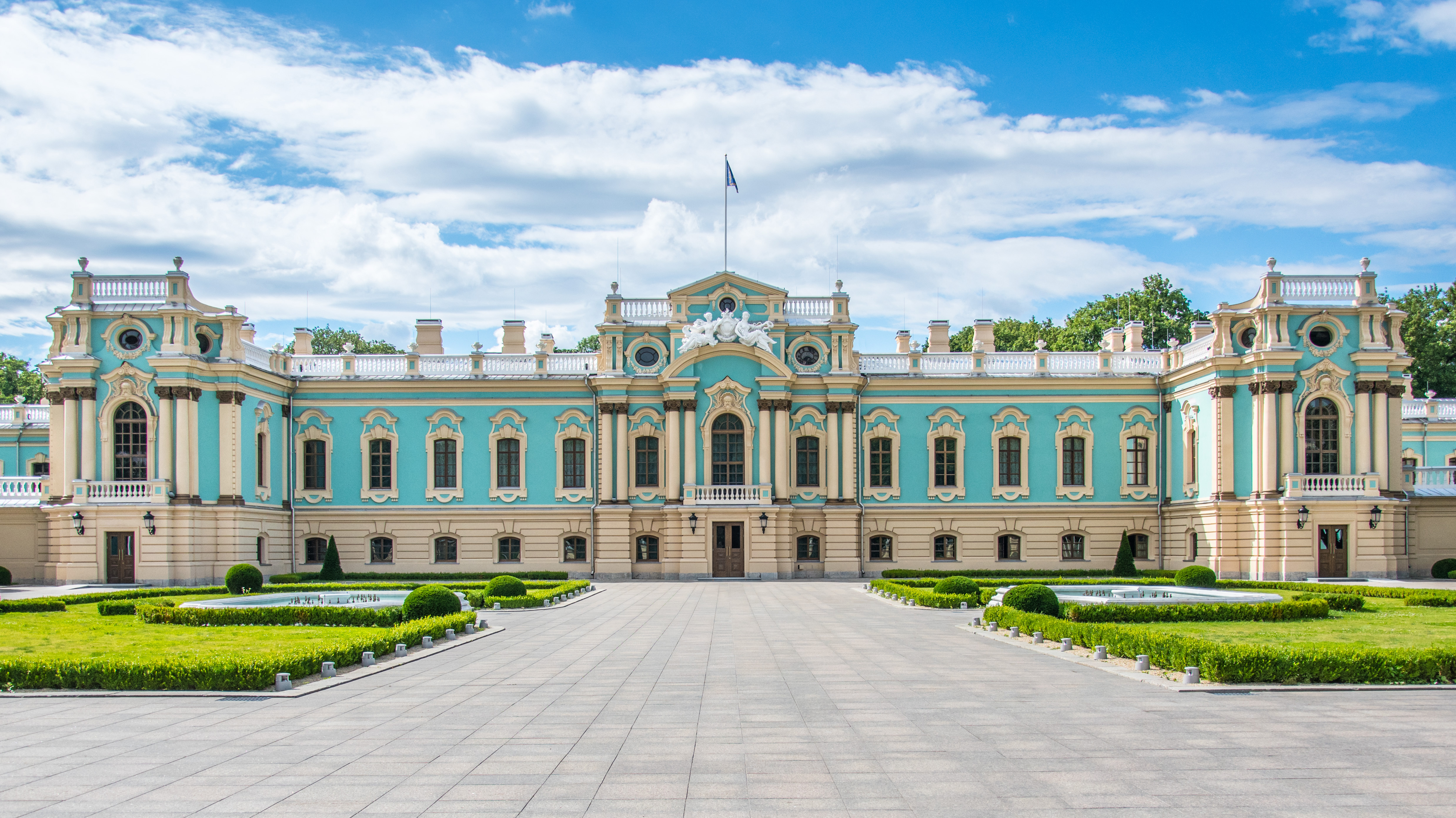
Мариинский дворец
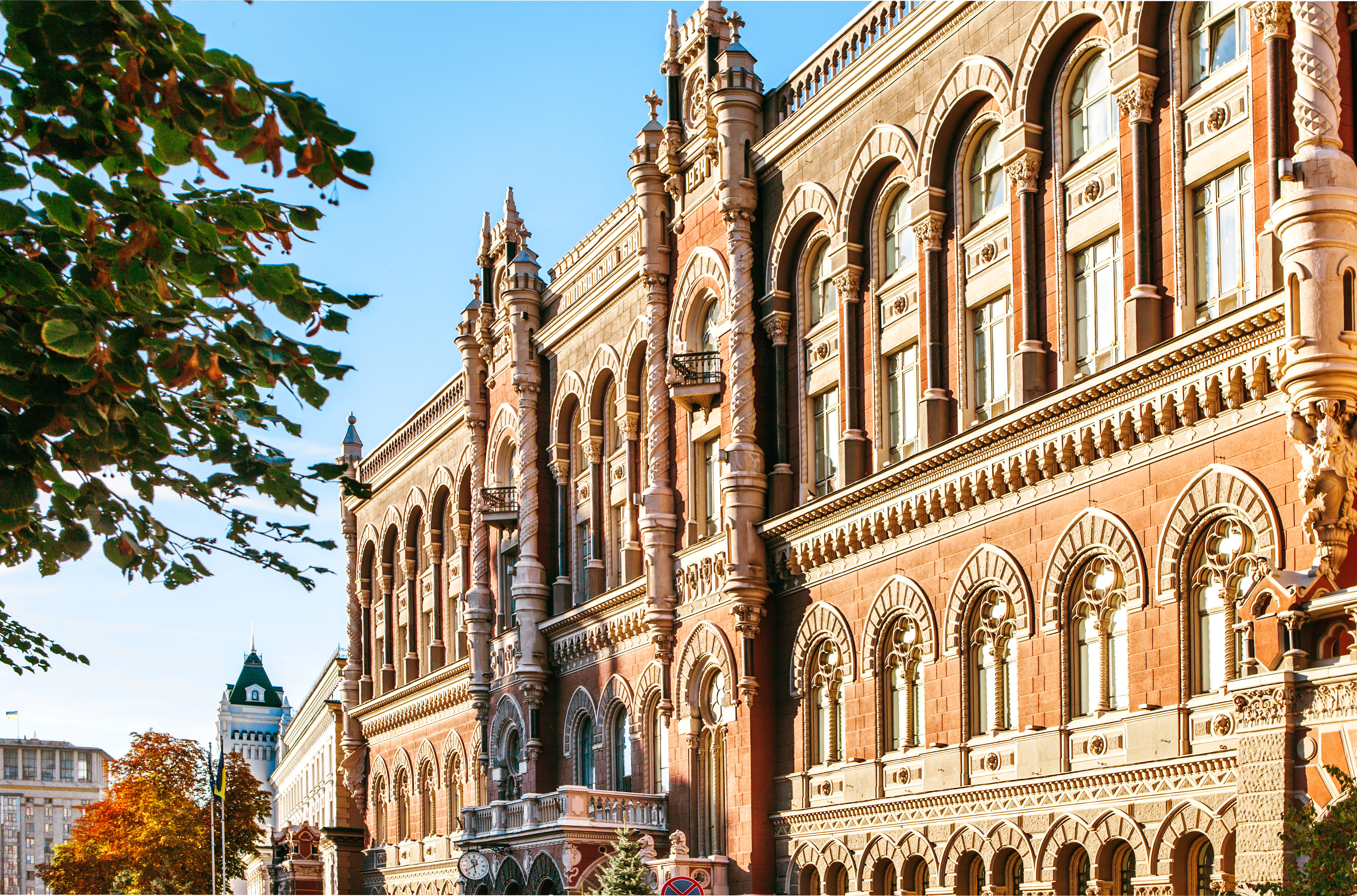
Здание Национального банка Украины
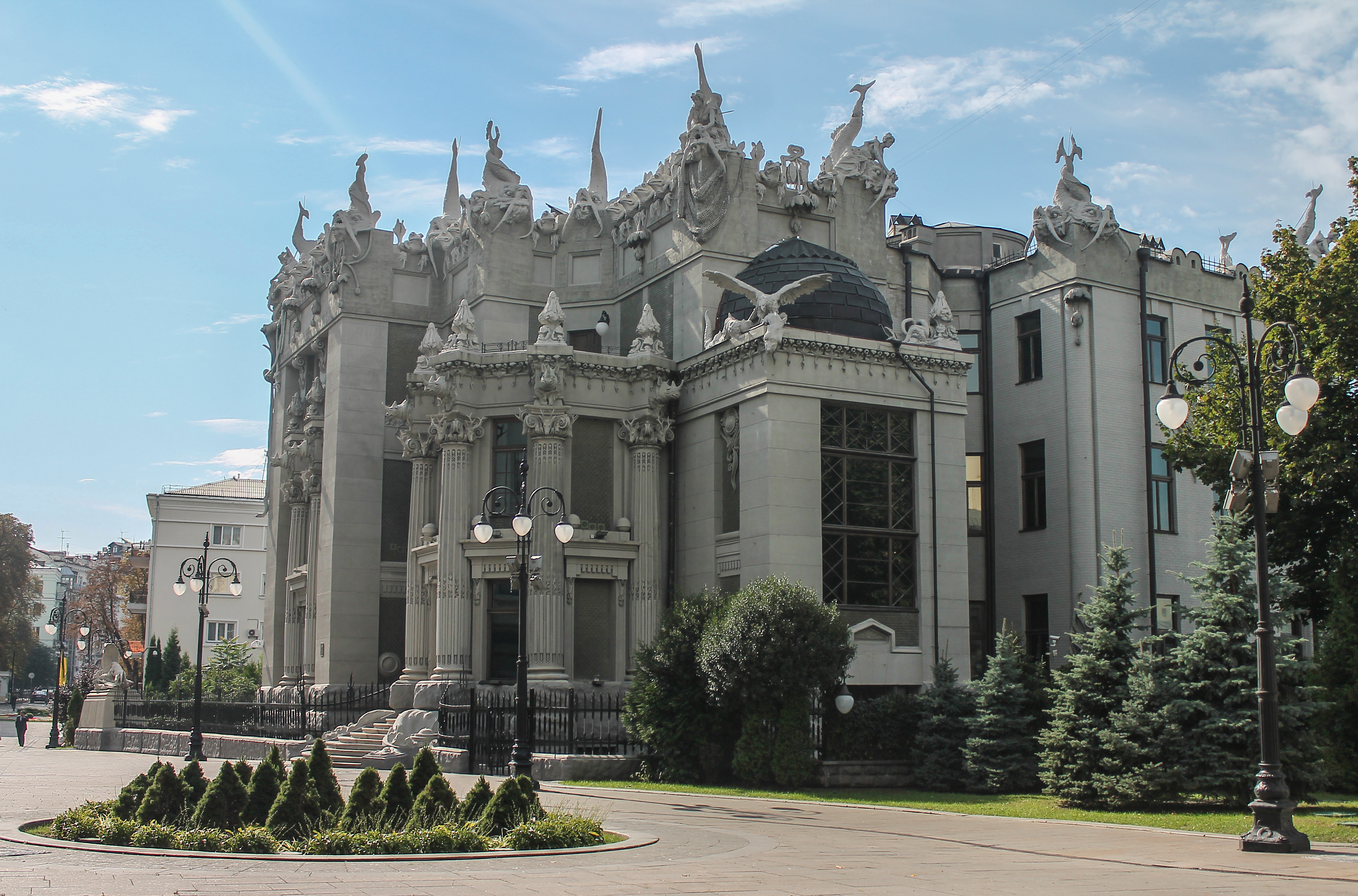
Дом с химерами
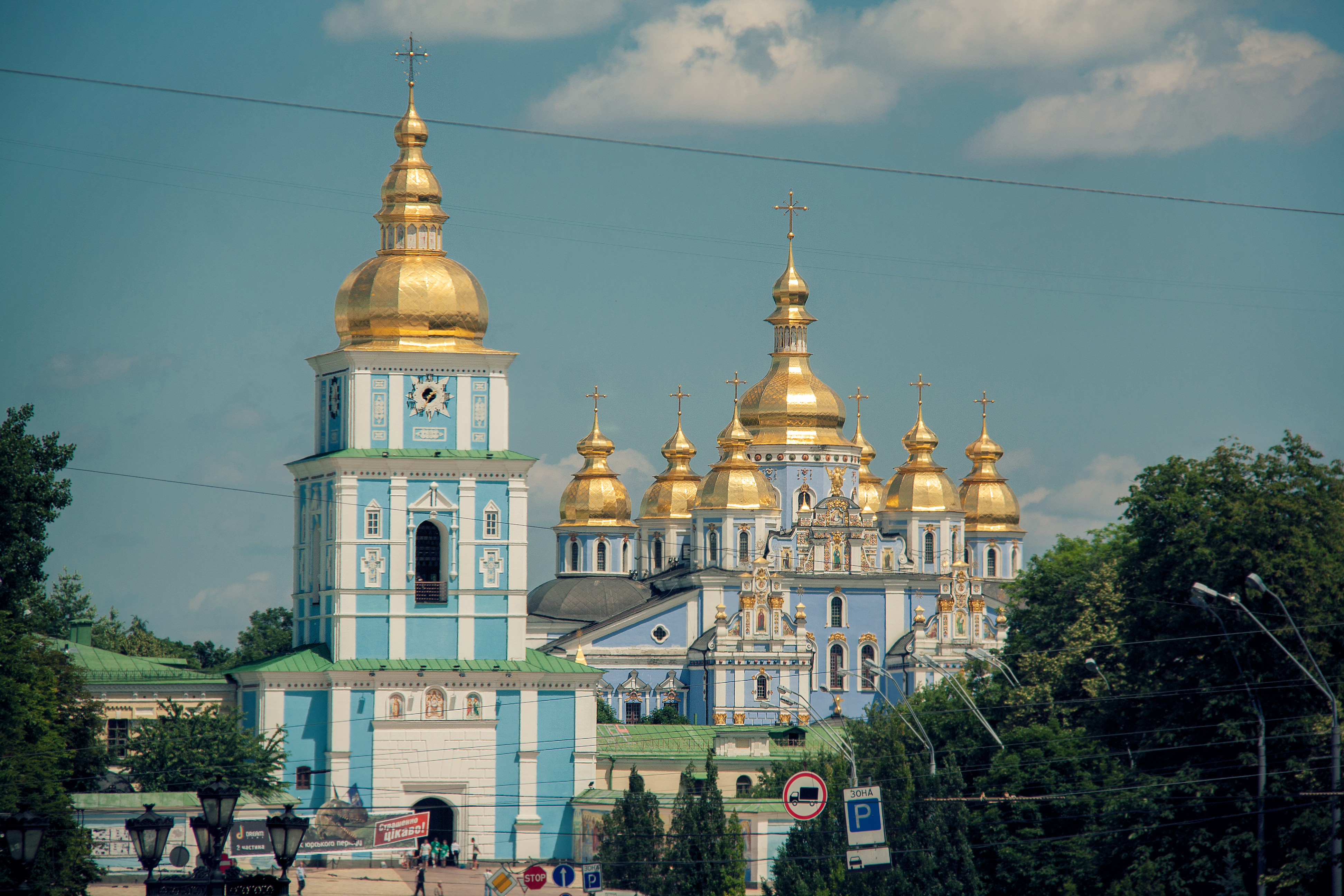
Михайловский Златоверхий монастырь
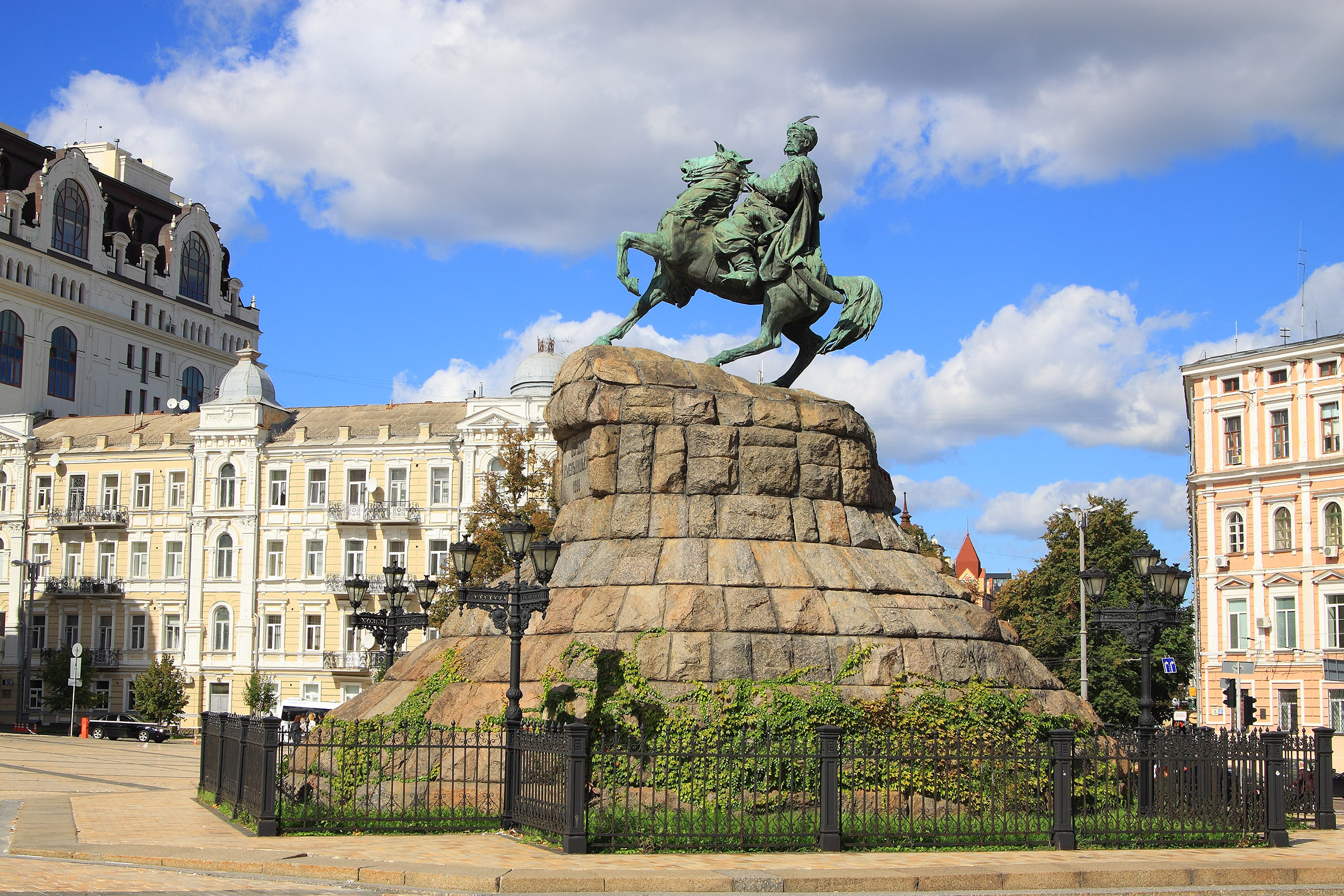
Памятник Богдану Хмельницкому
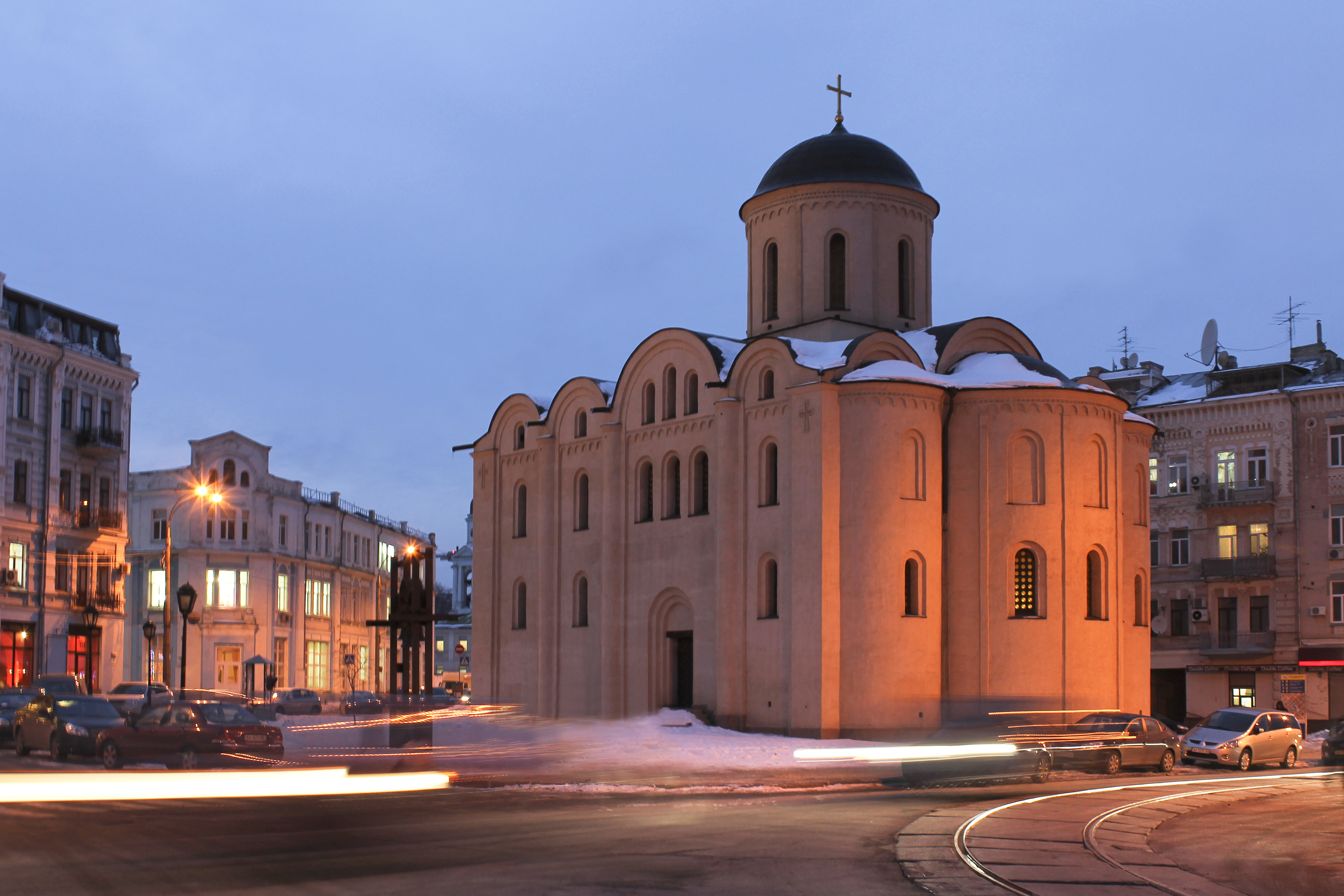
Церковь Успения Богородицы Пирогощи

### Музеи Киева
Киев — музейный центр Украины, здесь расположены сотни музеев и культурных учреждений. Среди самых посещаемых — Национальный художественный музей Украины, Музей одной улицы, Государственный музей авиации Украины, Водно-информационный центр, Национальный музей истории Украины, Мистецький арсенал, Национальный музей «Чернобыль», Аптека-музей в Киеве, Национальный музей искусств имени Богдана и Варвары Ханенко, Музей истории Украины во Второй мировой войне, Музей народной архитектуры и быта Украины, Киевская крепость, Музей Михаила Булгакова и другие.

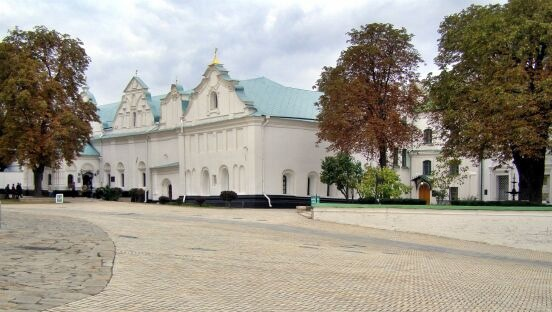
Музей исторических драгоценностей Украины
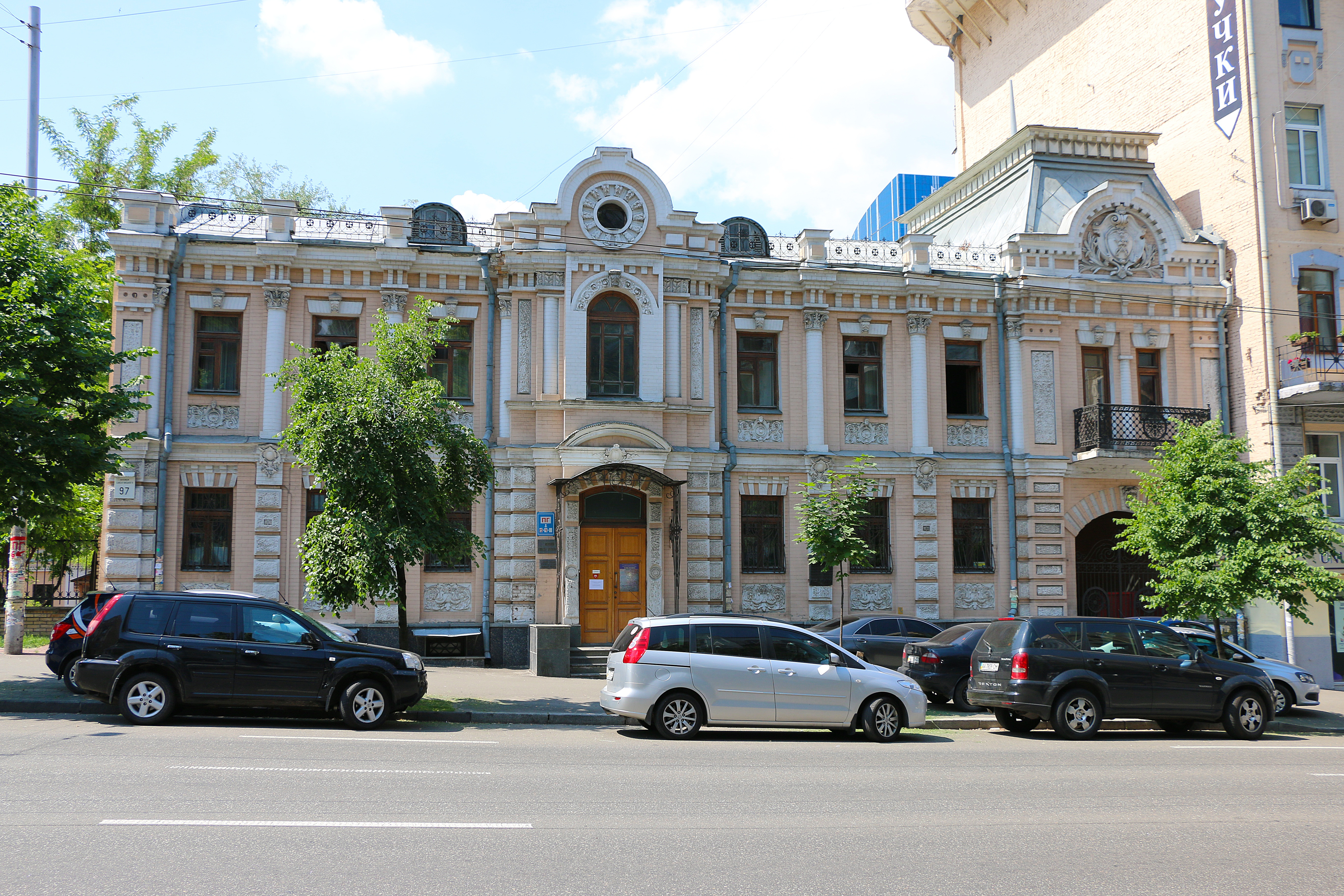
Музей Леси Украинки
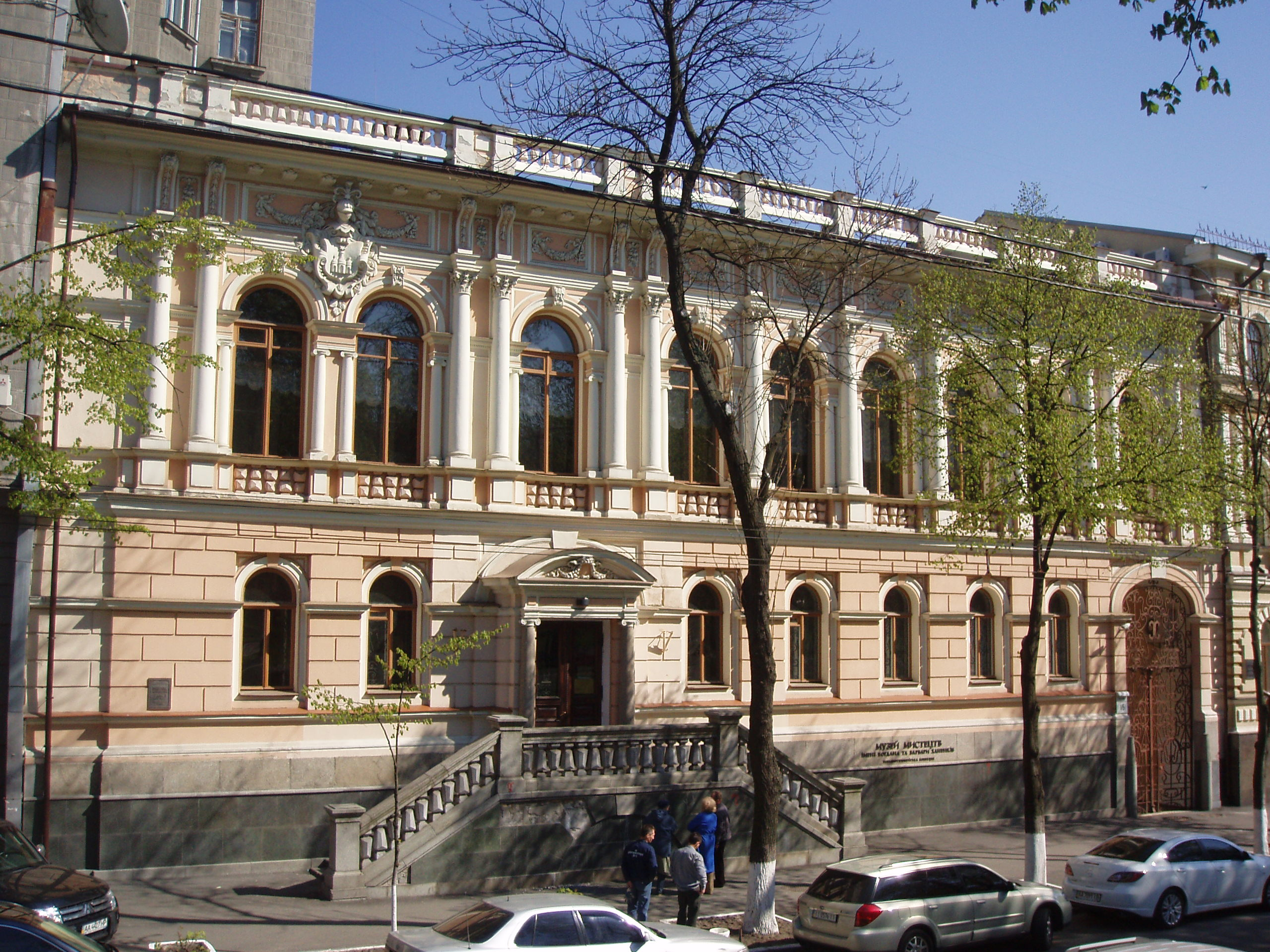
Национальный музей искусств имени Богдана и Варвары Ханенко
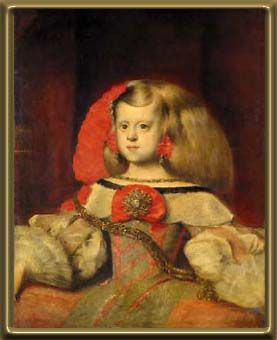
«Инфанта Маргарита», Хуан Баутиста Мартинес дель Масо. (Национальный музей искусств имени Богдана и Варвары Ханенко)
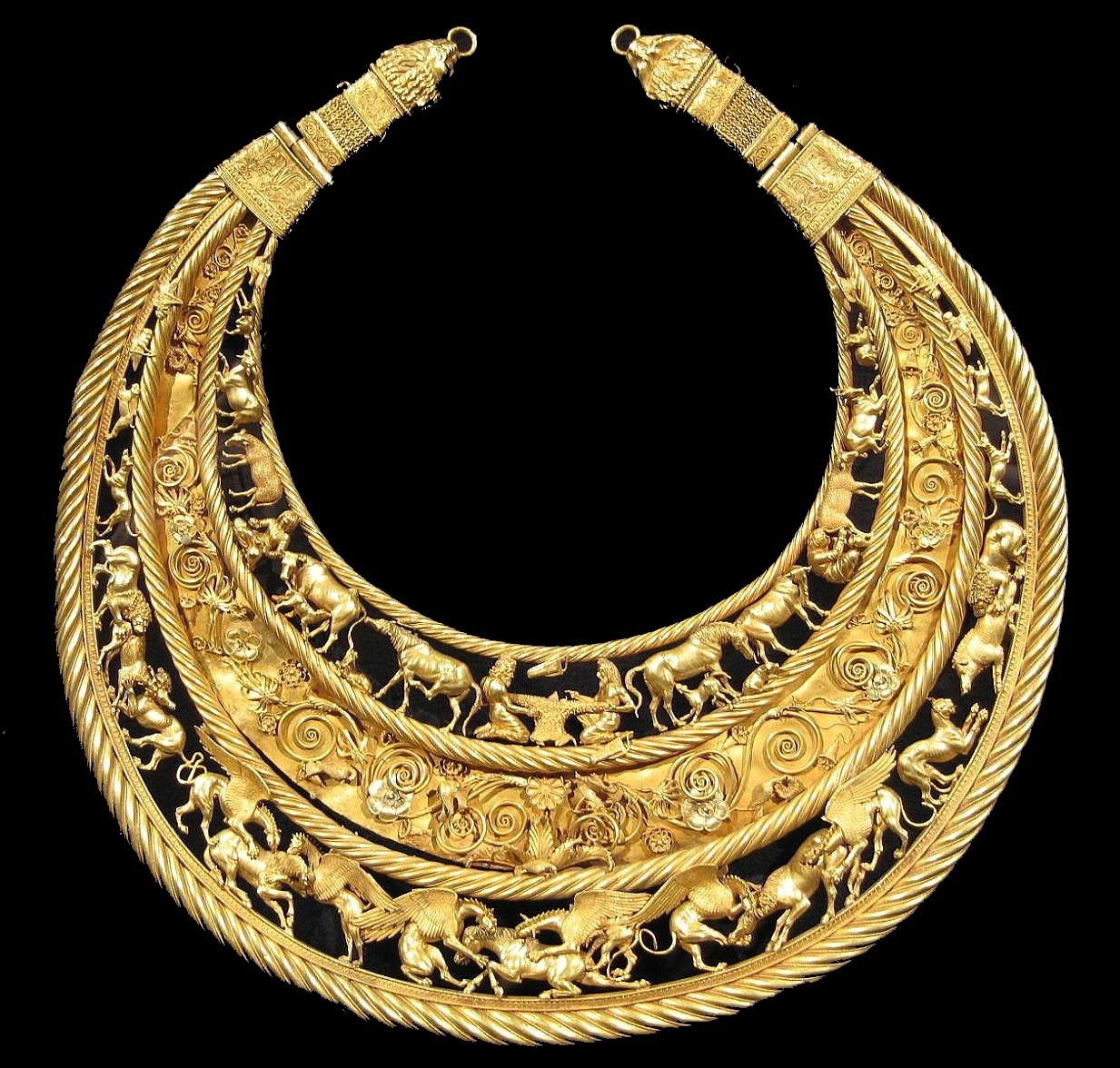
Скифская пектораль. (Музей исторических драгоценностей Украины)
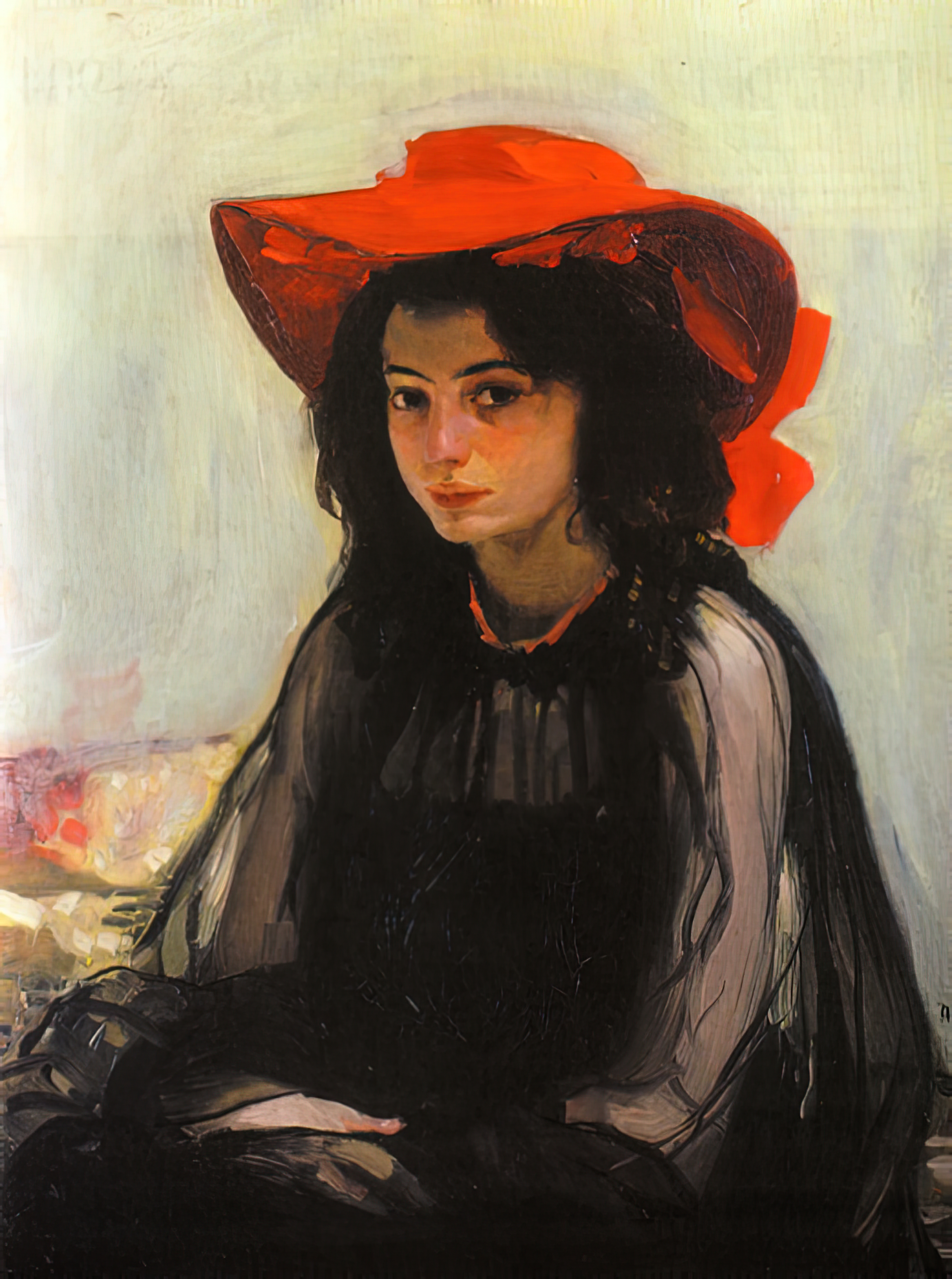
«Портрет девушки в красной шляпе», Александр Мурашко. (Национальный художественный музей Украины)
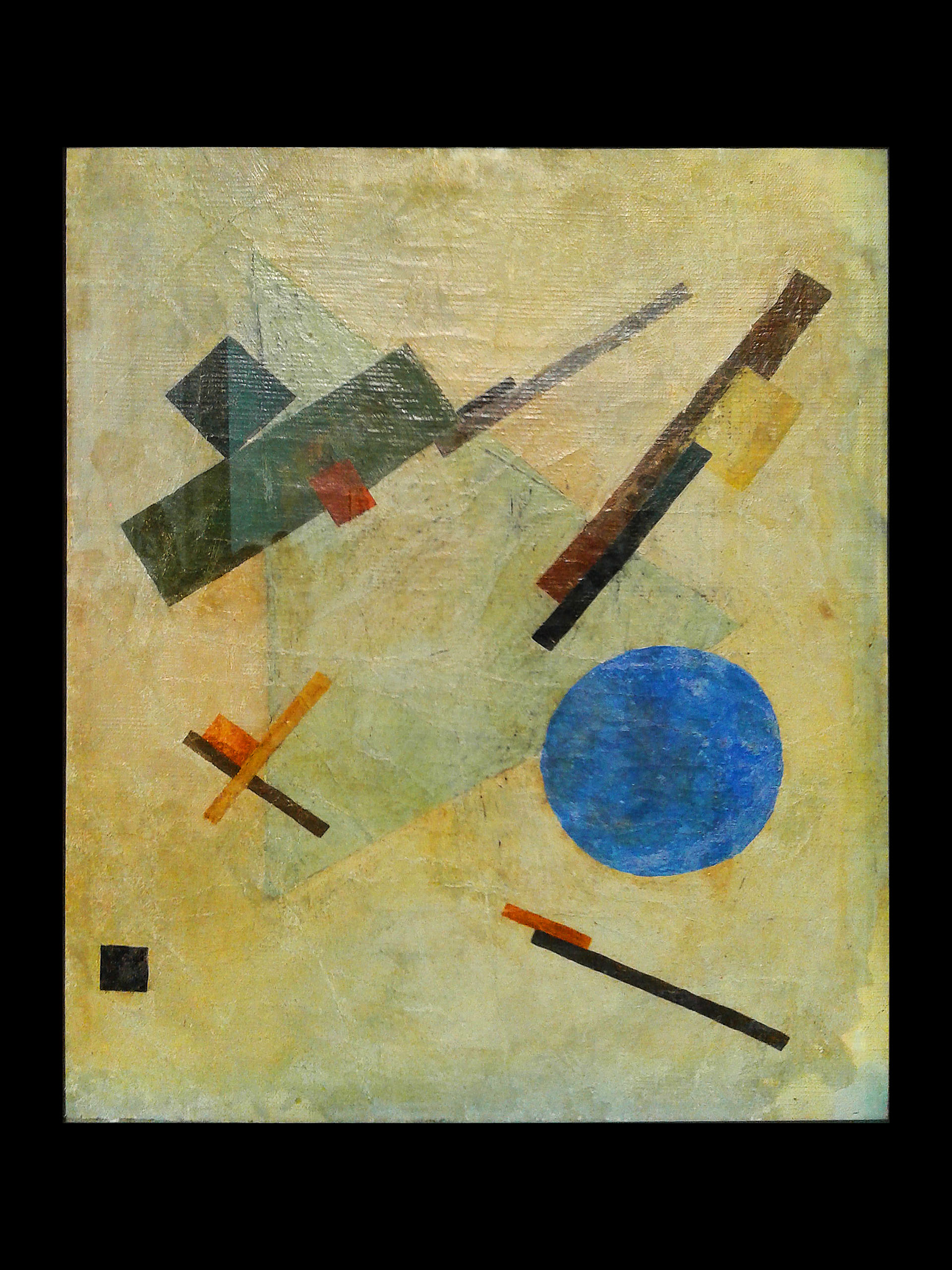
«Супрематическая композиция 1», Казимир Малевич. (Мистецький арсенал)

### Парки Киева

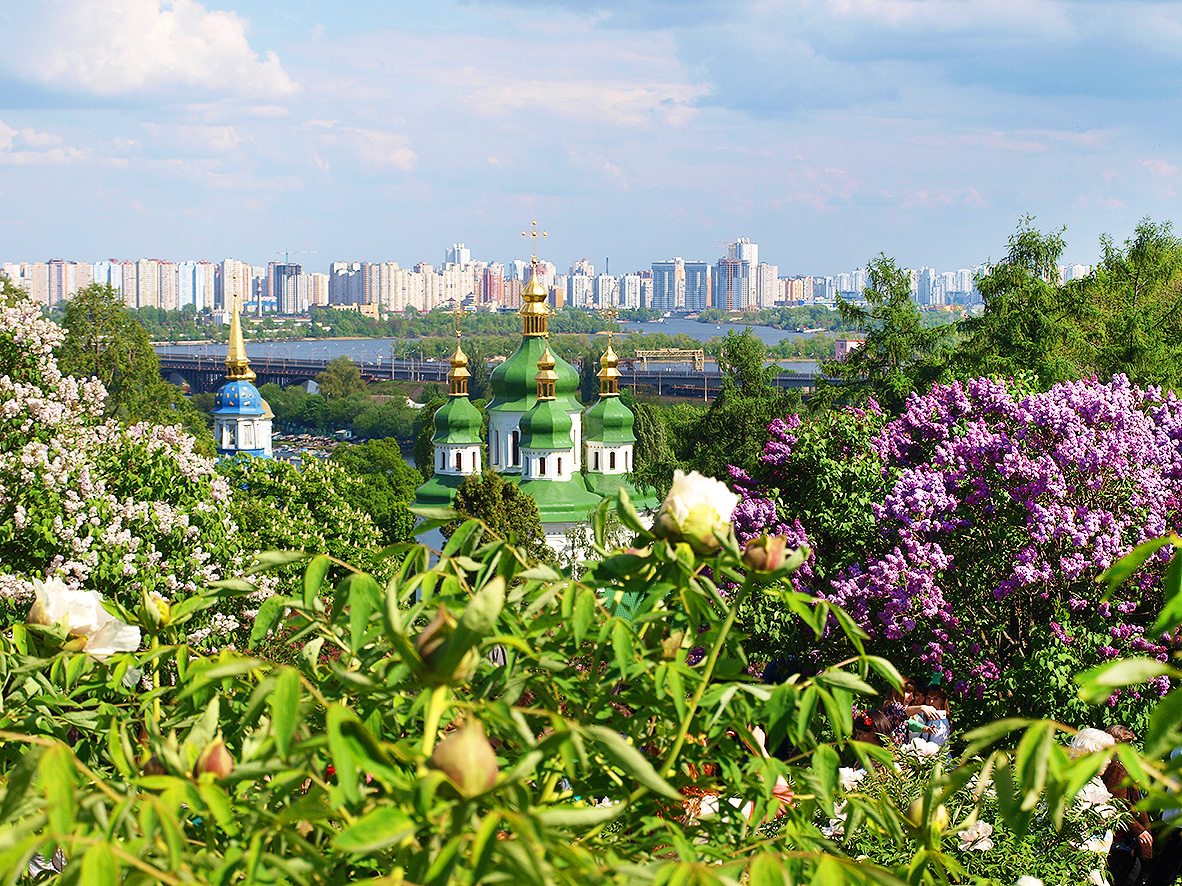
Национальный ботанический сад

- Категория:Сады и парки Киева
- Категория:Охраняемые природные территории Киевского горсовета

Киев имеет большое количество садов и парков для отдыха, среди которых Национальный ботанический сад, Ботанический сад имени А. В. Фомина, Парк Шевченко, Крещатый парк, Мариинский парк, Городской сад, Владимирская горка, Аскольдова могила, Парк Вечной Славы, Пейзажная аллея, Гидропарк, Голосеевский парк, Голосеевский лес, Парк партизанской славы, Парк имени Пушкина, Киевский зоопарк.
Чаще всего киевляне и гости города посещают Национальный ботанический сад в пору цветения Сада сирени, Андреевский спуск во время празднования Дня Киева, а также городскую выставку цветов, которая ежегодно проводится в Печерском ландшафтном парке вокруг Певческого поля в дни празднования Дня Независимости Украины в последнюю неделю августа.
В парке Киото 3 сентября 2011 высажено самую длинную в Европе аллею сакур

### Небоскрёбы
Город известен своими историческими и современными небоскрёбами. Первые высотные дома появились в Киеве ещё в начале XX века: Киевский Париж (1901), Небоскрёб Гинзбурга (1912), здание Кабинета Министров Украины (1938).
В годы «послевоенного восстановления» города в Киеве построили такие известные небоскрёбы, как: высотный жилой дом по адресу Крещатик, 25 и Гостиница «Украина».
В 1970—1980-е годы в городе появились «отели-небоскрёбы»: «Киев», «Русь», «Турист», «Спорт» и другие.
Сейчас в Киеве находится семь самых высоких небоскрёбов Украины: ЖК «Кловский», МФК «Гулливер», БЦ «Парус», ЖК «Jack House», ЖК «Корона», ЖК «Корона» № 2 и здание Апелляционного суда города Киева.
В 2012 году завершено строительство 48-этажного жилого комплекса на Кловском спуске, который имеет высоту 168 метров. На проспекте Победы, рядом с центральным загсом, продолжается строительство небоскрёба Sky Towers. По завершении он будет самым высоким небоскрёбом Украины (высотой 210 метров) и будет иметь 47 этажей.
В проект остаётся сооружения бизнес-центра «Киев-Сити» на Рыбальском острове, где будут возвышаться небоскрёбы высотой в 200—300 метров.

### Памятники и скульптуры

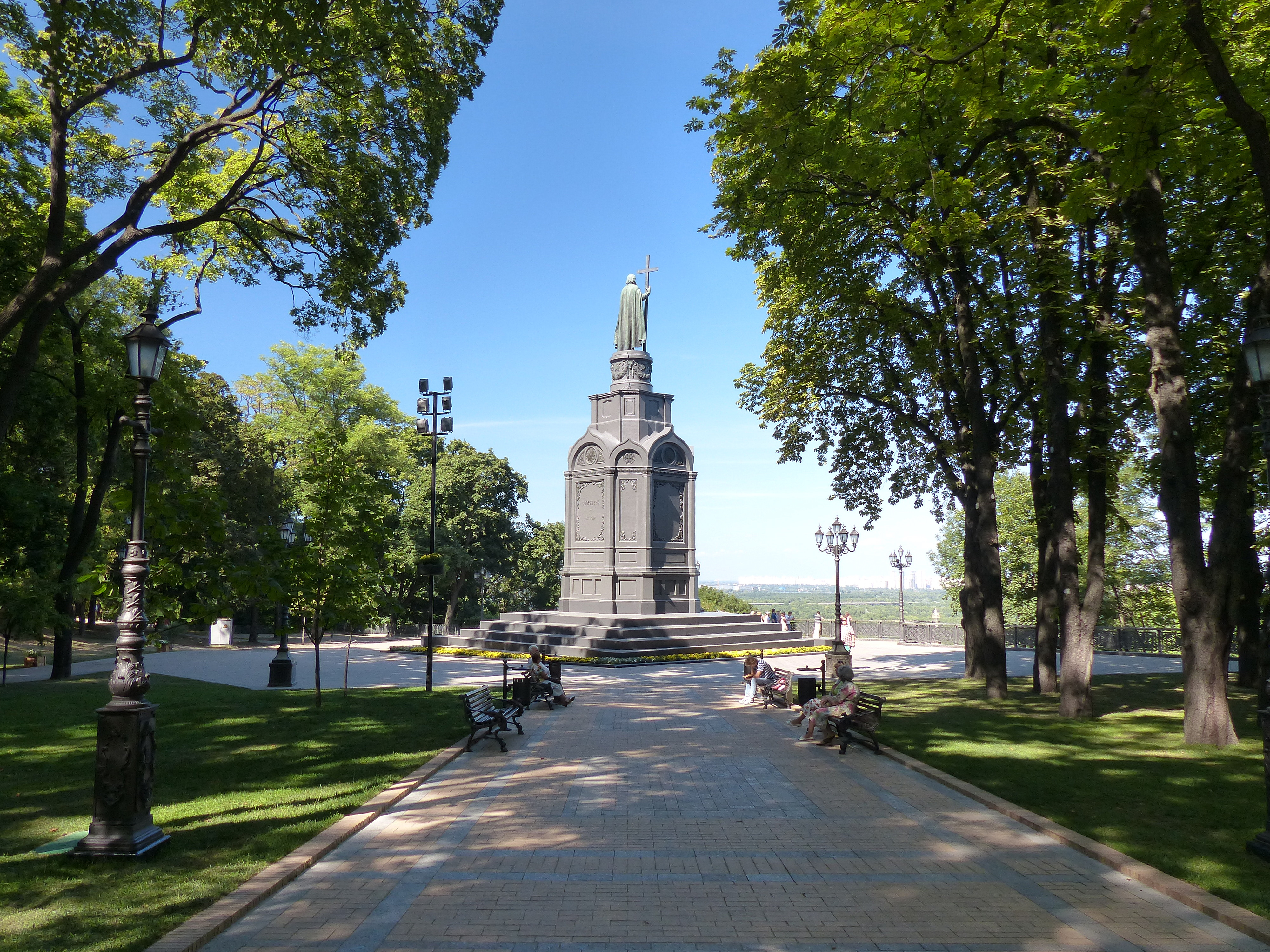
Памятник Владимиру Великому

В Киеве большое количество разнообразных мемориалов, памятников, монументов, скульптурных групп, памятных знаков, бюстов и фигур. Всего на территории города расположено больше 350 памятников.
Как и в других городах Украины, большинство памятников и монументов в Киеве сосредоточено в центральной (исторической) части, хотя некоторые из них, учитывая величину города, сформирование собственных ячеек административных единиц города (районов), территориальное размещение объектов культуры, мест исторических событий, проживания и работы выдающихся деятелей и т.д, расположены по всей территории города. Среди самых известных — Монумент Независимости, Памятник основателям Киева, Владимиру Великому, Ярославу Мудрому, княгине Ольге, Богдану Хмельницкому, Тарасу Шевченко, Родина-мать, Памятник Вечной Славы, Колонна Магдебургского права, Фонтан «Самсон» и другие.

### Туризм
- Категория:Достопримечательности Киева

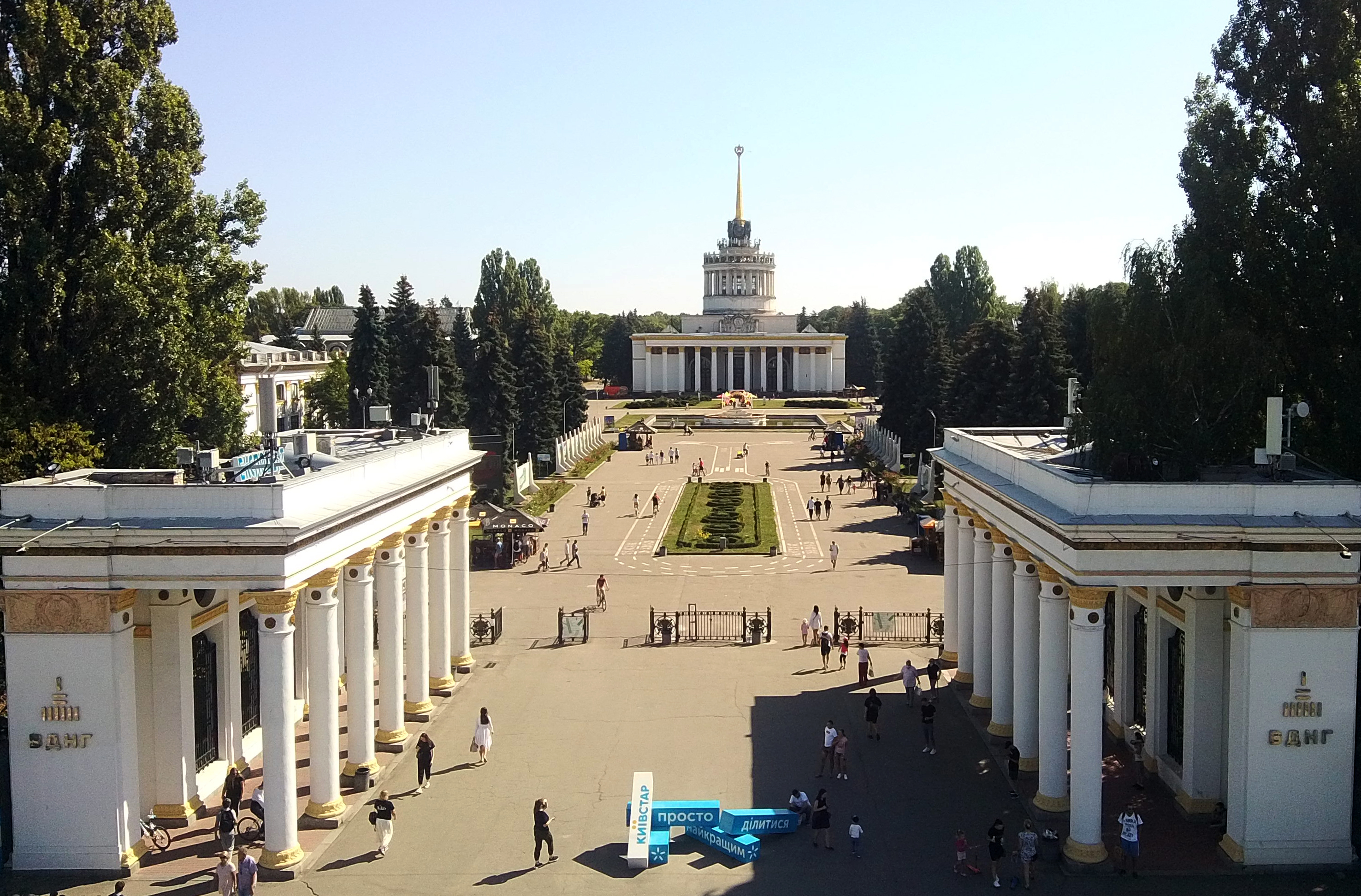
Национальный Экспоцентр Украины

С момента введения безвизового режима для стран-членов ЕС и Швейцарии в 2005 году на Украине наблюдается постоянный рост числа иностранных туристов, посещающих страну. До экономического кризиса (2008—2009) среднегодовой рост числа иностранных визитов в Киев в течение трёхлетнего периода составлял 23 %. В 2009 году в гостиницах Киева останавливалось в общей сложности 1,6 миллиона туристов, из которых почти 259 тыс. (около 16 %) были иностранцами. После Евро-2012 город стал самым популярным местом для европейских туристов. Тогда было зарегистрировано рекордное количество иностранных туристов 1,8 млн и около 2,5 млн внутренних туристов. Более 850 тыс. иностранных туристов посетили Киев в первой половине 2018 года по сравнению с 660 тыс. туристов за тот же период в 2013 году. По состоянию на 2018 год заполняемость отелей с мая по сентябрь составляет в среднем 45—50 %. Хостелы и трёхзвёздочные гостиницы заполнены примерно на 90 %, четырёхзвёздочные гостиницы — на 65—70 %. Шесть пятизвёздочных отелей заполняются в среднем на 50—55 %. Обычные туристы, как правило, приезжают с мая по октябрь, деловые туристы с сентября по май.

### Крупные кинотеатры
- «Лейпциг»
- «Жовтень»
- «Киев»
- «Украина»
- «Киевская Русь»
- «Баттерфляй»
- «Линия Кино»
- «Мультиплекс»
- «Оскар»
- «Планета кино»
- «Cinema citi»
- «Kronverk cinema»
- «Одесса-кино»
- «Зоряный»
- «Флоренция»
- «Днепр»
- «Киото»
- «IMAX»

### Мероприятия

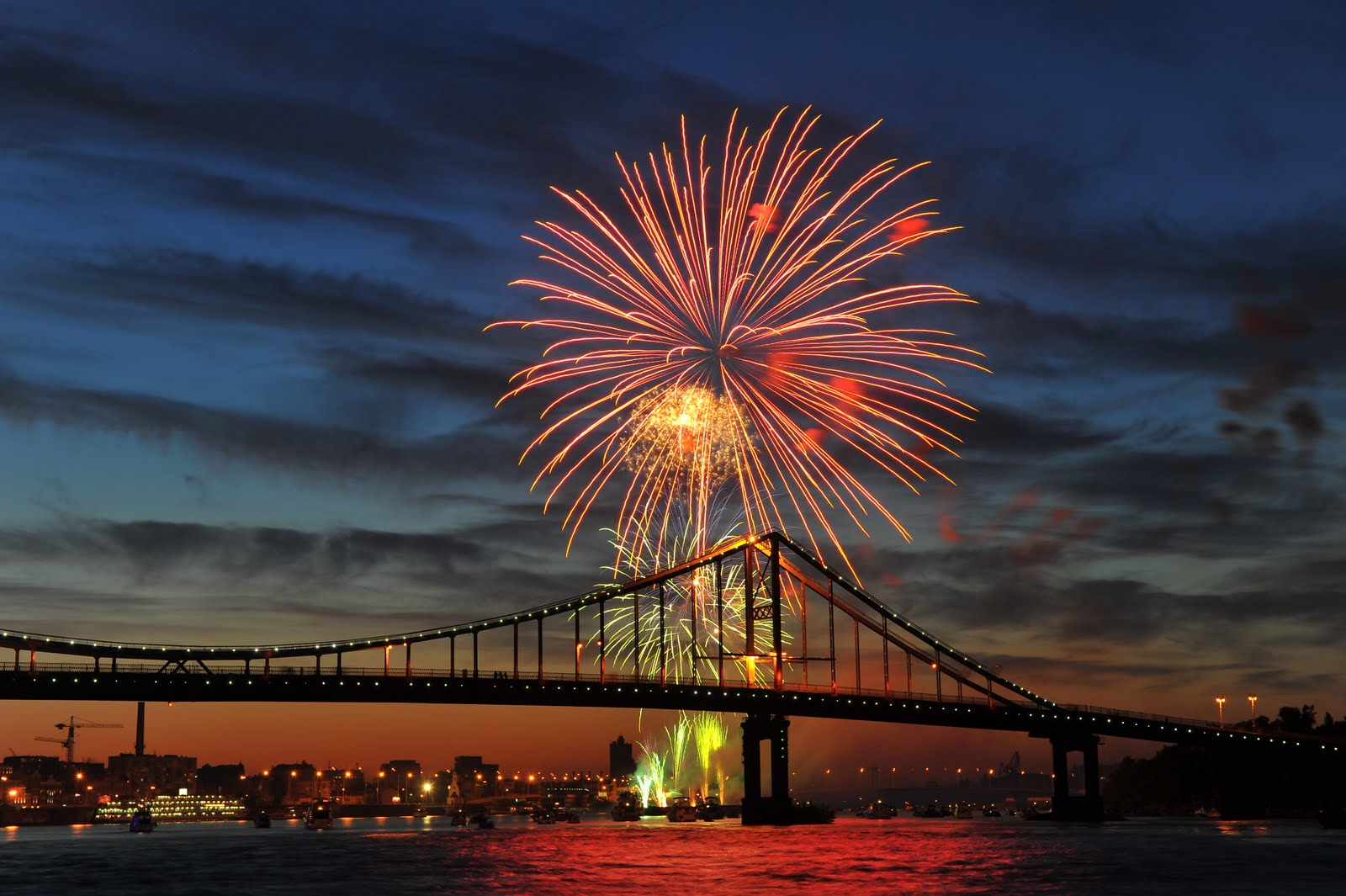
Праздничный салют в День Киева

Периодически в Киеве проводятся музыкальные фестивали, в частности: академической музыки — КиевМузикФест, Форум музыки молодых, Музыкальные премьеры сезона, фестиваль фортепианной музыки «Владимир Крайнев приглашает», фестиваль хоровой музыки Златоверхий Киев, а также фестивали эстрадной музыки — Червона Рута, Країна Мрій и другие. Важным музыкальным событием 2005 и 2017 года стало проведение в Киеве песенного конкурса «Евровидение».
C 12 по 16 декабря 2005 года в Киеве прошли Международные молодёжные Дельфийские игры (Третьи молодёжные Дельфийские игры государств-участников СНГ).
Неотъемлемой частью музыкальной жизни столицы являются периодические музыкальные конкурсы: пианистов — памяти В. Горовица, дирижёров — им. С. Турчака, хоровых коллективов — им. М. Леонтовича, вокалистов — им. Соломии Крушельницкой, бандуристов — им. Гната Хоткевича, а также многопрофильный конкурс имени Н. Лысенко.

## Социальная сфера

### Наука

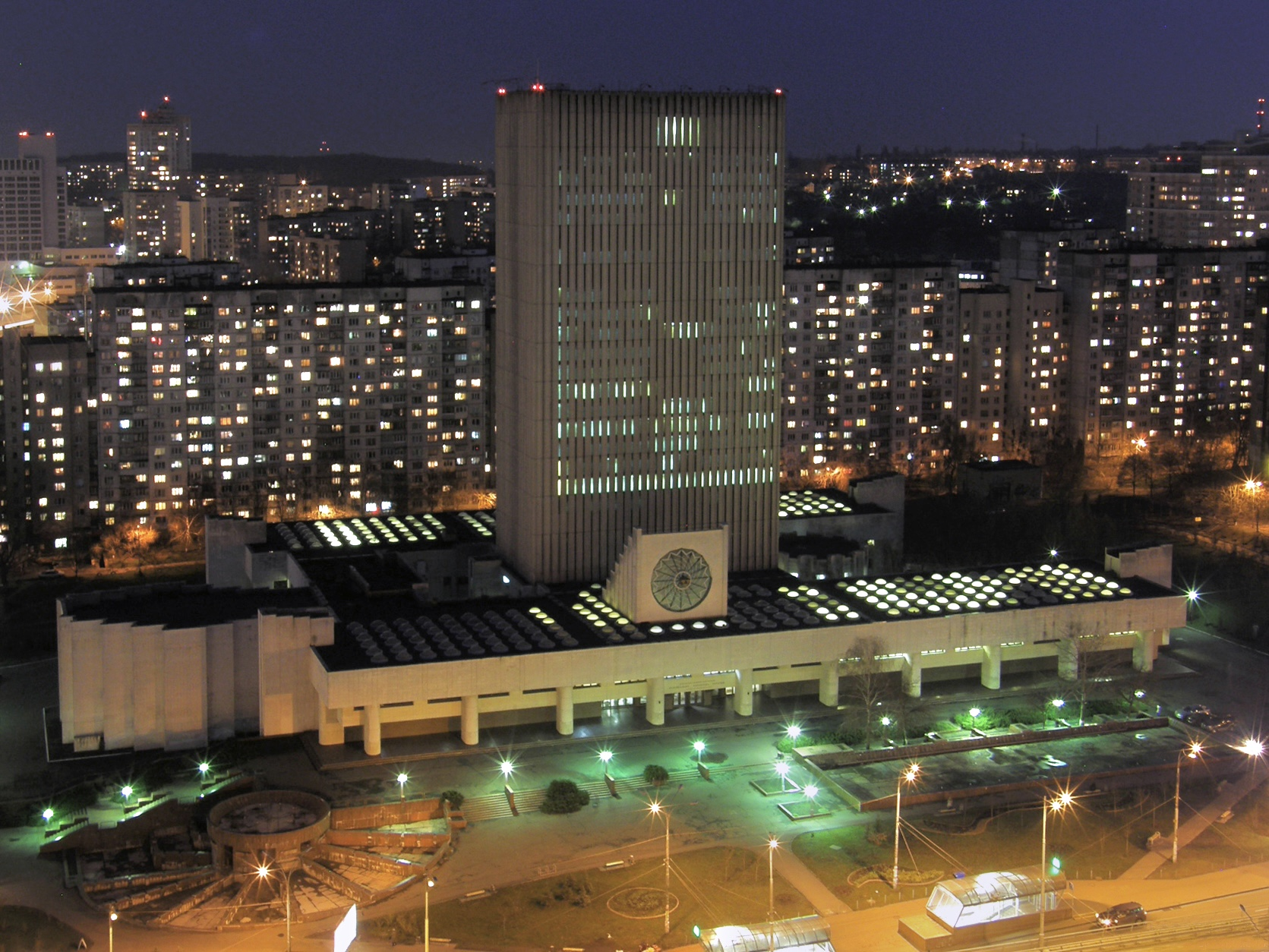
Национальная библиотека Украины имени В. И. Вернадского

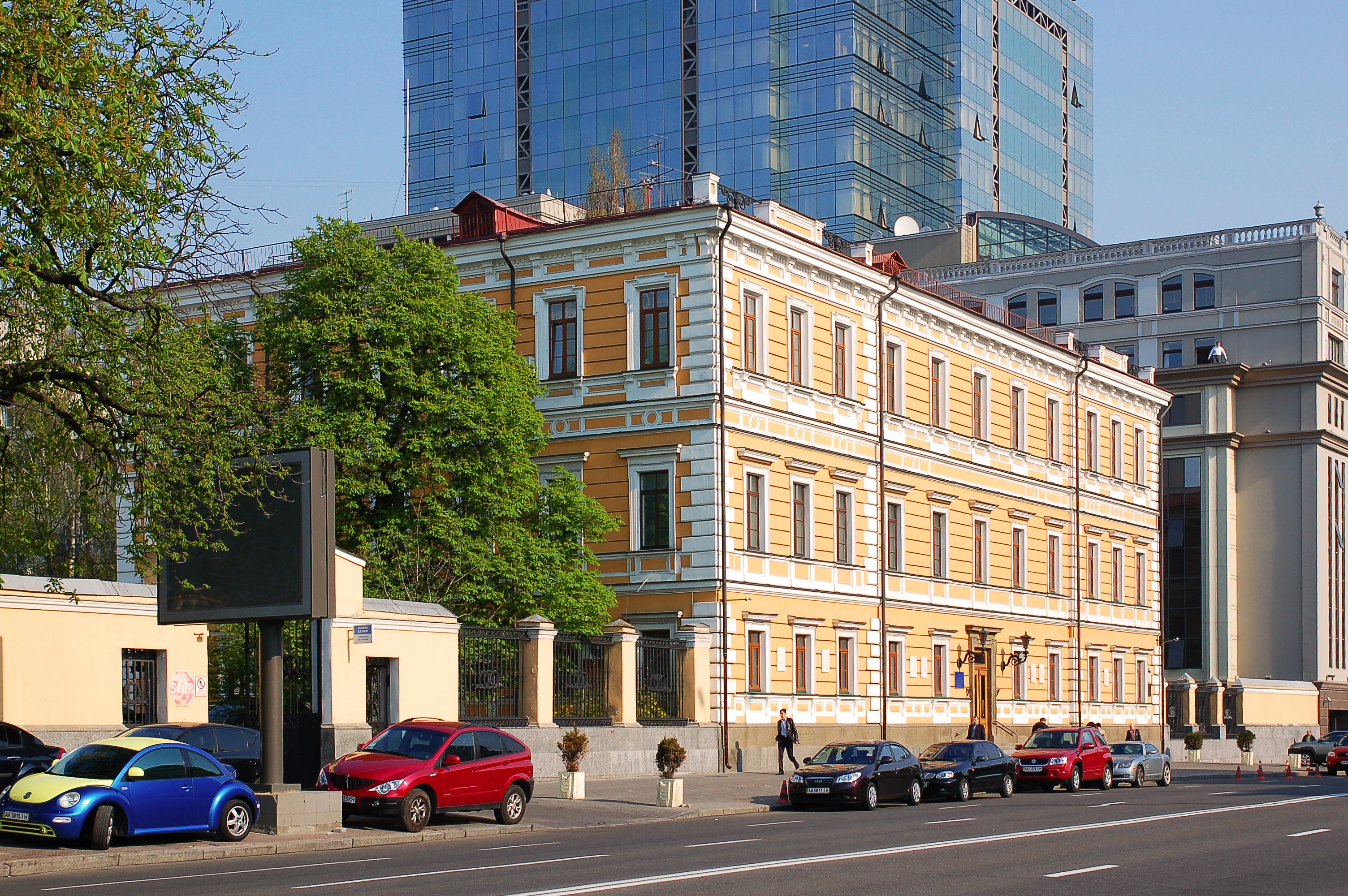
Национальная академия наук Украины

Научные исследования проводятся во многих вузах и научно-исследовательских институтах при Национальной академии наук Украины, также в Киеве расположено Министерство образования и науки Украины.

### Образование

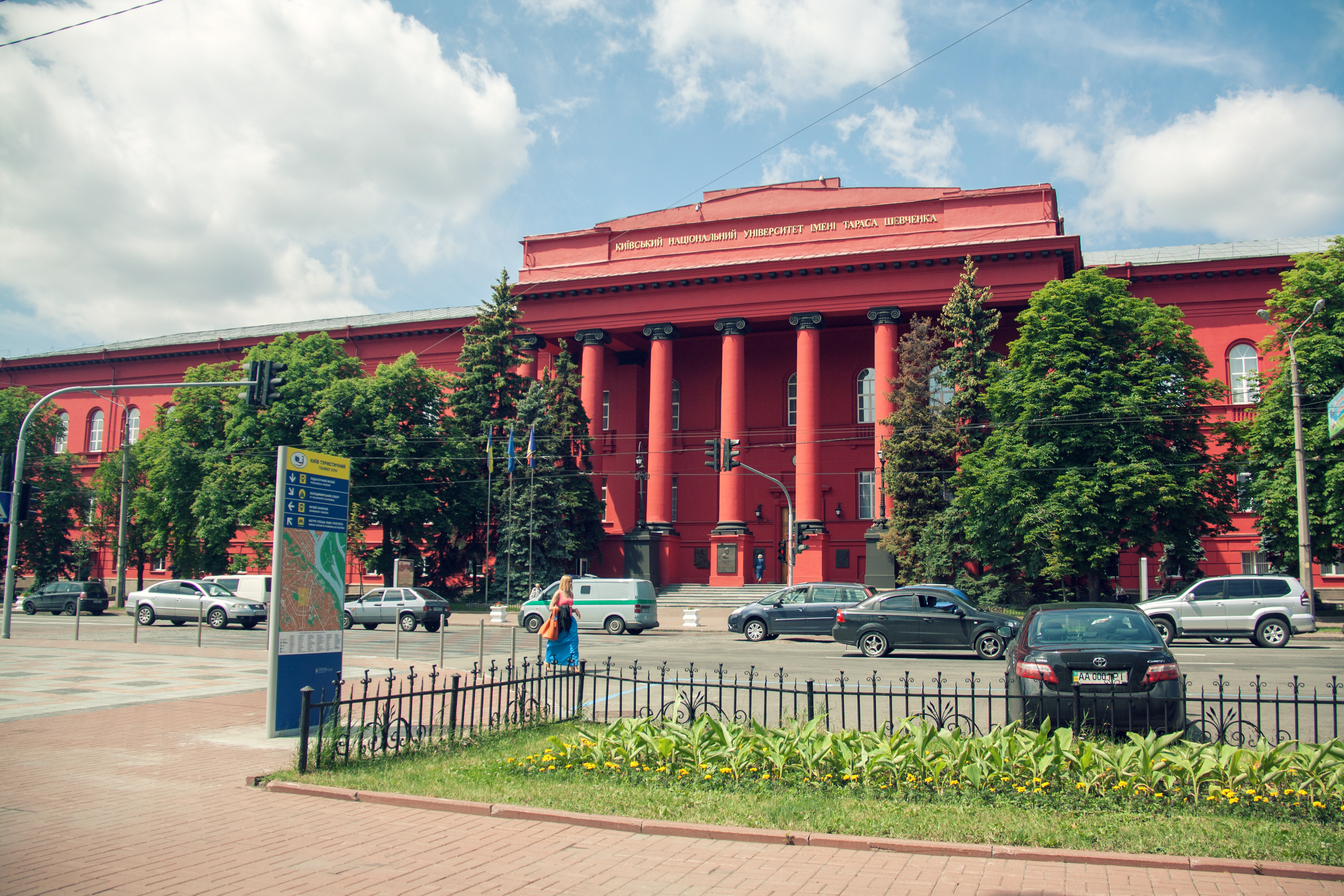
Киевский национальный университет имени Тараса Шевченко

Начиная с IX века Киев был важным центром интеллектуального развития Восточной Европы.
Начиная с конца XVII века, Киево-Могилянская академия подготовила многих известных учёных. Однако первый современный университет европейского образца был основан указом Николая I в 1834 году: Киевский Императорский университет св. Владимира. Киевский университет стал седьмым по счёту университетом Российской империи.
Киев — крупнейший украинский центр науки и образования. В Киеве расположено большое число высших и средних специальных учебных заведений, в частности, вузы, входящие в число наиболее престижных университетов Украины: Киевский национальный университет имени Тараса Шевченко, Киевский политехнический институт имени Игоря Сикорского и Национальный университет «Киево-Могилянская академия».

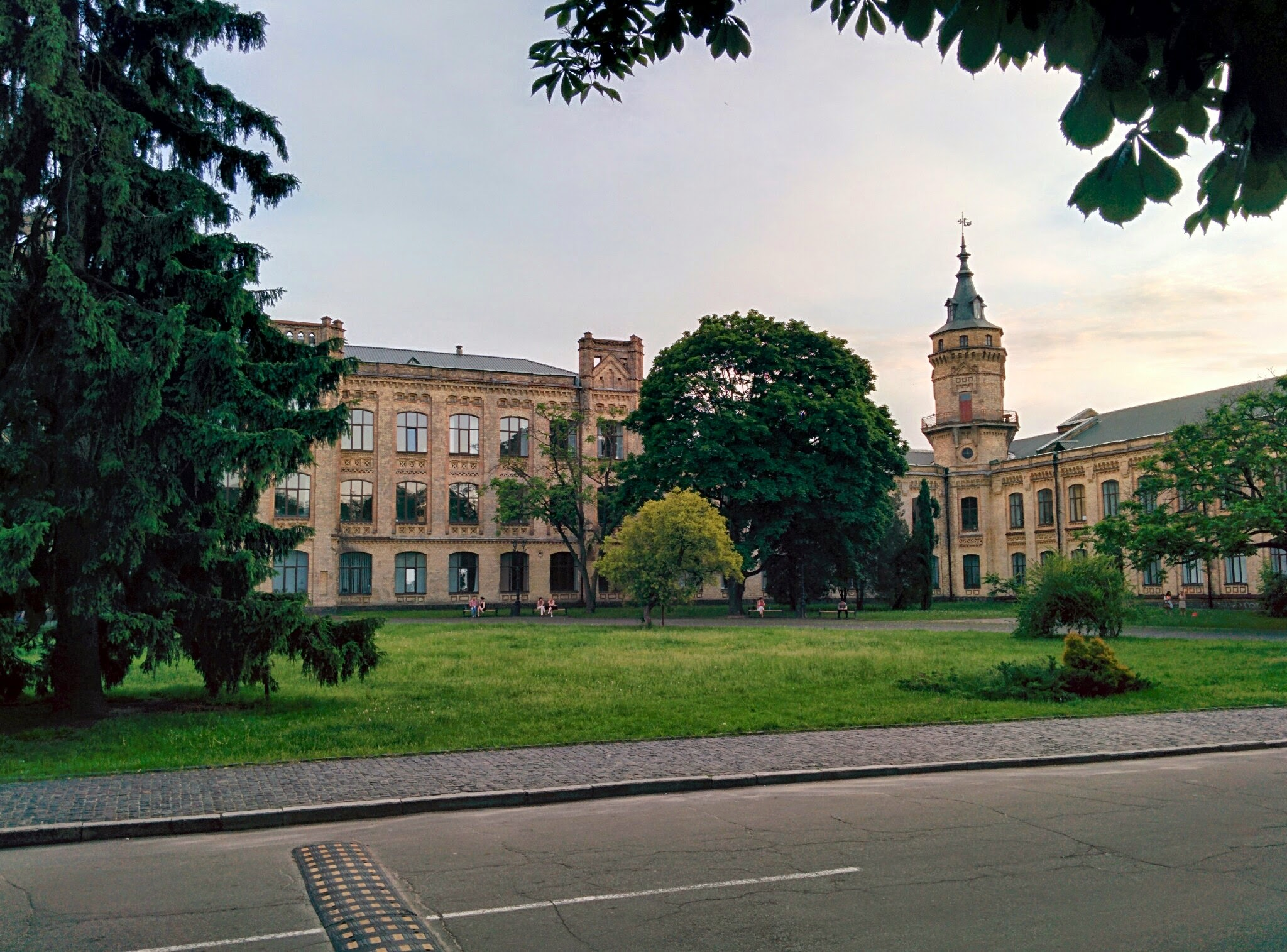
Киевский политехнический институт имени Игоря Сикорского

В Киеве около 350 школ, более 100 гимназий и лицеев, около 70 вузов, в том числе:
- Киевский национальный экономический университет
- Национальный транспортный университет
- Национальный авиационный университет
- Киевский национальный университет строительства и архитектуры (КИСИ)
- Национальный педагогический университет имени М. П. Драгоманова
- Государственный университет телекоммуникаций

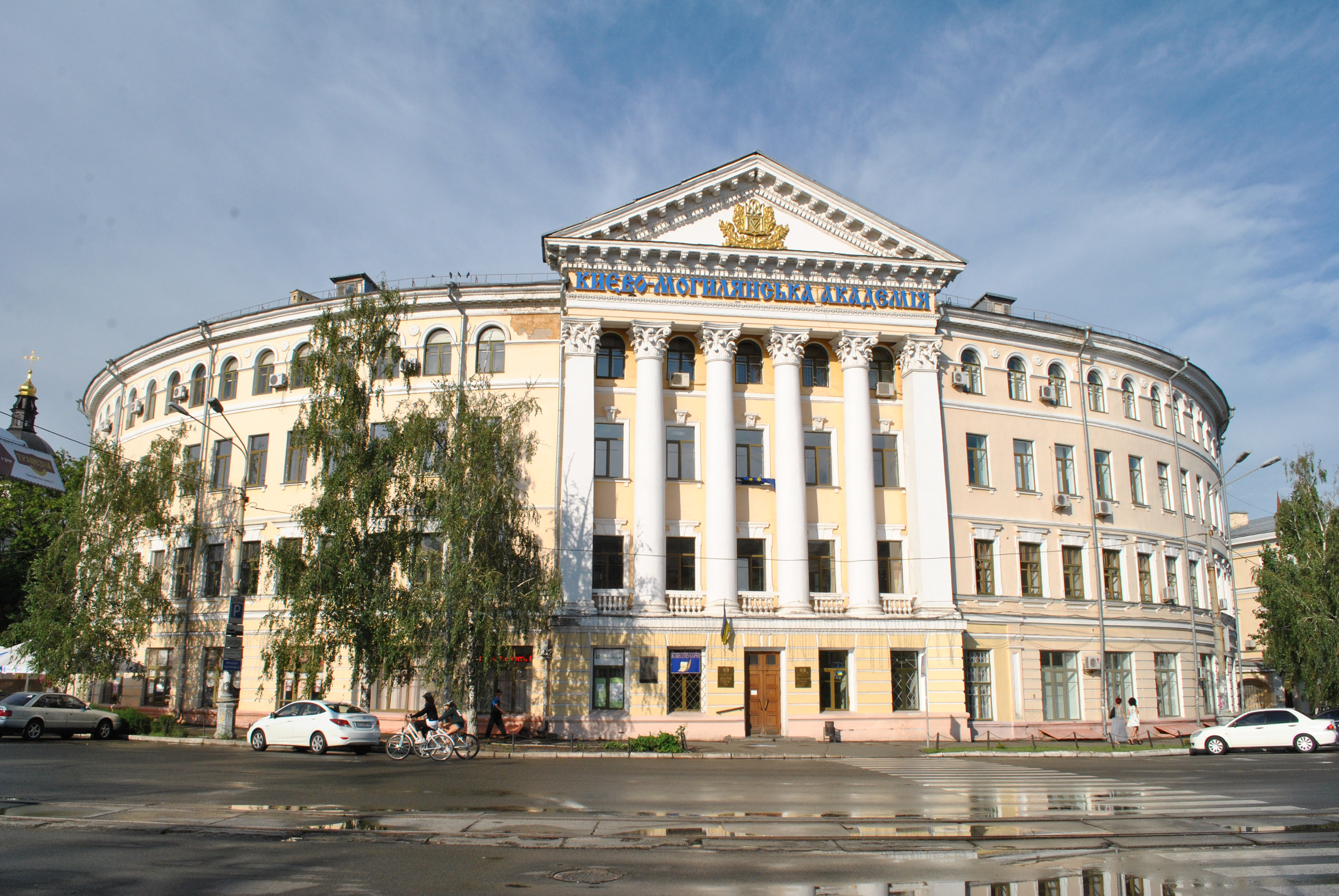
Национальный университет «Киево-Могилянская академия»

- Национальная музыкальная академия Украины имени П. И. Чайковского
- Институт рекламы
- Киевский национальный лингвистический университет (ИНЯЗ)
- Национальный университет биоресурсов и природопользования Украины
- Киевский национальный университет внутренних дел
- Национальная академия изобразительного искусства и архитектуры
- Национальный медицинский университет имени А. А. Богомольца
- Международный Соломонов университет
- Национальный университет физического воспитания и спорта Украины (ИНФИЗ)
- Киевский национальный университет театра, кино и телевидения имени И. К. Карпенко-Карого
- Киевский национальный университет культуры и искусств
- Киевский национальный университет технологий и дизайна
- Национальный университет пищевых технологий
- Киевский университет рыночных отношений
- Киевский национальный торгово-экономический университет
- Киевский университет имени Бориса Гринченко

### Кладбища

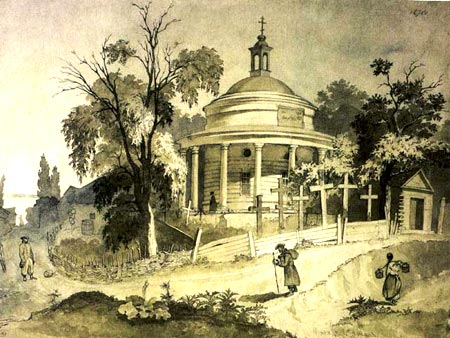
Аскольдова могила

Издавна знатных жителей Киева хоронили в монастырях, соборах, церквях и на их погостах: Десятинной церкви, Софийском соборе, Михайловском Златоверхом монастыре, Выдубицком монастыре, церкви Спаса на Берестове, Кирилловской церкви, Братском монастыре, Фроловский монастырь и др. Местами захоронений были Киево-Печерская лавра, её Ближние и Дальние пещеры, Успенский собор.
Первое упоминание о кладбищах для массовых захоронений в Киеве относится к концу XVII века. Эпидемия чумы 1770-х годов стала причиной для создания первых городских кладбищ: Подольского (на горе Щекавица, ликвидировано в 1930-е годы) и Кудрявского (в усадьбе Вознесенской церкви, ликвидировано в 1930-е годы). В 1786 году в городское было преобразовано кладбище на Аскольдовой могиле (со второй половины XIX века оно стало местом захоронения для привилегированной части населения Киева, ликвидировано в 1935 году). Кроме того сохранились остатки кладбища на Замковой горе и старообрядческого кладбища на улице Лукьяновской. Захоронения также существовали на погостах приходских церквей города, большинство которых не сохранились до наших дней.
В настоящее время в городе действующими являются около двадцати кладбищ, среди которых Байково кладбище, Зверинецкое кладбище, Куренёвское кладбище, Лукьяновское кладбище, Соломенское кладбище, Шулявское кладбище, Берковецкое кладбище, Лесное кладбище, Северное кладбище, Южное кладбище.

## Спорт

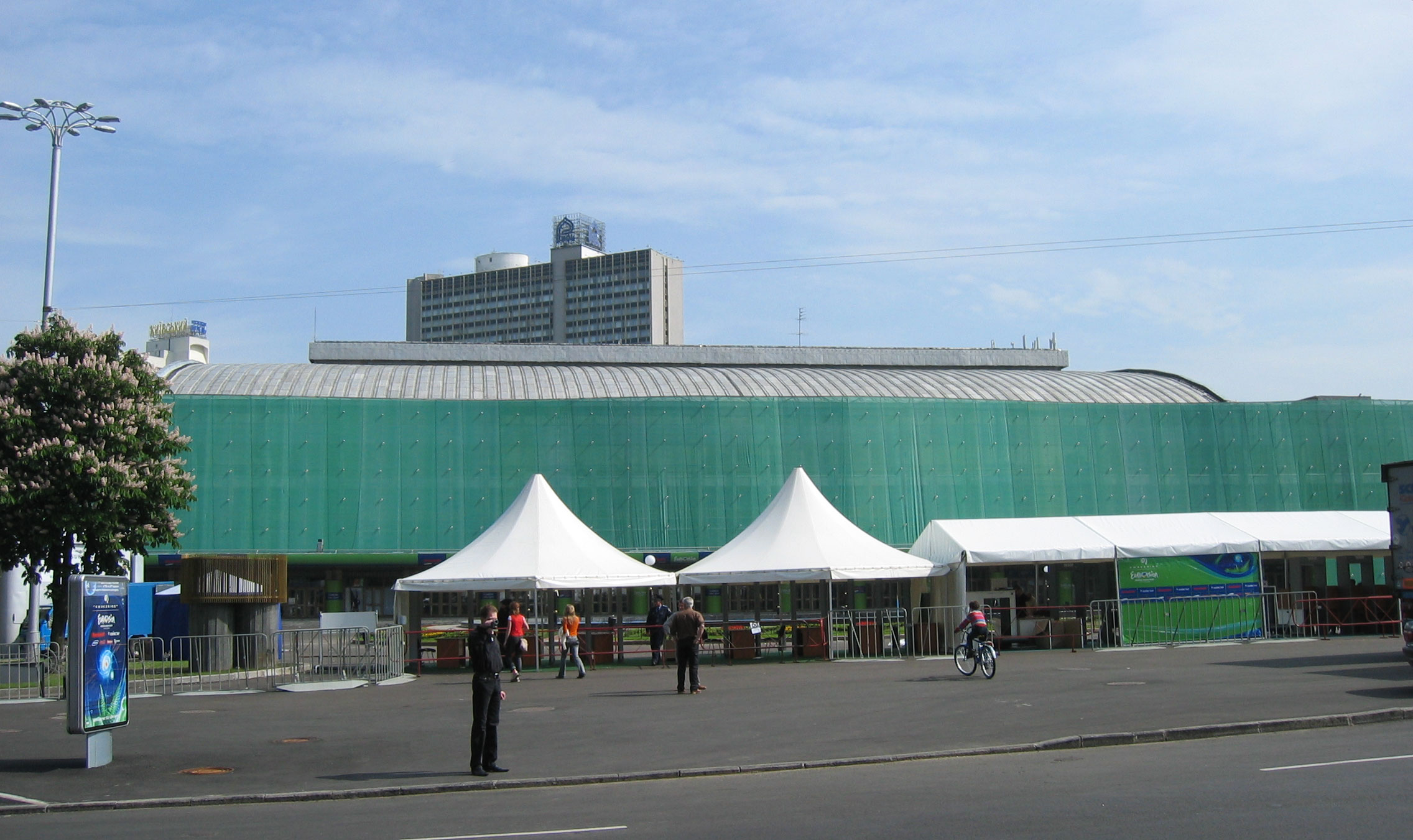
Дворец спорта

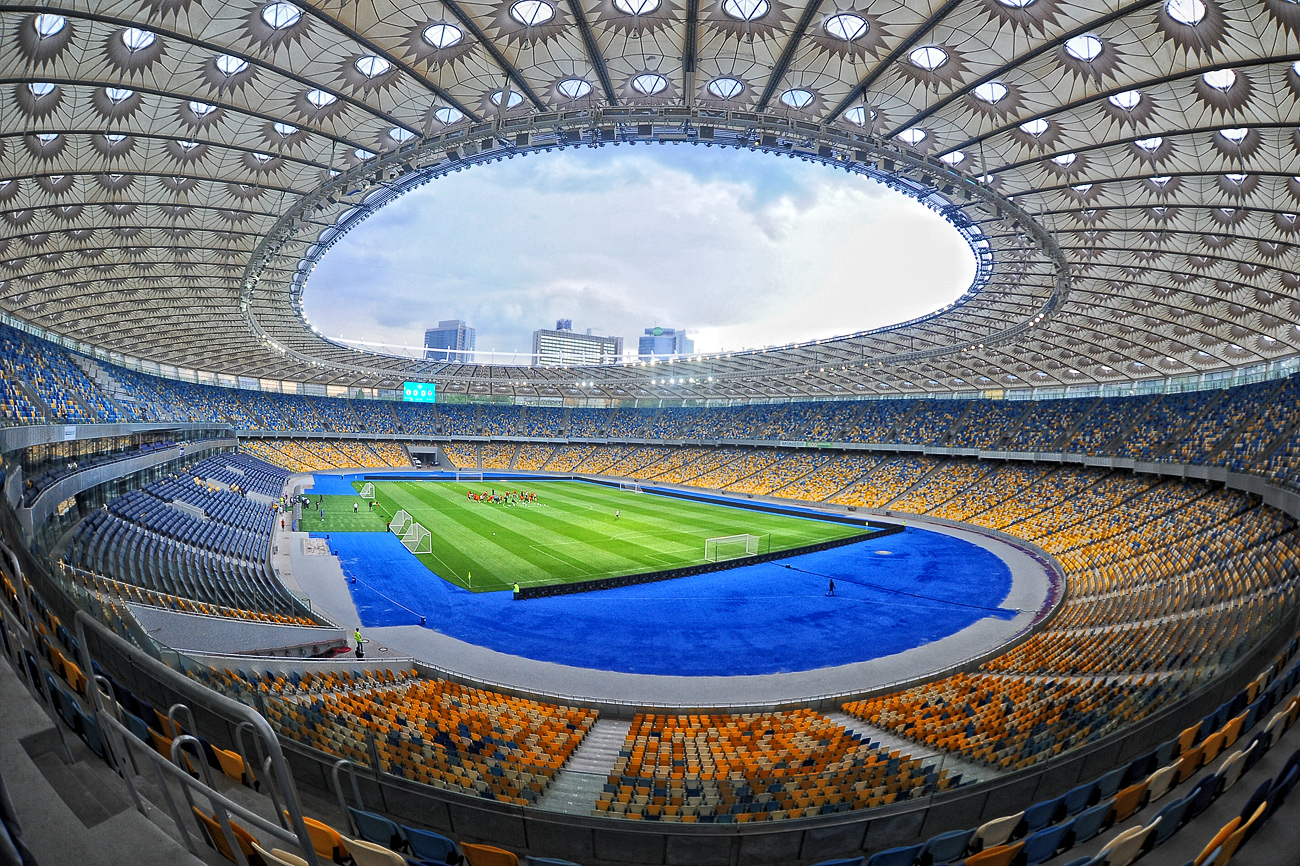
НСК «Олимпийский»

В Киеве много профессиональных и любительских футбольных клубов, в том числе «Динамо» (Киев), «Арсенал-Киев», «Оболонь-Бровар», «Локомотив». Футбольный клуб «Динамо» (Киев) 29 раз становилось чемпионом СССР и Украины, выигрывало международные трофеи, являясь настоящим символом города.
Лучшим украинским мужским баскетбольным клубом со времён СССР является «Будивельник», который вместе с БК «Киев» выступал в объединённой Украинской баскетбольной Суперлиге. В отечественном женском баскетболе ведущие позиции занимает киевская команда ТИМ-СКУФ. В Профессиональной хоккейной лиге выступает хоккейный клуб «Сокол». В советские времена женский гандбольный клуб «Спартак» неоднократно выигрывал чемпионат страны и европейские клубные трофеи.
Главными аренами спортивных соревнований является НСК «Олимпийский», Дворец Спорта, стадионы «Динамо» им. В. Лобановского и «Оболонь-Арена». На НСК «Олимпийском» проходили футбольные матчи Олимпийских игр 1980, 5 матчей Чемпионата Европы по футболу 2012 (в том числе финал), а также Финал Лиги чемпионов УЕФА 2018.

## Города-побратимы

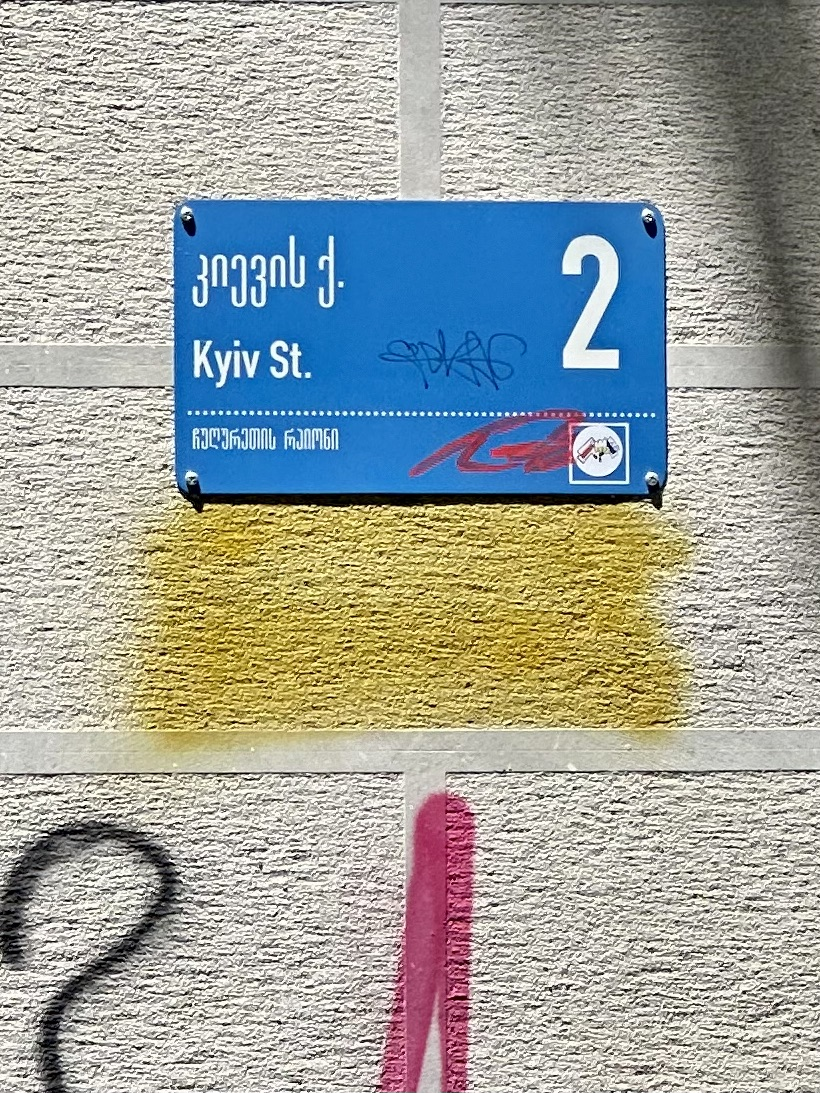
Адресный указатель Киевской улицы в Тбилиси, 2024 год

- Анкара, Турция[224][225][226] (1992)
- Астана, Казахстан[224][226] (1998)
- Афины, Греция[224][226] (1996)
- Ашхабад, Туркменистан[226]
- Баку, Азербайджан[224][226][227][228] (1997)
- Белград, Сербия[226][229][230]
- Бишкек, Кыргызстан[224][226] (1997)
- Бразилиа, Бразилия[226](2000)
- Братислава, Словакия[224][226][231] (1969)
- Брюссель, Бельгия[224][226] (1997)
- Будапешт, Венгрия[224][232] (1993)
- Буэнос-Айрес, Аргентина[226][233] (1993)
- Берлин, Германия[234][235](2017)
- Варшава, Польша[224][226][236] (1994)
- Вена, Австрия[224][226] (1992)
- Вильнюс, Литва[224][226] (1991)
- Гавана, Куба[224] (1994)
- Ереван, Армения[224][226][237][238] (1995)
- Женева, Швейцария[226] (2003)
- Джакарта, Индонезия[226] (2005)
- Иерусалим, Израиль[226] (2000)
- Сучжоу, Китай[234][235](2005)
- Киото, Япония[224][226][239](1971)
- Кишинёв, Молдова[224][226] (1993)
- Краков, Польша[224][226] (1955, возобновлён 1993[240])
- Лейпциг, Германия[224][226][240][241] (1961, возобновлён 1992[241])
- Лиссабон, Португалия[226] (2000)
- Мехико, Мексика[224][226] (1997)
- Мюнхен, Германия[224][226] (1989)
- Оденсе, Дания[224][226] (1989)
- Ошская область, Кыргызстан[226] (2002)
- Пекин, Китай[224][226][242] (1993)
- Претория, ЮАР[224][226] (1993)
- Рига, Латвия[224][226][243]< (1998)
- Рио-де-Жанейро, Бразилия[244]
- Сантьяго, Чили[224][226] (1998)
- София, Болгария[224][226][245] (1999)
- Стокгольм, Швеция[224][226] (1997)
- Сеул, Южная Корея[246] (2023)
- Таллин, Эстония[224] (1994)
- Тампере, Финляндия (1961)[224][226][240]
- Ташкент, Узбекистан[224][226] (1998)
- Тбилиси, Грузия[224][226][247] (1999)
- Торонто, Канада[224][226][248] (1991)
- Триполи, Ливия[226] (2001)
- Тулуза, Франция[224][226] (1970)
- Ухань, Китай[224][226] (1990)
- Флоренция, Италия[224][226] (1969)
- Хельсинки, Финляндия[224] (1993)
- Чикаго, США (1991)[224][226][249]
- Лима, Перу[226] (2005)
- Эдинбург, Великобритания (1989)[224][226]
- Подгорица, Черногория[250](2021)
- Мадрид, Испания (2022)[251]
- Марсель, Франция (2022)[252]
- Лион, Франция (2022)[252]
- Осло, Норвегия (2022)[252]
- Барселона, Испания (2022)[253]
- Сараево, Босния и Герцеговина (2022)[246]
- Дублин, Ирландия (2022)[246][254]
- Вроцлав, Польша (2023)[246]
- Тайбэй, Тайвань (2023)[246]
- Копенгаген, Дания (2023)[246][255]
- Загреб, Хорватия (2024)[246]

Лишённые статуса
- С российскими городами Махачкалой[226] (2004), Москвой[224][226] (1992), Санкт-Петербургом[226][256] (2001), Улан-Удэ, Волгоградом, а также с Республикой Коми решением Киевсовета от 11 февраля 2016 отношения были разорваны[257].
- Минск, Беларусь[224][226][258] (1997—2022) — 9 июня 2022 года Киевский горсовет решил лишить Минск статуса города-побратима за то, что с территории Беларуси летели ракеты в украинские города и посёлки и происходило вторжение российских войск[259].

## Города-партнёры
- Париж, Франция[224][226][260] (1992)
- Рим, Италия[224][226] (1999)